# Cathédrale Saint-Étienne de Toulouse
Pour les articles homonymes, voir Saint-Étienne (homonymie).
Cette  cathédrale n’est pas la seule cathédrale Saint-Étienne.
La cathédrale Saint-Étienne de Toulouse est une cathédrale catholique romaine du centre historique de Toulouse, dans le département de la Haute-Garonne en France. Elle a donné son nom au quartier qui l'entoure.
On ne connaît pas les origines de la cathédrale. Ses premières traces datent de 1071, quand l'évêque Isarn de Lavaur décida de reconstruire l'édifice alors en ruine. Son architecture est particulière car elle est composée d'éléments architecturaux de diverses époques. La cathédrale jouxte l'ancien palais épiscopal, aujourd'hui occupé par la préfecture.

## Histoire

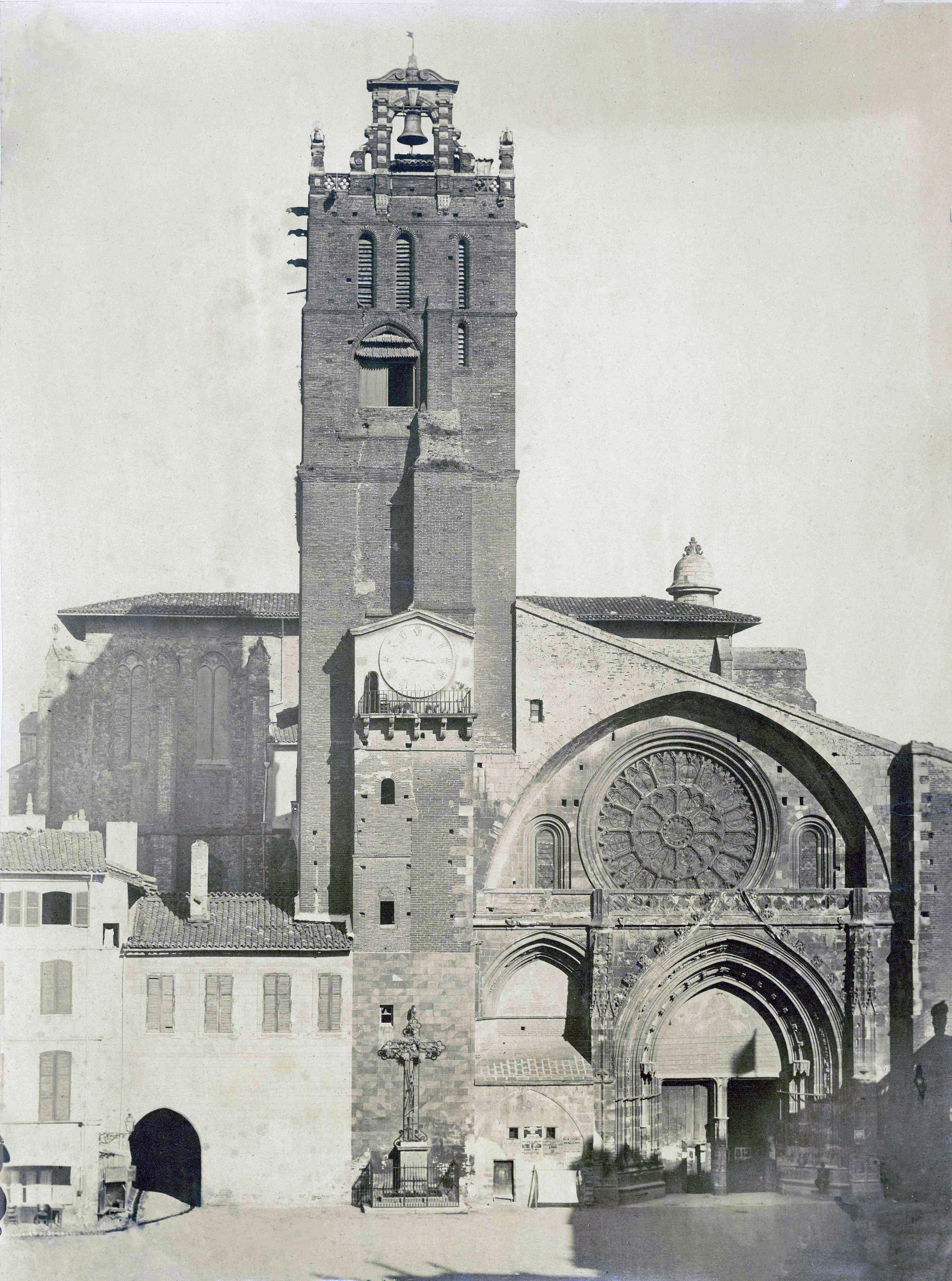
La place de la cathédrale entre 1859 et 1866.

La cathédrale a été bâtie sur les fondations d'une chapelle construite par saint Saturnin au IIIe siècle, et reconstruite par saint Exupère 150 ans plus tard. Il est difficile de juger aujourd'hui en l'absence de fouilles. L'histoire de cette église est tellement émaillée de modifications, de rénovations et de reconstructions qu'on pourrait la surnommer la « cathédrale inachevée ».
Jusqu'au XIIIe siècle, les plans de l'église romane furent sans cesse modifiés. Ainsi, une révision de la hauteur prévue de l'édifice est visible par la coupe des fenêtres sur le mur sud, tandis que le mur nord, construit plus tard, ne présente pas cette anomalie. On reconnaîtra sur le mur occidental une rosace, directement inspirée de celle Notre-Dame de Paris.
La principale originalité de l'édifice est de présenter deux parties très distinctes : une partie en style gothique méridional à l'arrière du vaisseau, la nef raimondine, et une partie en style gothique d'Île-de-France, ou gothique rayonnant, le chœur. Ces deux églises ont été reliées au XVIe siècle par le futur cardinal Jean d'Orléans. Le chœur est deux fois plus large que la nef, si bien que l'allée centrale est en ligne brisée. Le mur roman sud a été prolongé par l'église gothique. Ce projet gigantesque a débuté en 1272, sous l'égide de l'évêque Bertrand-de-L'Isle. À l'instar de sa petite jumelle, l'église gothique a subi de nombreux ajouts, et a donné lieu à de nombreux projets, souvent abandonnés en cours de route.
En 1609, l'architecte Pierre Levesville se résout à mettre une voûte au chœur dont le toit venait de brûler. Le projet initial prévoyait une hauteur de plafond de 40 mètres, la voûte n'est aujourd'hui que de 28 mètres, et n'en est pas moins impressionnante. On dote aussi la cathédrale d'un nouveau mobilier mariant le baroque au gothique pour remplacer l'ancien mobilier brûlé.
En 1794, le bourdon majestueux de 12 ou 13 tonnes, la « Cardailhac », est jeté du haut du clocher, s'enfonce profondément dans la terre et se brise, malgré plusieurs couches de paille disposées sur le parvis. Ce n'est qu'au début des années 2000 que la maçonnerie de cette fenêtre est refaite, tout comme le pignon devant la rosace romane. Malheureusement, la pollution urbaine et les pneus brûlés devant la Préfecture ont eu tôt fait de noircir à nouveau la pierre restaurée, en quelques années à peine. Ce n'est qu'en 1938 que l'État achève la dernière transformation remarquable, par la réalisation de la façade du transept nord inachevé, rendue nécessaire par la destruction du moulon de la rue des Cloches, et le dégagement du parvis gothique et du square Saliège.
Le clocher roman fortifié abrite un carillon de 17 cloches au clavier et 5 en volée.
Comme toutes les cathédrales, Saint-Étienne est le siège de l'évêque du lieu (à Toulouse, c'est un archevêque). Elle est aussi une paroisse vivante, qui rassemble entre 300 et 800 paroissiens chaque dimanche, et environ 2 000 chrétiens du diocèse pour les grandes célébrations (ordinations, accueil de l'évêque…).
L'édifice est classé au titre des monuments historiques en 1862.

## L’extérieur

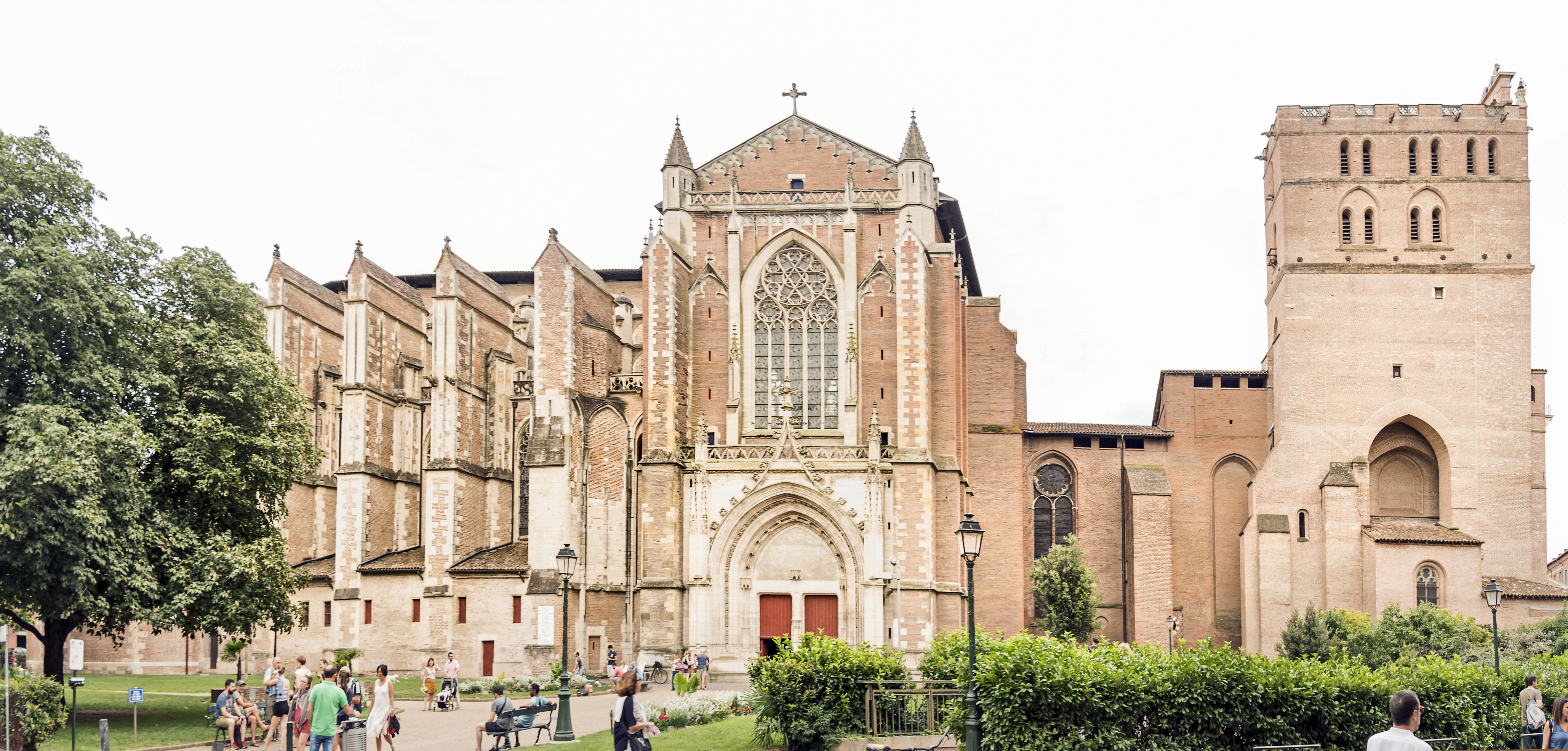
Façade Nord.

### Le clocher

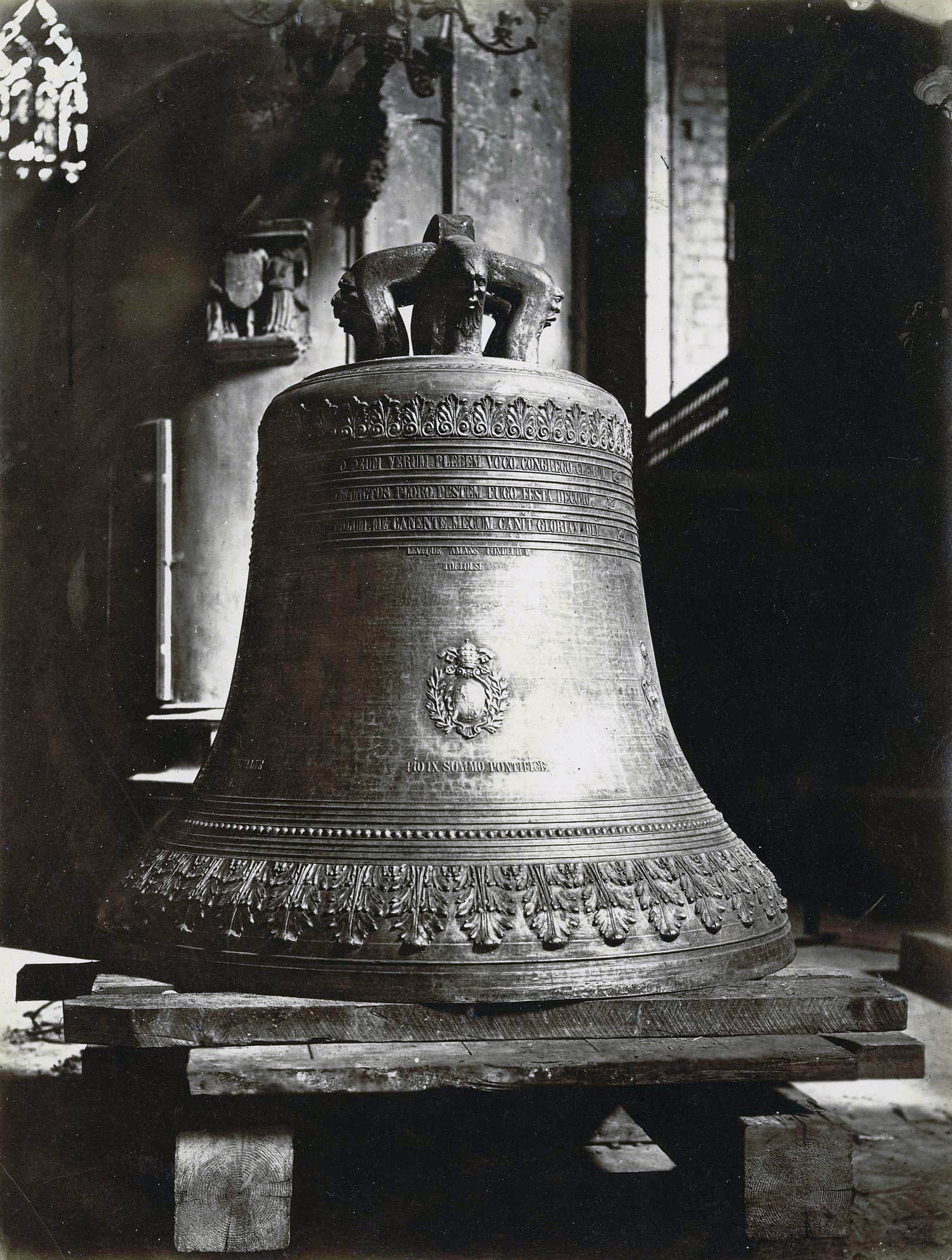
Bourdon Étienne-Florian, coulé en 1876.

Le clocher.

Le clocher du XVIe siècle renferme 17 cloches sacrées, auxquelles il faut ajouter 3 cloches civiles d'horloge en montre au sommet, une cloche du chapitre dans le campanile sur la nef gothique et une petite cloche de sacristie.
Le carillon, fondu à la Révolution, a été reconstitué par étapes. En 1922, après l'apport de 6 cloches coulées par A. Vinel (à Toulouse), on jouait 13 cloches au clavier et 6 au banc du sonneur. Ces deux modes manuels ont été abandonnés dans les années 1960 lors de la deuxième grande électrification. Les cloches de volée ont été portées au nombre de 5 en 1992, par l'apport de 2 cloches Paccard (à Annecy). Aujourd'hui, on peut encore jouer le carillon par le biais d'un petit clavier électrique, depuis la sacristie située à l'autre extrémité de la cathédrale.
C'est l'édifice de Toulouse qui contient le plus de cloches anciennes (antérieures à la Révolution), puisqu'il fut notamment le réceptacle des grosses cloches des couvents toulousains : Flos Carmeli, la Cordelière, l'Augustine. Ces deux dernières n'existent pourtant plus, au profit du bourdon Étienne-Florian, coulé en 1876 par Amans Lévêque (maison Louison à Toulouse) sur les deniers du futur cardinal Desprez, pour un poids de 3,9 t, un diamètre de 1,84 m et sonnant la2.

## Architecture intérieure
La cathédrale est la seule église de Toulouse à avoir conservé ses vitraux originaux datant du XIVe siècle pour les plus vieux.

### Des vestiges de la cathédrale romane précédente
Si l'existence d'une communauté chrétienne est attestée à Toulouse depuis l'Antiquité (son premier évêque - Saint Saturnin - est martyrisé en 250), la cathédrale Saint-Étienne n'apparaît dans les textes qu'en 844.
L'évêque Isarn (1071-1105) lance la construction d'un édifice roman dédié à Saint Etienne, à trois vaisseaux, dominé par un massif occidental à deux tours. De cet édifice, l'actuelle nef conserve l'emprise des murs latéraux, caractérisés par leurs oculus à appareil alterné de brique et de pierre, et les vestiges de la tour nord, noyés à la base du grand clocher, ainsi que des restes de la galerie nord du cloître des chanoines. Les vestiges du côté nord sont visible depuis le square du Cardinal Saliège. Au nord-est du chœur actuel, à l'emplacement de la rue Sainte-Anne et des bâtiments qui l'entourent se trouvaient le cloître et les bâtiments conventuels des chanoines, qui vivaient régulièrement selon le souhait de l'évêque Isarn. L'église Saint-Jacques fermait l'ensemble au sud.

### La nef raimondine de style gothique méridional
À partir des années 1210, l'évêque Foulques (épiscopat de 1206 à 1231) décide de réédifier la nef de la cathédrale. Il surélève les murs latéraux de l'église romane pour lancer de puissantes voûtes sur croisées d'ogives, qui couvrent de leur portée unique les trois vaisseaux précédents. Foulques étend la cathédrale d'une travée supplémentaire vers l'ouest, que ferme une façade ajourée d'une rosace d'influence cistercienne, ordre auquel l'évêque appartenait.
La nef de la cathédrale Saint-Étienne, qualifiée de « raymondine » car elle a longtemps été attribuée au comte de Toulouse Raymond VI, présente pour la première fois les caractéristiques de l'art gothique tel qu'il est développé dans le Midi (gothique méridional) : c'est un grand volume d'une seule portée, soutenu par de puissants contreforts, qui favorise la diffusion de la prédication. La sobriété de cette architecture, marquée par d'importantes surfaces murales, est compensée par l'ampleur des gigantesques voûtes, probablement les plus amples d'Europe occidentale à leur achèvement. Elles reposent sur des pilastres qui réemploient de splendides chapiteaux romans, récupérés de la cathédrale précédente.
La construction du grand chœur de style gothique rayonnant, sous l'épiscopat de Bertrand de l'Isle-Jourdain (1275), destinait la vieille nef à être remplacée par un édifice deux fois plus large et beaucoup plus lumineux, à l'image des monuments du Nord de la France. Si l'inachèvement de ce projet a produit la plus déconcertante des cathédrales françaises, il a permis de conserver trois des cinq travées d'origine de la nef mère du gothique en terres méridionales.
On y accède par le portail occidental de la cathédrale. Plusieurs tableaux ornent la contre-façade, un  "Christ en croix apparaissant à Saint-Bernard" huile sur toile du 4e quart XVIIe siècle classé au titre des monuments historiques, Au-dessus de la porte la Cène, Le passage de la mer Rouge, huile sur toile du XVIIe siècle classé aux monuments historiques.
Sur son côté droit s'ouvre la chapelle de l'Agonie. Sur ce même côté on trouve  la "Vierge de Pitié" par Gervais Drouet en terre cuite peinte (h= 203 ; l= 155 ; pr= 104) elle est classée au titre des monuments historiques. Gravée sur la base la date de 1654. L'œuvre a été restaurée en 1992 par l'entreprise Reynard Dubis puis en 2012 par Elise Rachez et Stéphane Moreau. Cette Vierge de Pitié est une commande du marchand Sébastien Taffin, initialement destiné à la basilique St Sernin. Elle sera exposée en premier lieu dans le chœur, puis déplacée dans la chapelle du "Sacré-Cœur". Sous la révolution elle est vendue sur le parvis en 1789. Elle est acquise par le sculpteur Jean-Baptiste Julia qui la restitua à la cathédrale neuf ans après.
En remontant vers l'autel de la nef raimondine, on trouve la chaire. Elle est surmontée d'un groupe en terre cuite représentant saint Étienne enlevé au ciel par les anges, dû au sculpteur Antoine-Joseph Salamon.
Du côté gauche, dans la contre-façade s'ouvre la chapelle de saint-Antoine de Padoue. Dans l'angle l'accès au clocher.

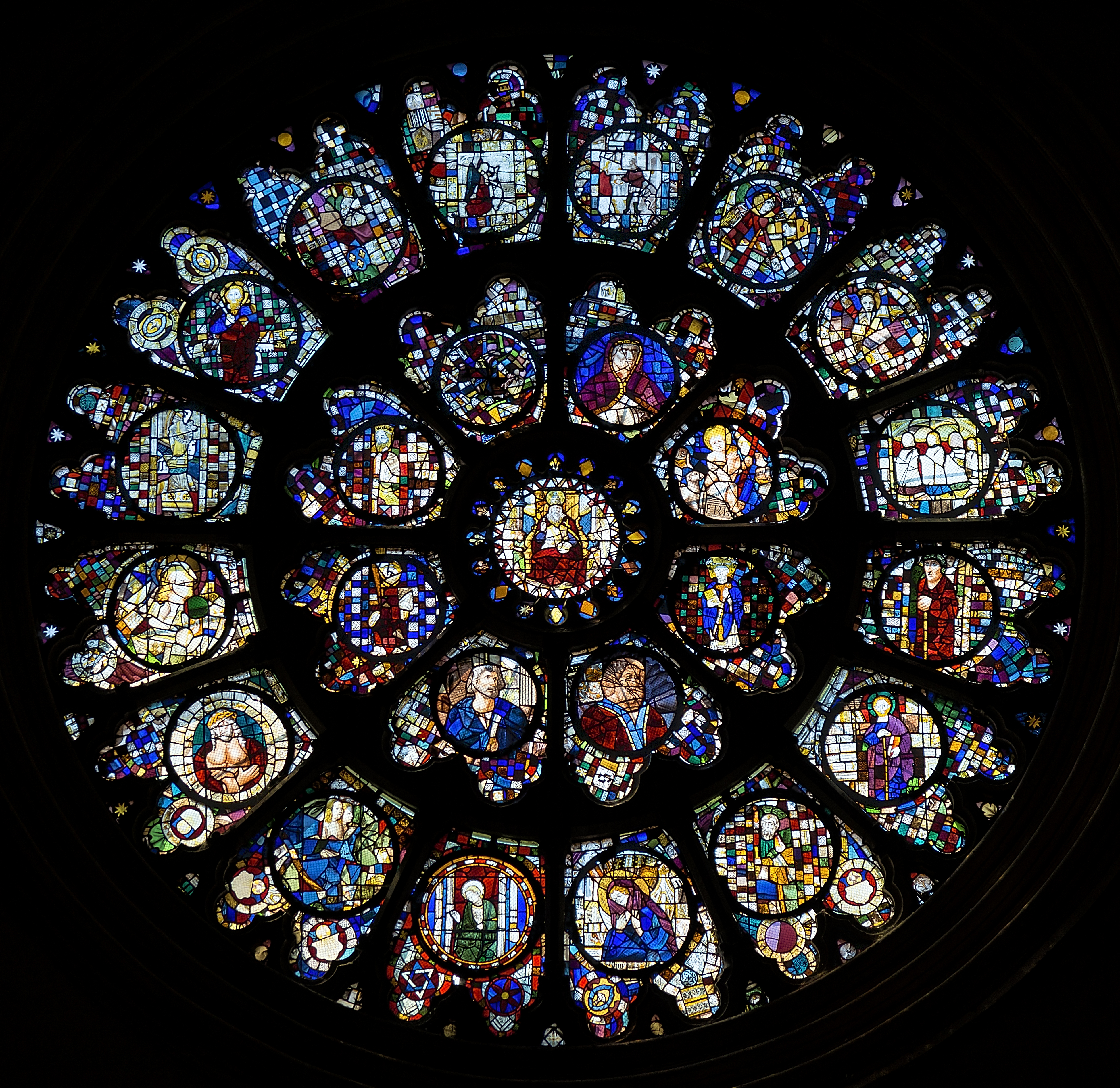
Rosace depuis l'intérieur de la nef.
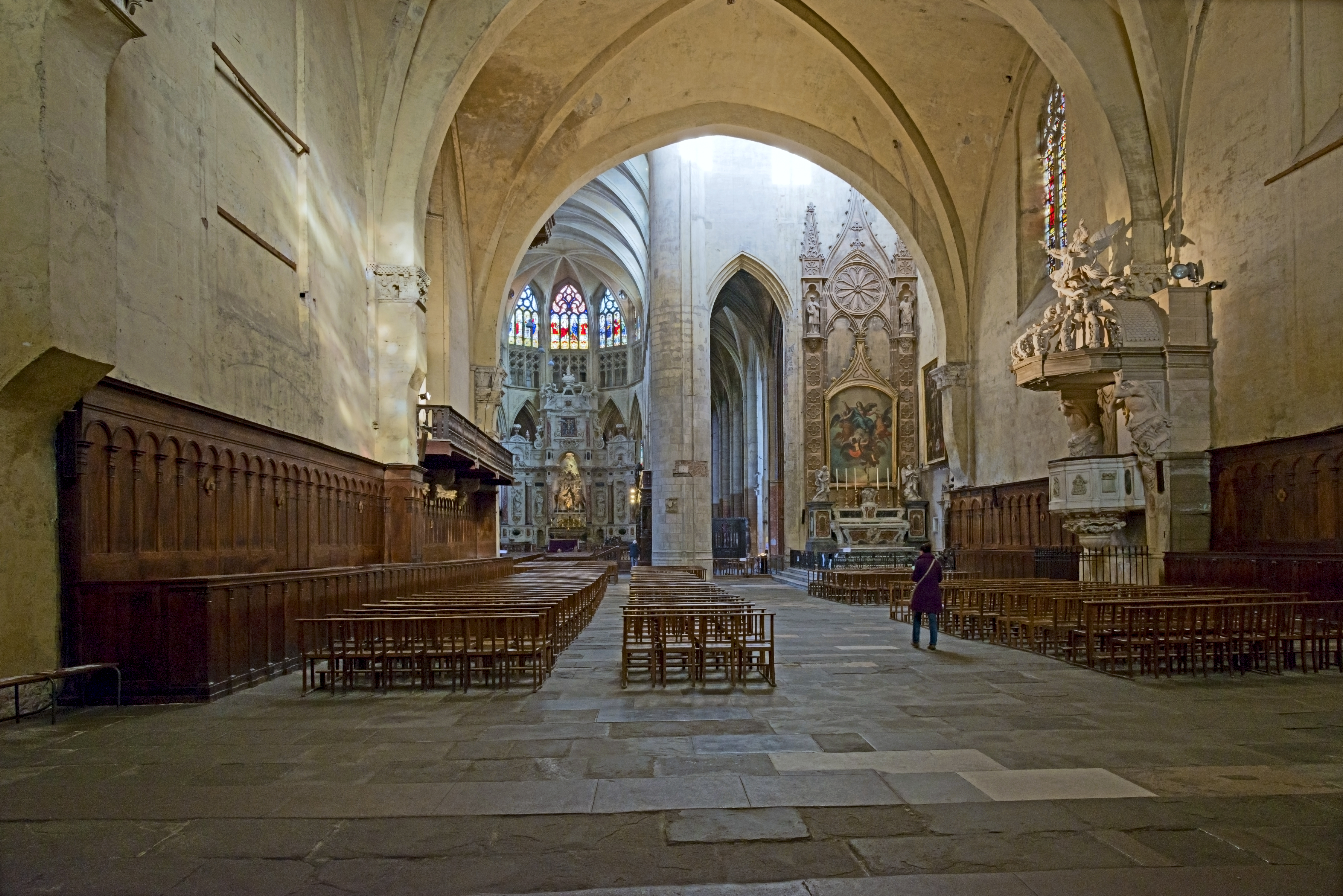
Nef dite « raimondine ».
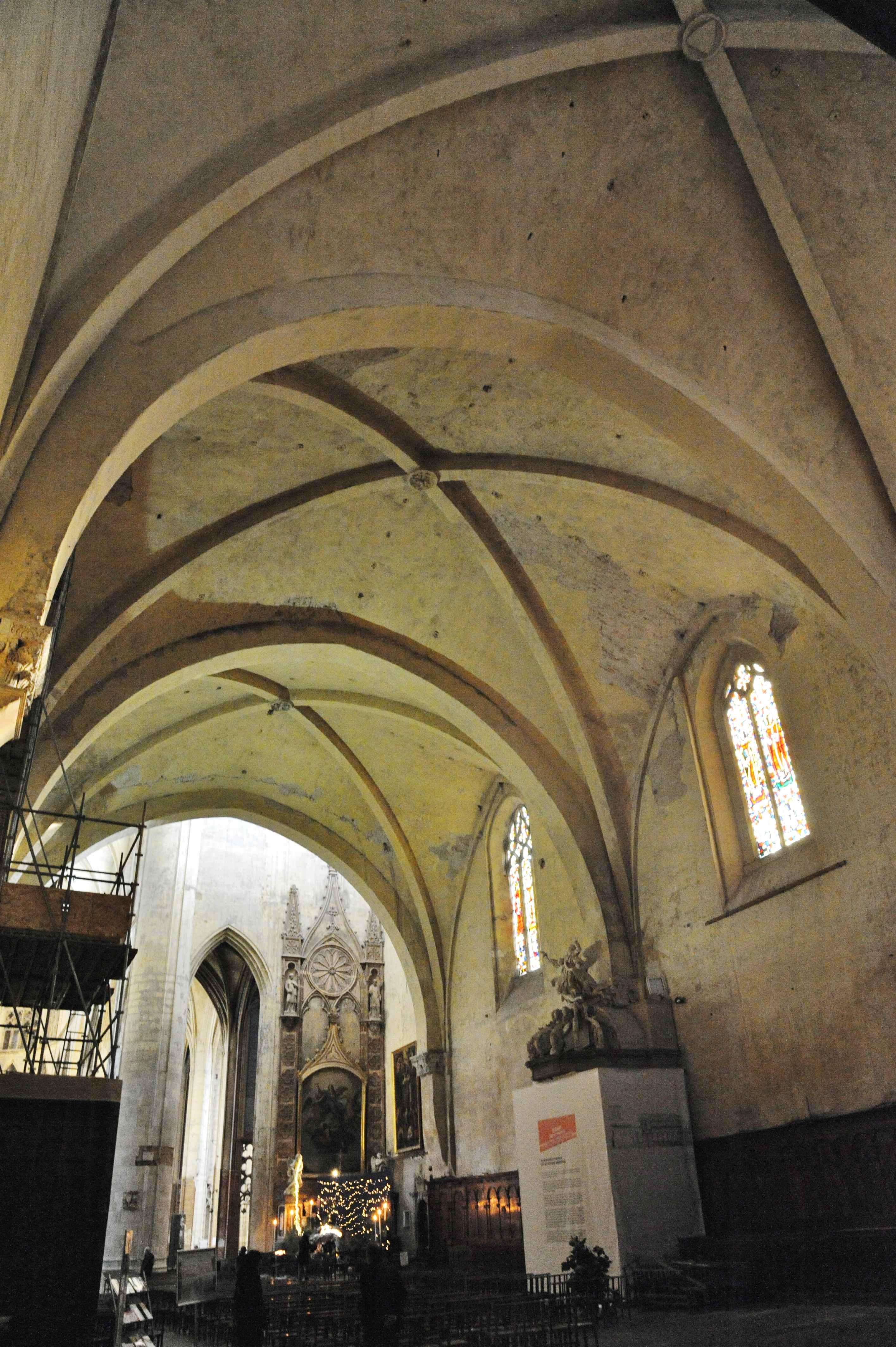
Voûtes de la nef raimondine.
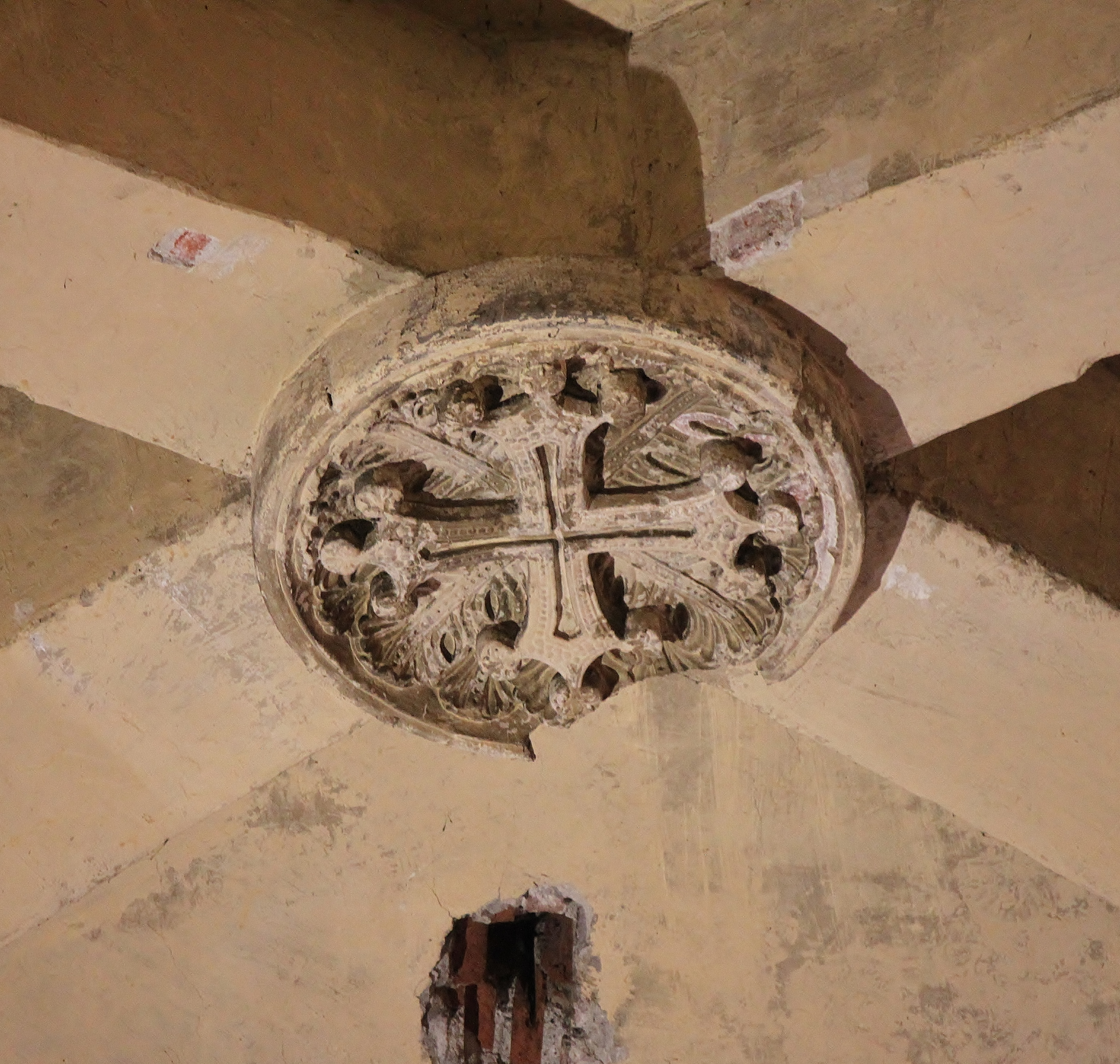
Sur une clé de voûte de la nef raimondine apparaît la première représentation sculptée de la croix de Toulouse.
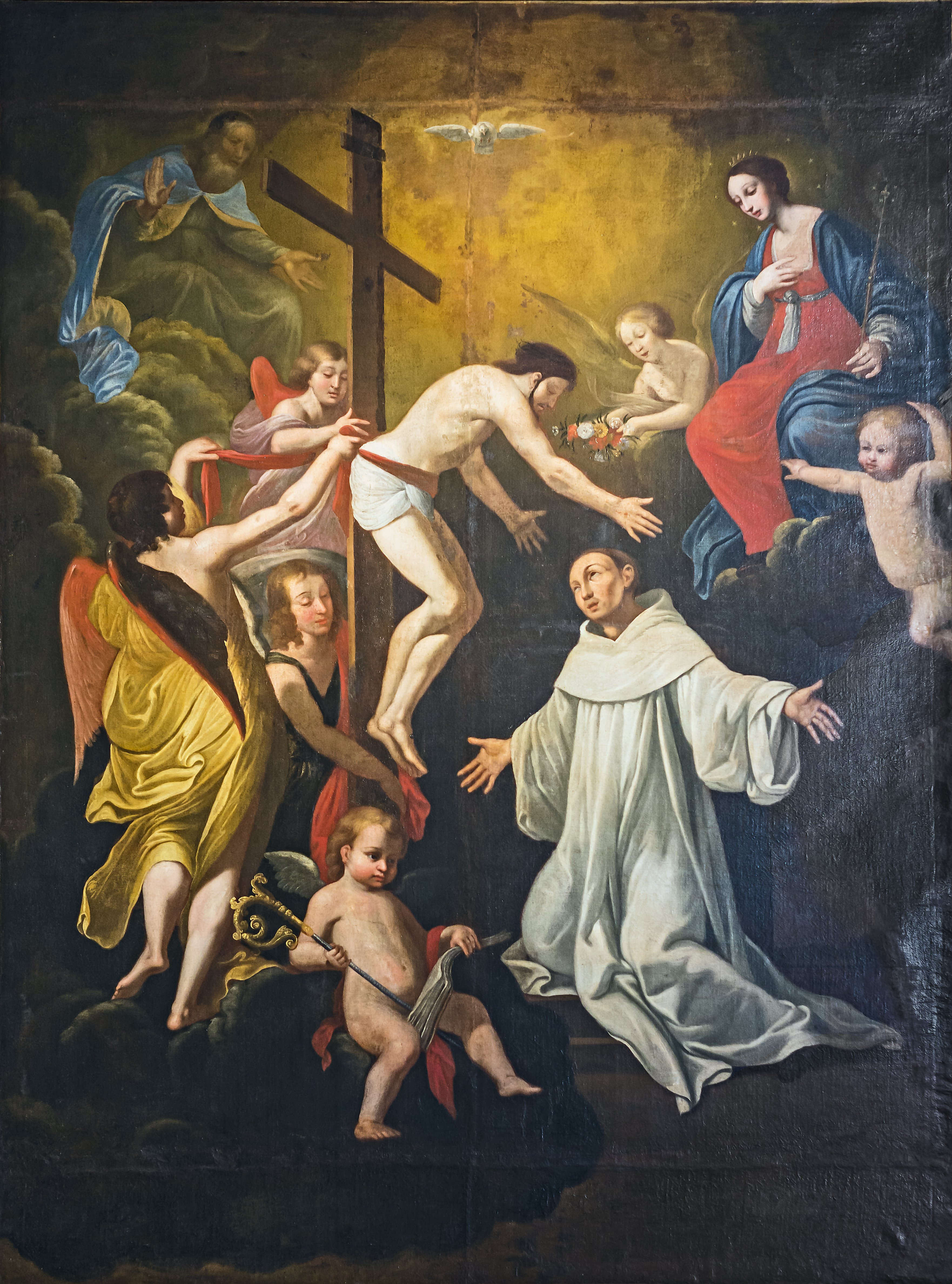
Christ en croix apparaissant à saint Bernard.
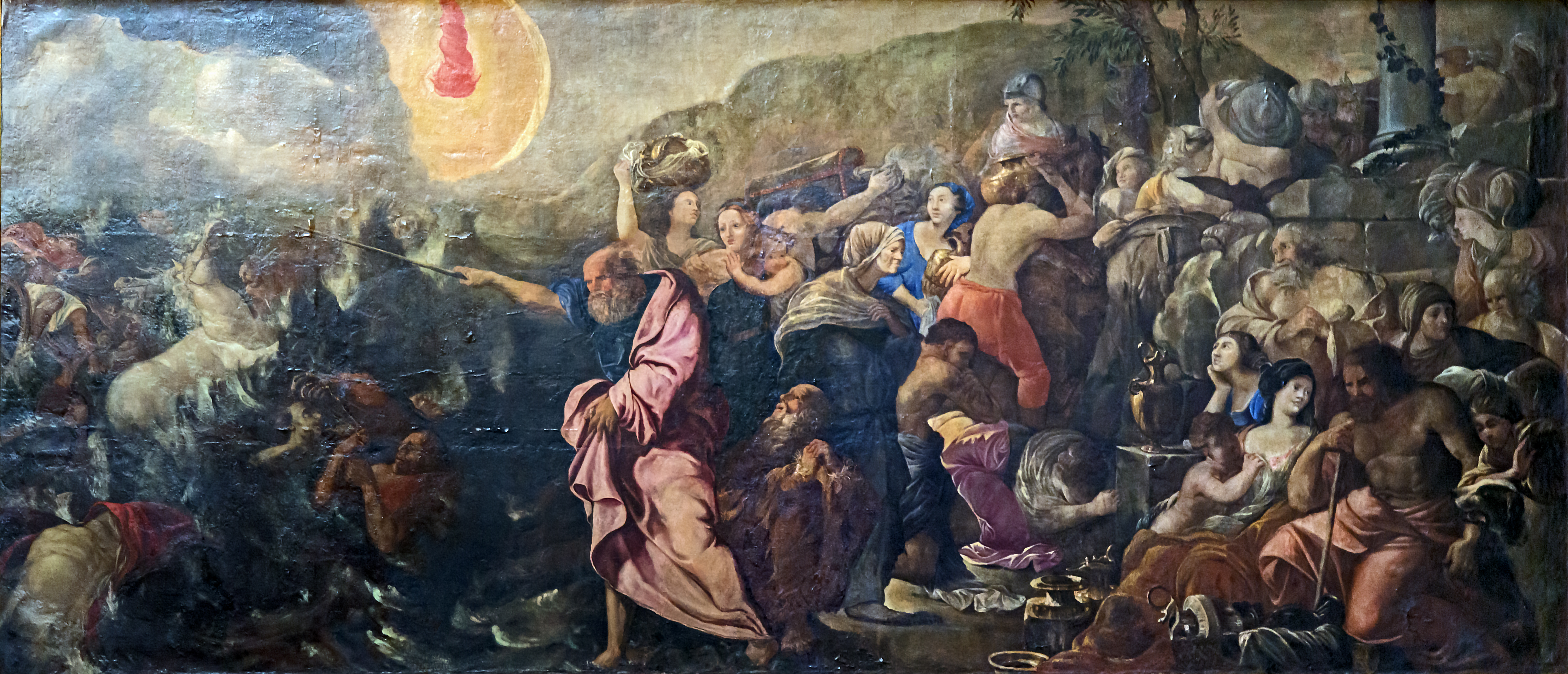
Le passage de la mer Rouge XVIIe siècle.
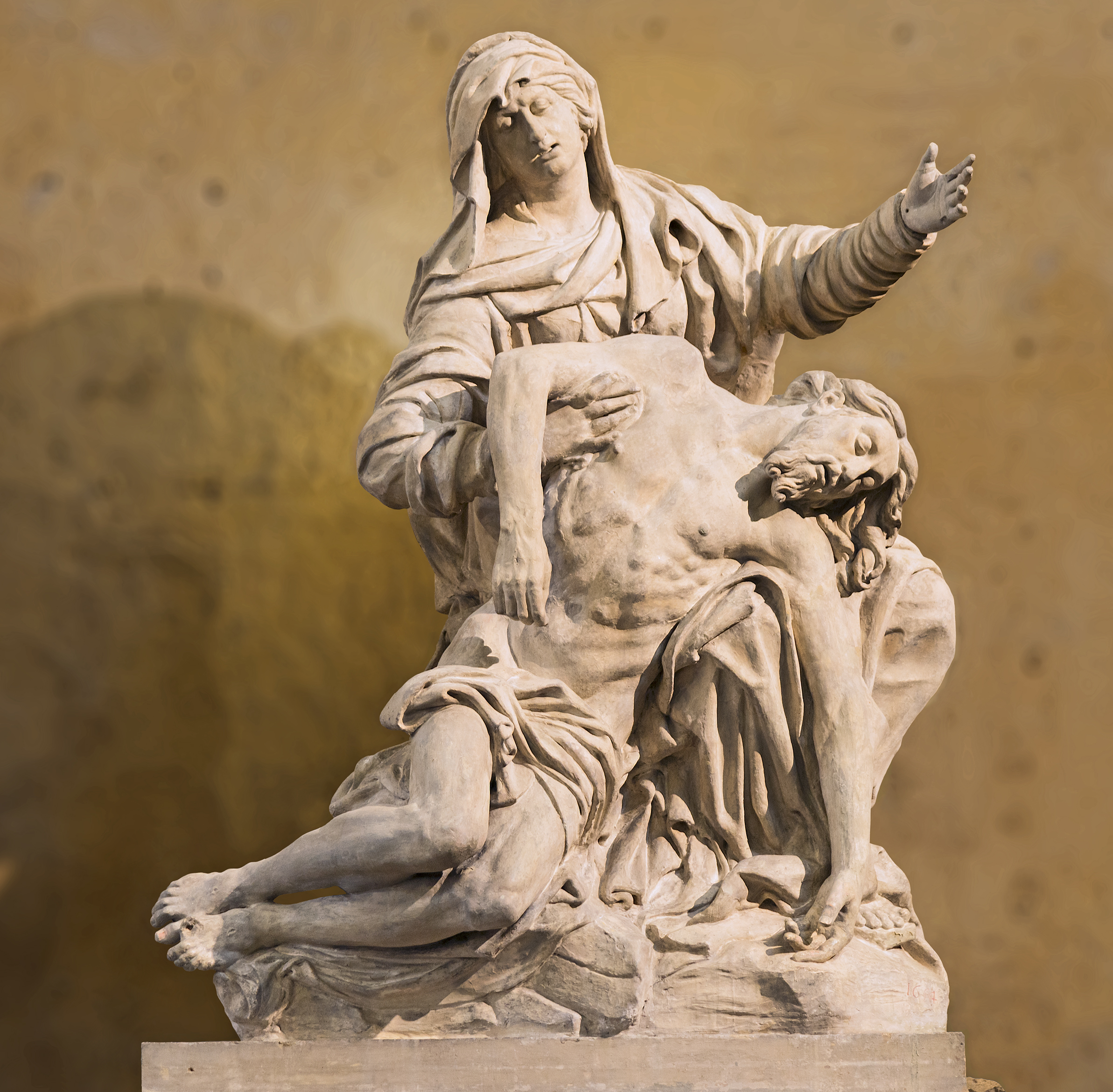
La Vierge de Pitié par Gervais Drouet (1648).
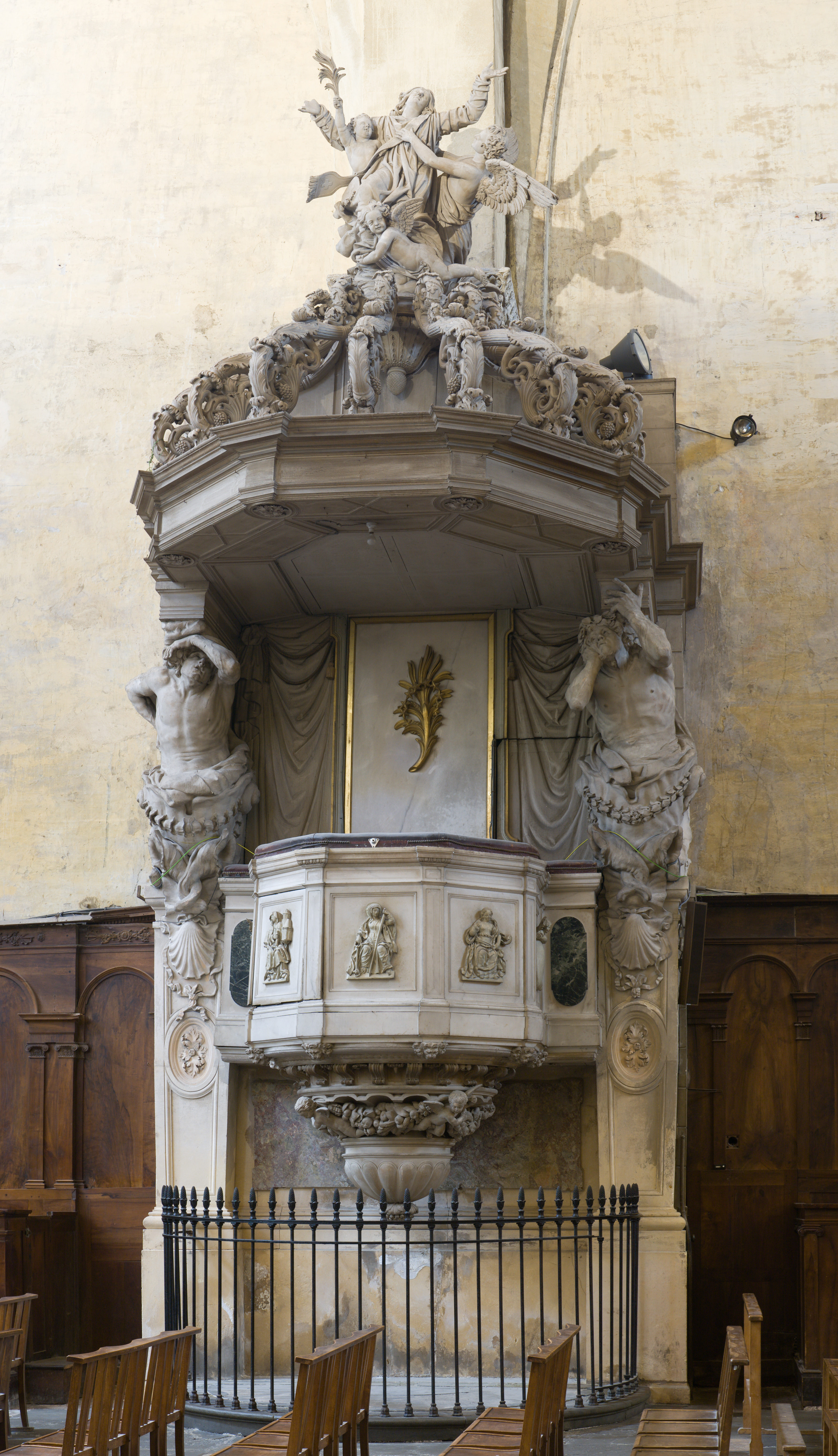
Chaire de la nef raimondine.

### La chapelle des fonts baptismaux
Sur le côté gauche proprement dit, elle contient les fonts composés d'une cuve circulaire reposant sur une base polygonale. Plusieurs inscriptions sont gravées sur la cuve ainsi que la date de 1305. Les fonts sont inscrits au titre des monuments historiques.
Deux tableaux du XIXe siècle : À droite, La mort de saint Étienne par Nicolas Sébastien Frosté en 1822, et à gauche La lapidation de saint Étienne par Charles Thévenin en 1829 

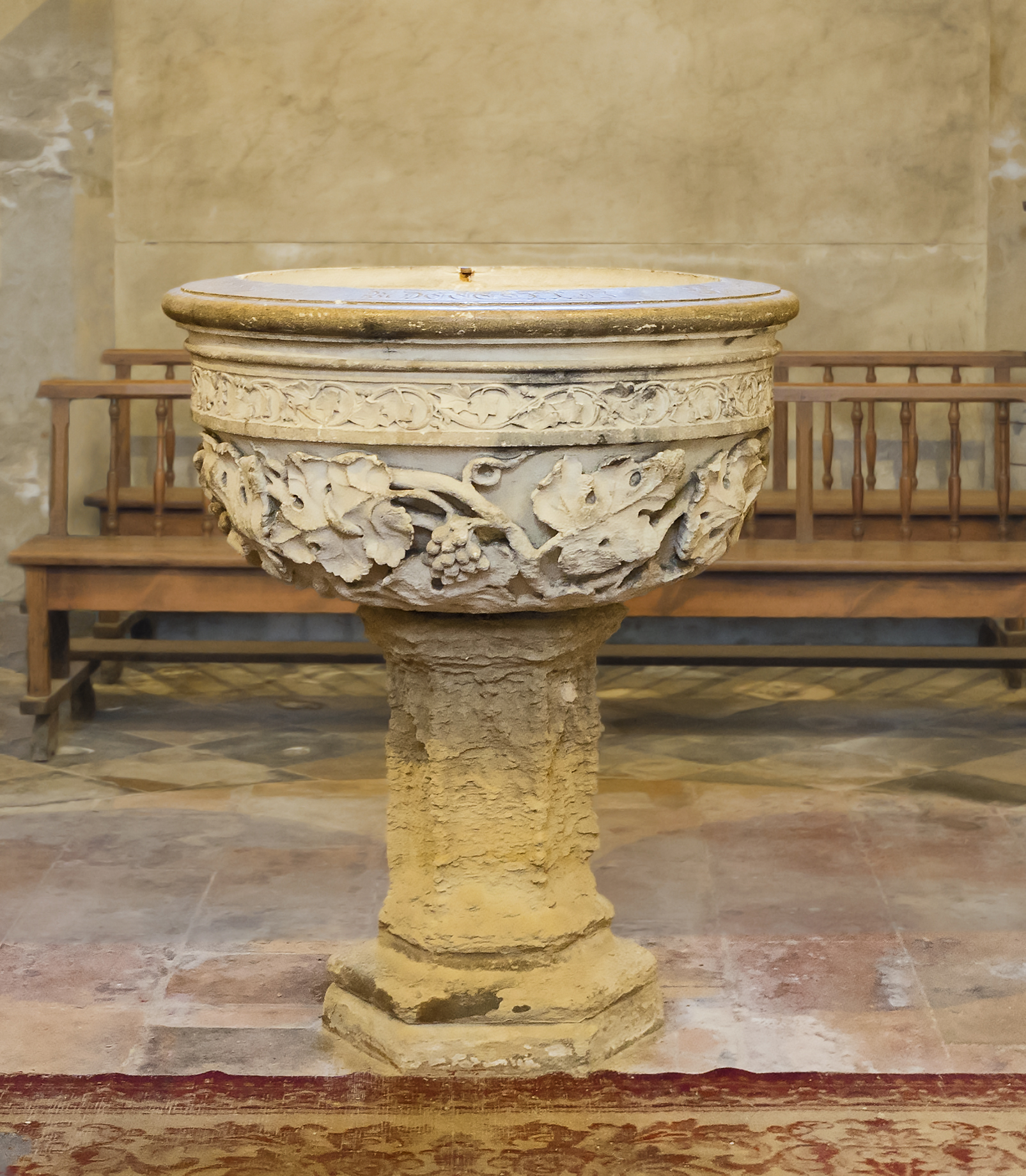
Les fonts baptismaux.
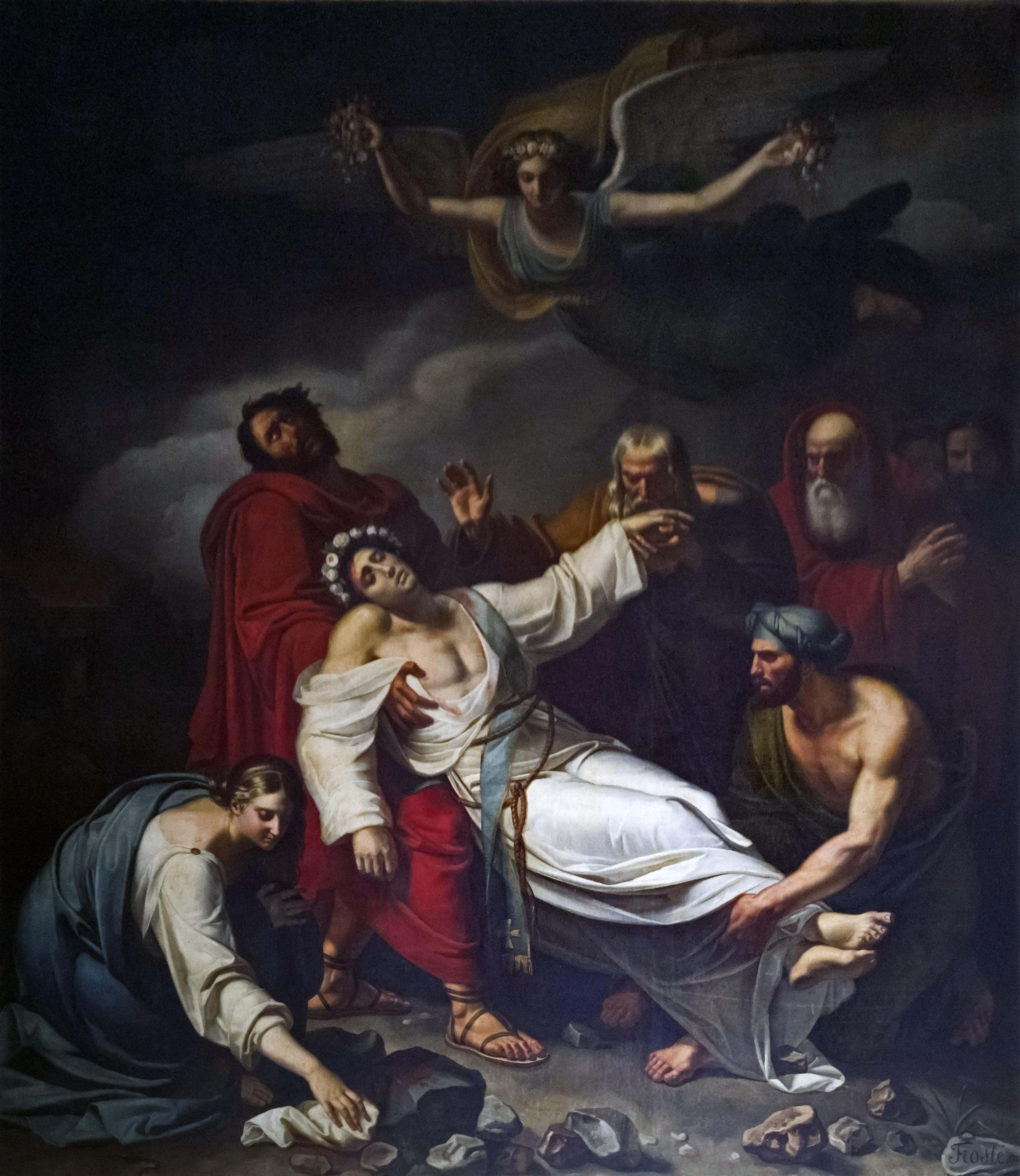
La mort de saint Étienne par Nicolas Sébastien Frosté (1822).
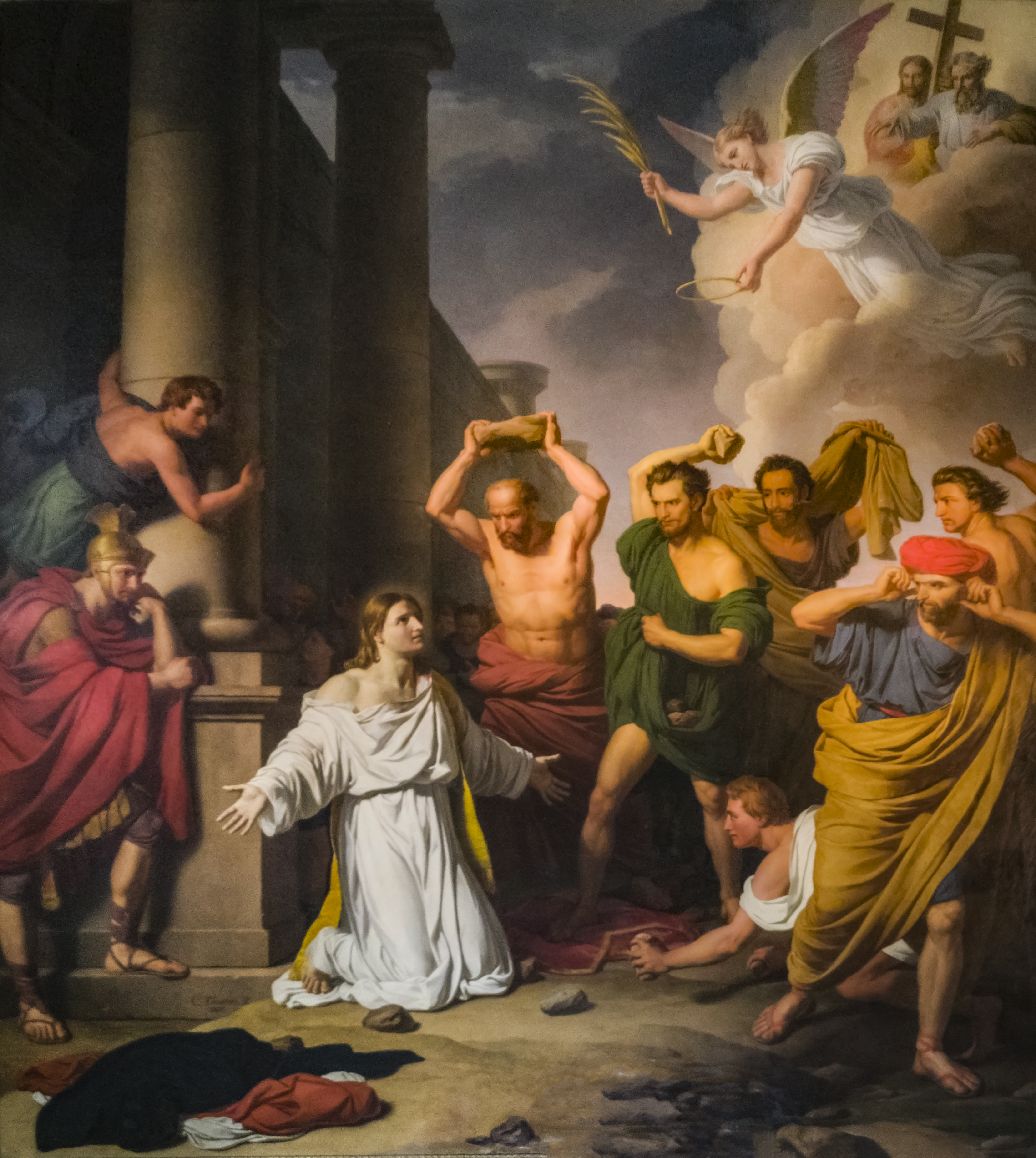
La lapidation de saint Étienne, Charles Thévenin (1829).

### Le chœur de style gothique d'Île-de-France
L'historiographie a traditionnellement attribué un grand rôle à l'évêque Bertrand de L'Isle, prévôt du chapitre puis évêque, dans la mise en chantier du chœur. Le milieu du XIIIe siècle est une époque de grands chantiers pour les cathédrales méridionales, marquées par la fin du conflit albigeois et une reprise en main des temporels diocésains, permettant le financement de reconstructions dans le goût de l'Île-de-France. La cathédrale de Narbonne joue un rôle précurseur dans l'introduction du gothique rayonnant dans le Midi, suivie de peu par Toulouse. La date du début du chantier est incertaine, traditionnellement située autour de 1272-1277, mais elle pourrait être un peu plus haute.
Les dernières travées occidentales sont élevées à la fin du XVe siècle et au début du  XVIe siècle. Les dernières piles, plus épaisses que les autres, laissent supposer la préparation d'un transept qui ne fut jamais construit. En 1609, un incendie est l'occasion de finalement voûter l'édifice.
Au XIXe siècle, des cloisons entre les chapelles viennent bloquer la circulation entre elles, qui était l'une des originalités du plan du chœur.
Éléments remarquables :
En entrant par la nef raimondine : Pierre-Paul Riquet, promoteur du canal du Midi, repose dans une crypte, accessible sous une dalle, devant le "pilier d'Orléans", qui porte sa stèle (classée au titre des monuments historiques).
Le retable du maître-autel a été réalisé par Gervais Drouet en 1662-1670.
Les grilles du chœur sont dues à Bernard Ortet, elles datent de 1766 et sont classées  .
Le mur du transept montre les orgues. Au-dessous, un tableau de Hilaire Pader le Triomphe de Joseph peint en 1657. Le peintre a donné ses traits à Joseph. Le tableau est classé au titre des monuments historiques.
Toujours sur le même mur vers la porte latérale un tableau classé de Jean-Pierre Rivalz La Visitation.
De part et d'autre de la porte latérale gauche de la cathédrale deux huiles sur toile, classées, du peintre Hilaire Pader. Côté gauche de la porte le Sacrifice d'Abraham, du côté droit Samson massacrant les Philistins.

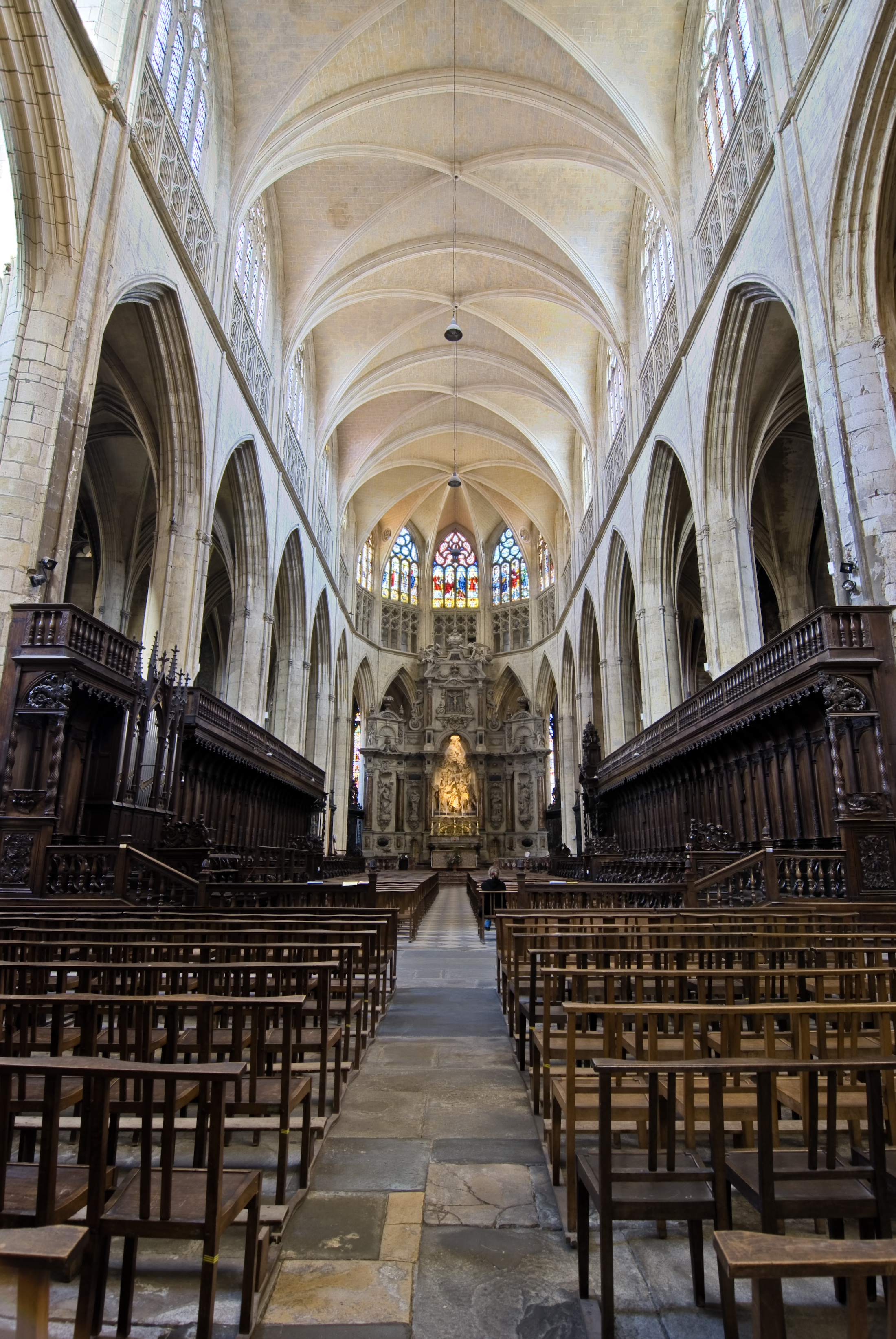
Le chœur gothique.
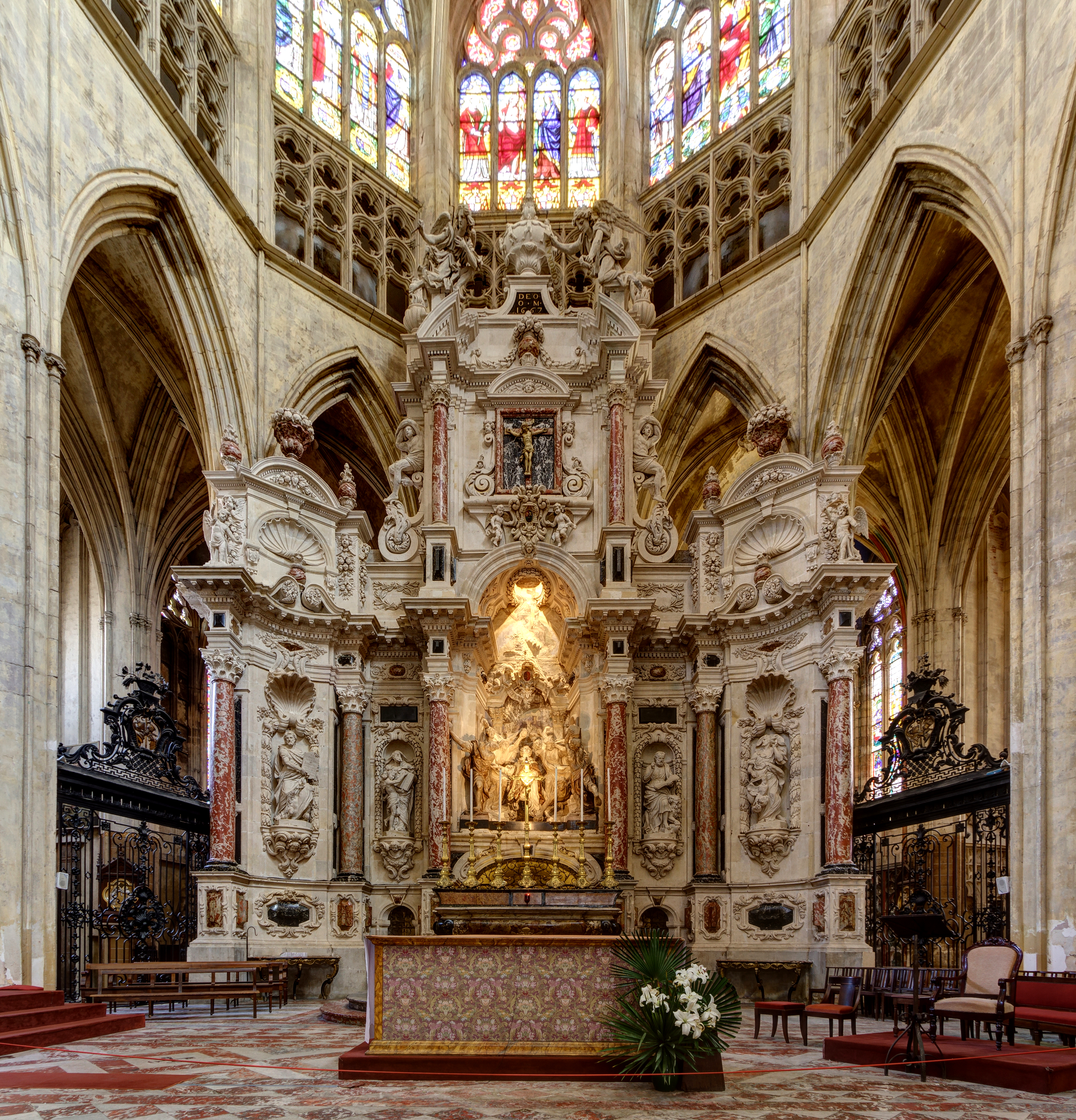
Retable du maître-autel du chœur gothique
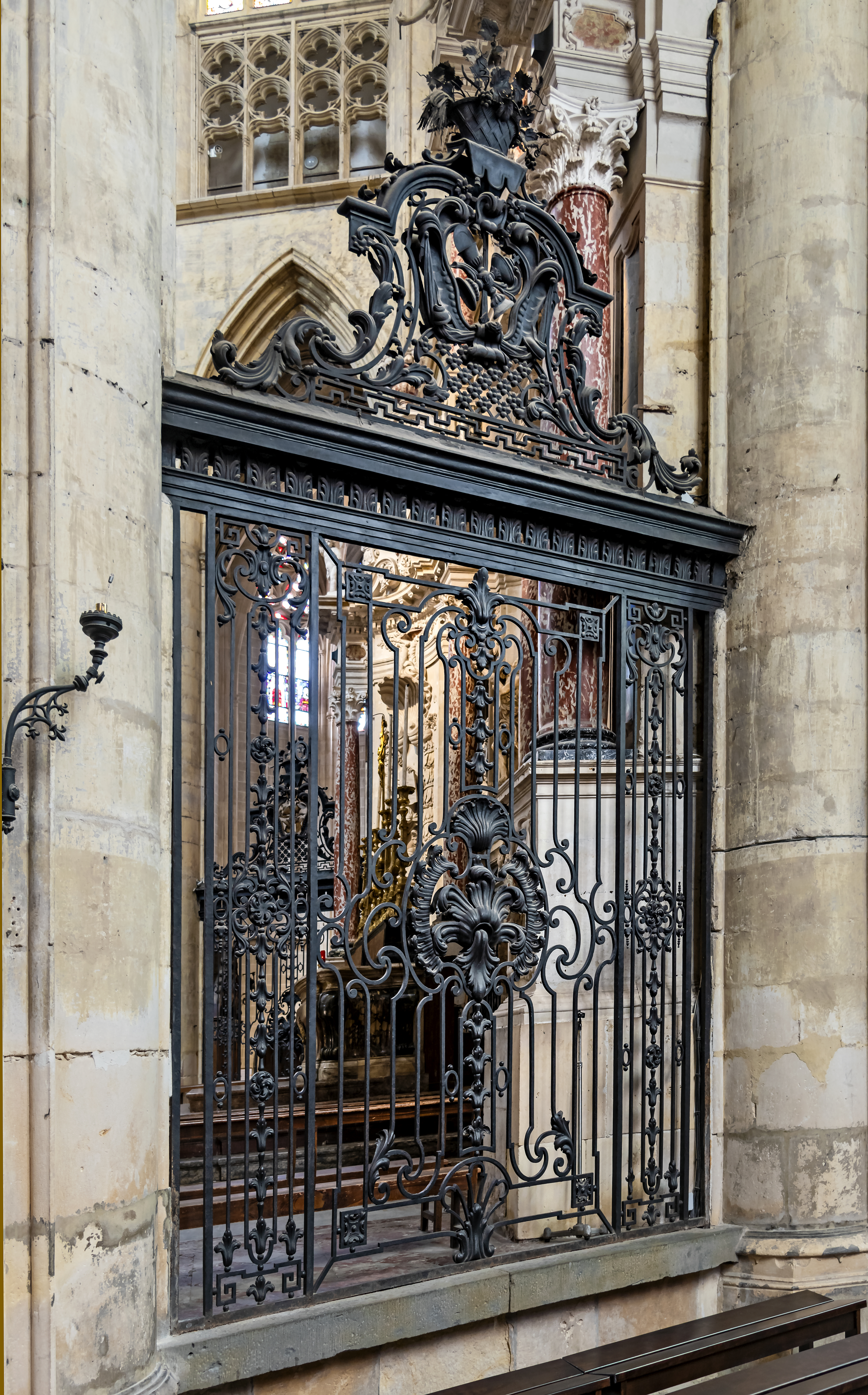
clôture de chœur, Bernard Ortet.
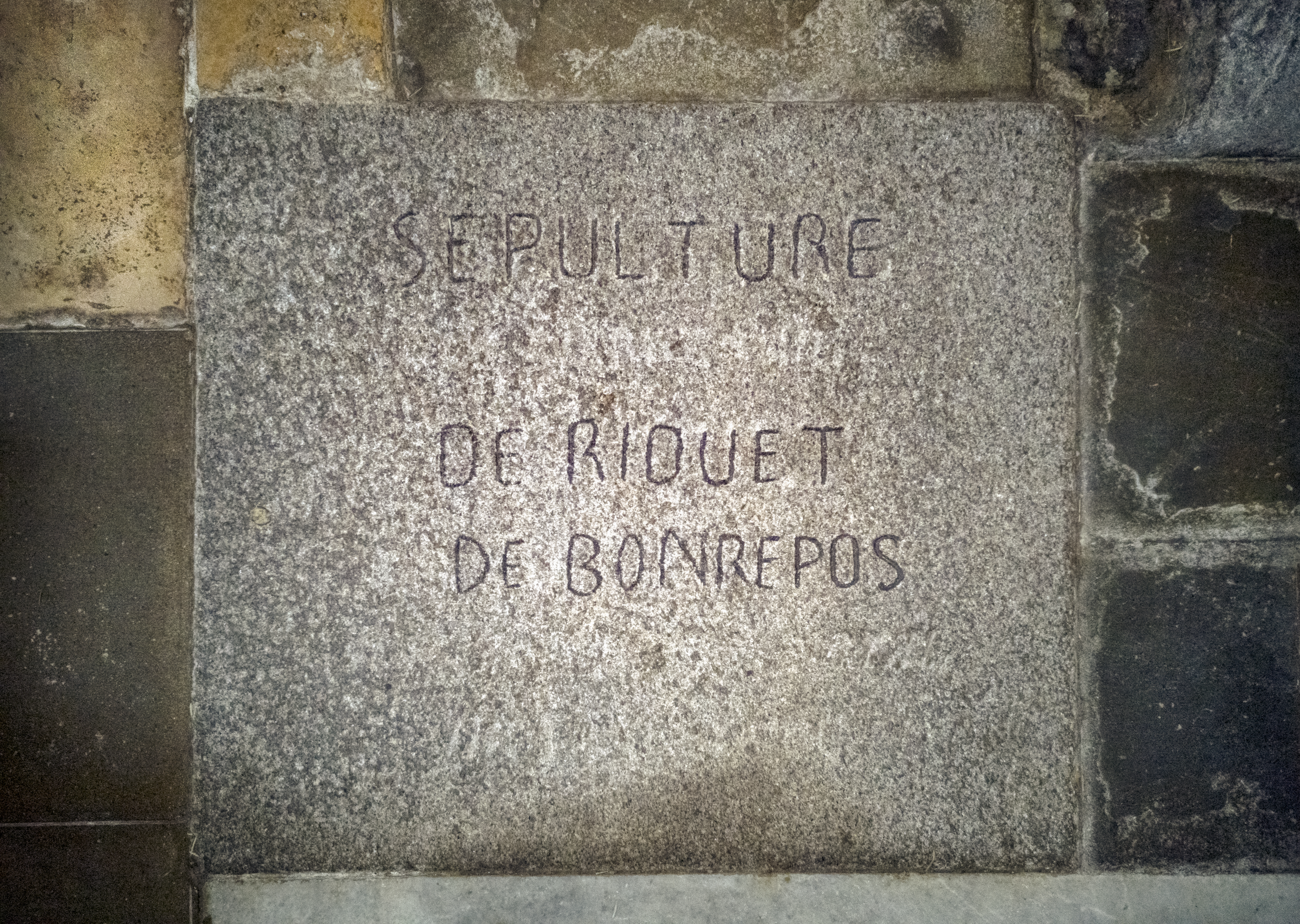
Entrée scellée de la crypte Pierre-Paul Riquet.
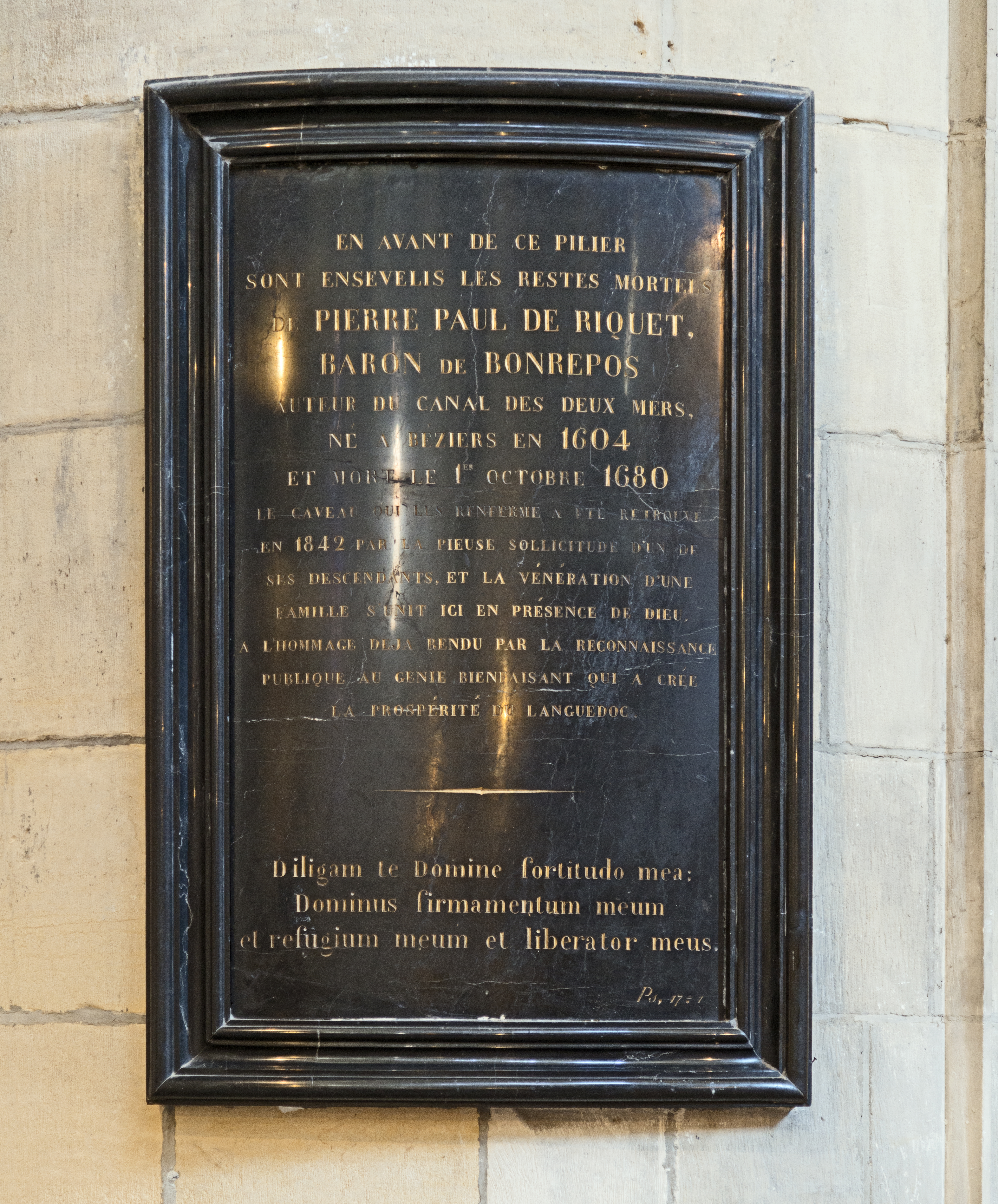
Stèle de Pierre-Paul Riquet.

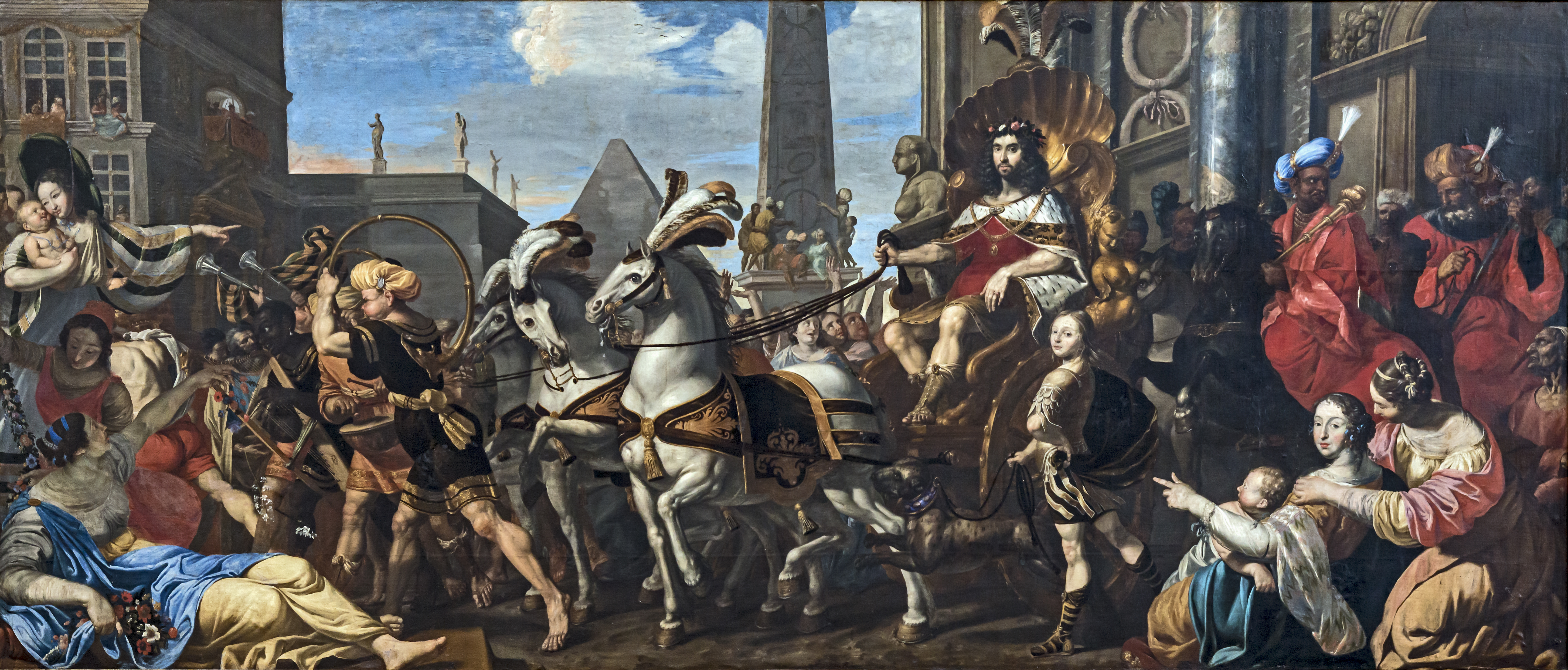
Le Triomphe de Joseph d'Hilaire Pader (1657).
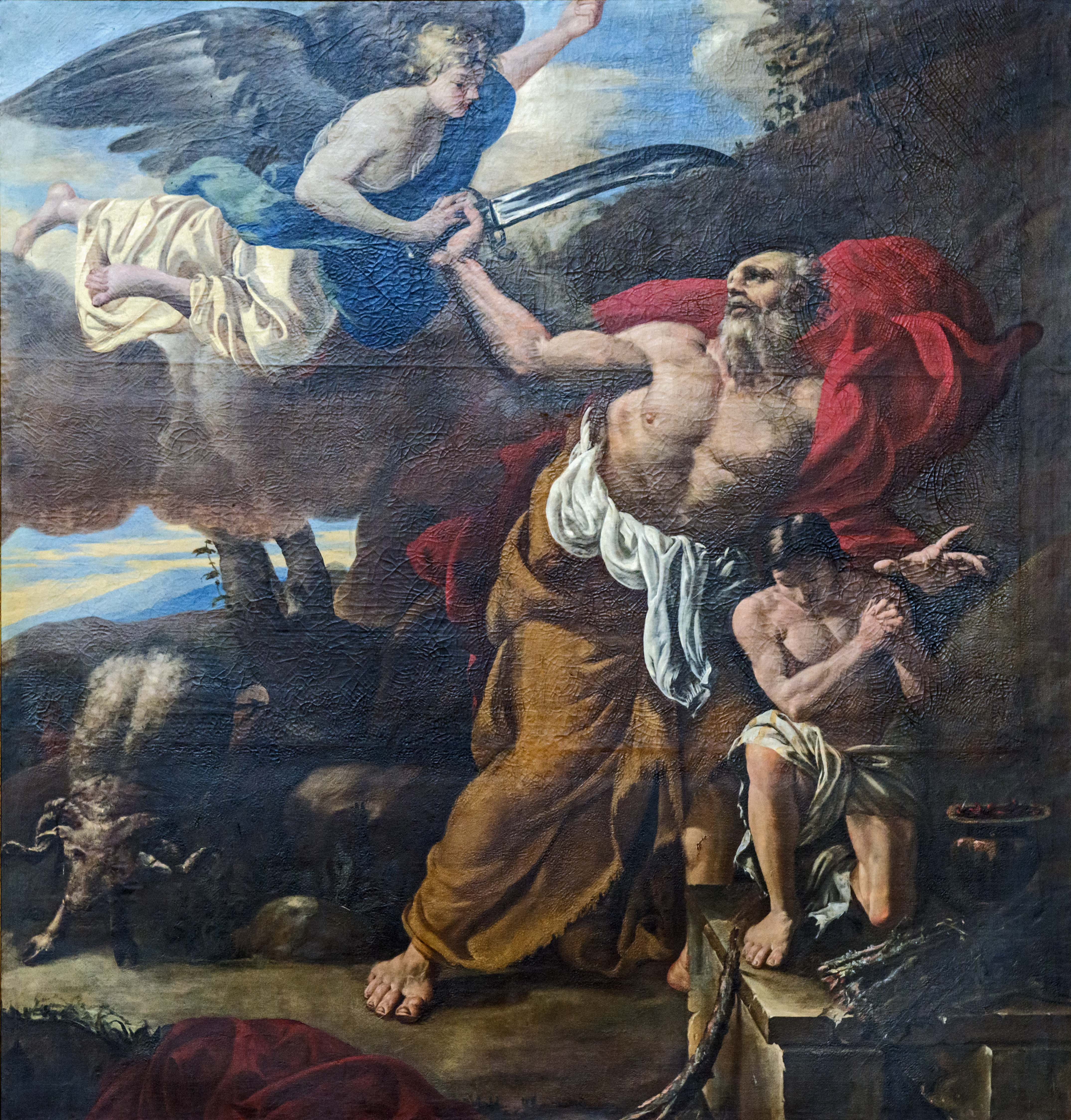
Le Sacrifice d'Abraham  d'Hilaire Pader.
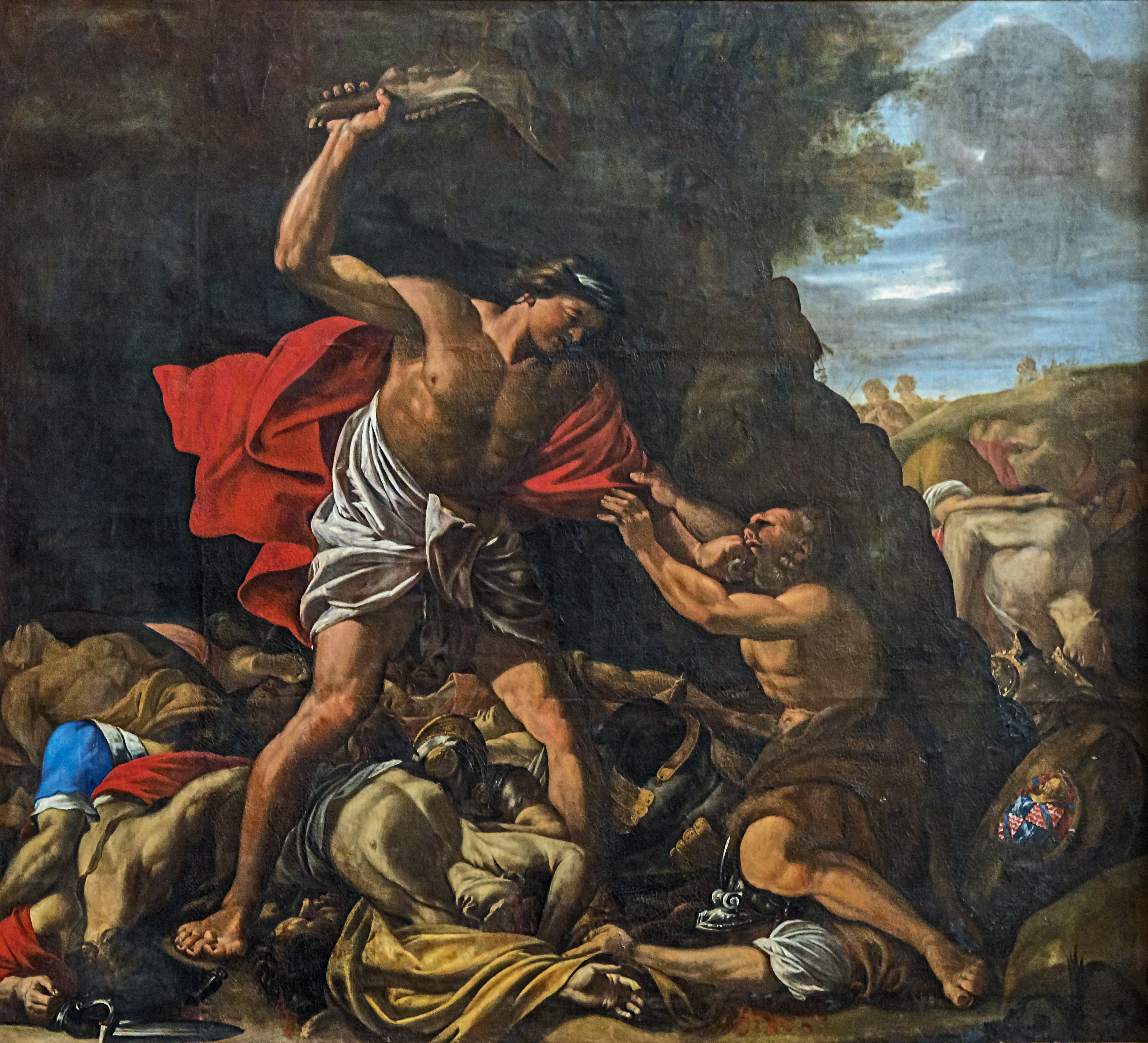
Samson massacrant les Philistins d'Hilaire Pader.
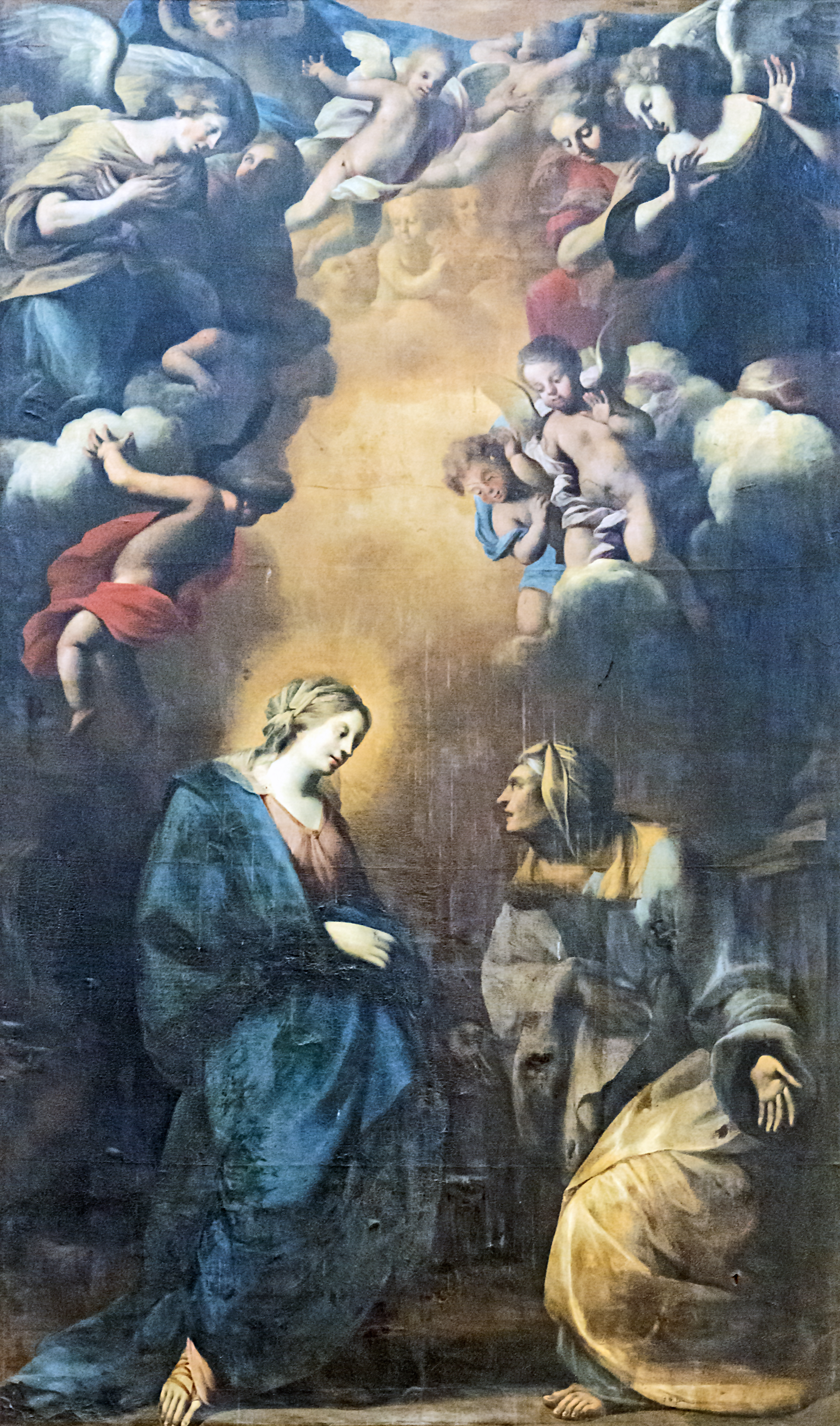
La Visitation par Jean-Pierre Rivalz.

Le chœur est constitué de stalles en bois autrefois clôturées par un jubé, doté d'un orgue de chœur et d'une plateforme pour la maîtrise, et se termine par une nécropole épiscopale, située sous l'autel accessible après plusieurs marches délimitées par une balustrade. Un retable en pierre construit par l'architecte Pierre Mercier et le sculpteur Gervais Drouet entre 1667 et 1670 parachève la perspective. Il représente en son centre la lapidation de saint Étienne et le tétramorphe dans l'ordre suivant : Luc et un taureau, Matthieu et un ange, Marc et un lion, Jean et un aigle, les deux extrêmes étant couronnés d'une majestueuse coquille Saint-Jacques.

#### Les chapelles
La nef gothique est entourée de 15 chapelles pentagonales, voûtées dans les dernières années du XIIIe siècle.
- Les chapelles de droite, derrière le pilier d'Orléans

La chapelle de l'autel secondaire de la cathédrale.
L'autel et le tabernacle en marbre, de style Louis XV, sont classés au titre des monuments historiques. Cette œuvre volée en 2006 a été restaurée en 2012 par Élise Rachez et Stéphane Moreau. Les deux anges adorateurs de part et d'autre en marbre blanc sont également classés. Le tableau du retable représente l’assomption de la Vierge par Jean-François Fauré (1750-1824) élève de Jean-Baptiste Despax; classé au titre des monuments historiques.
Sur le côté droit une œuvre classée, huile sur toile du XVIIe siècle : La sainte Famille.

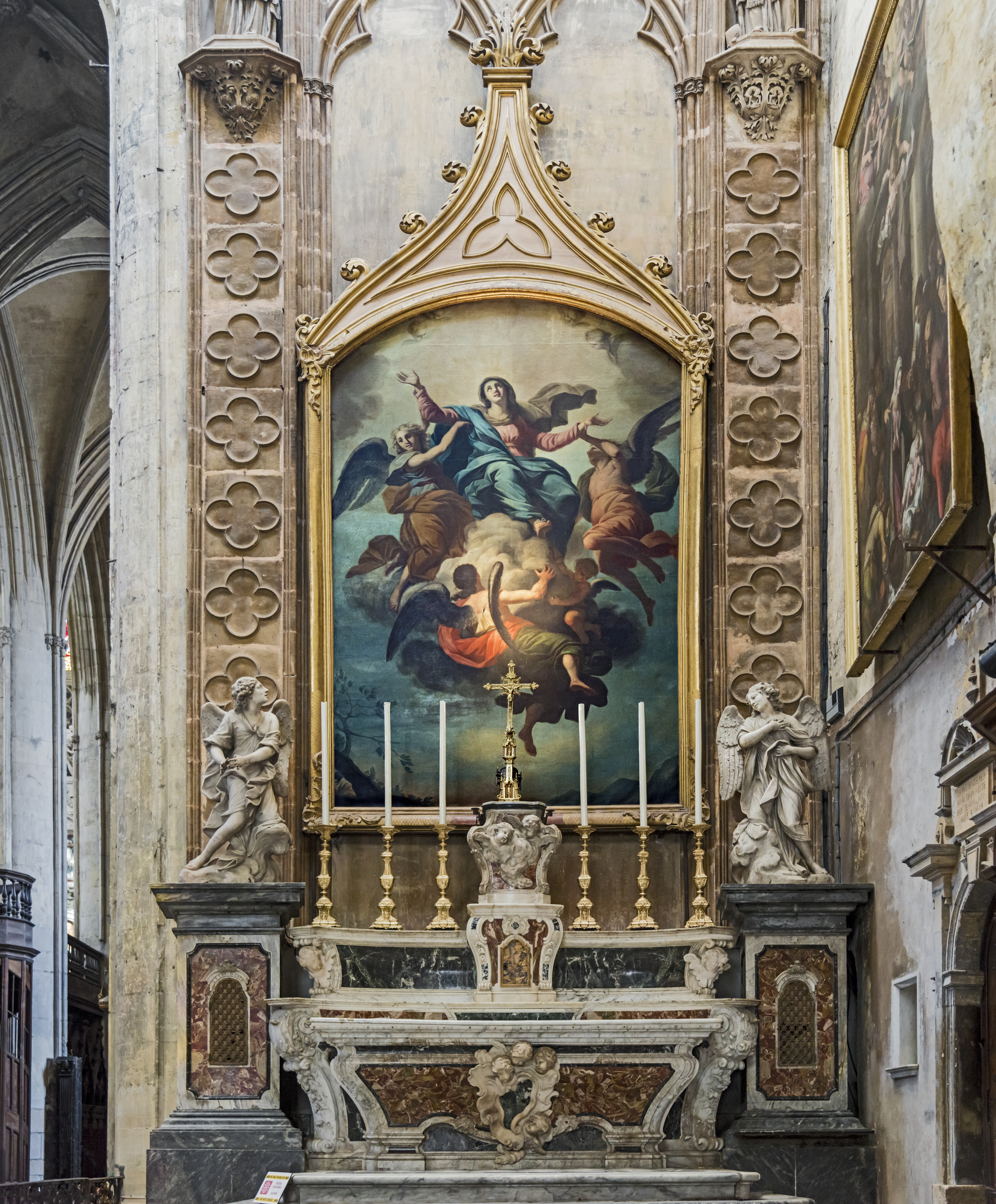
Autel de la paroisse.
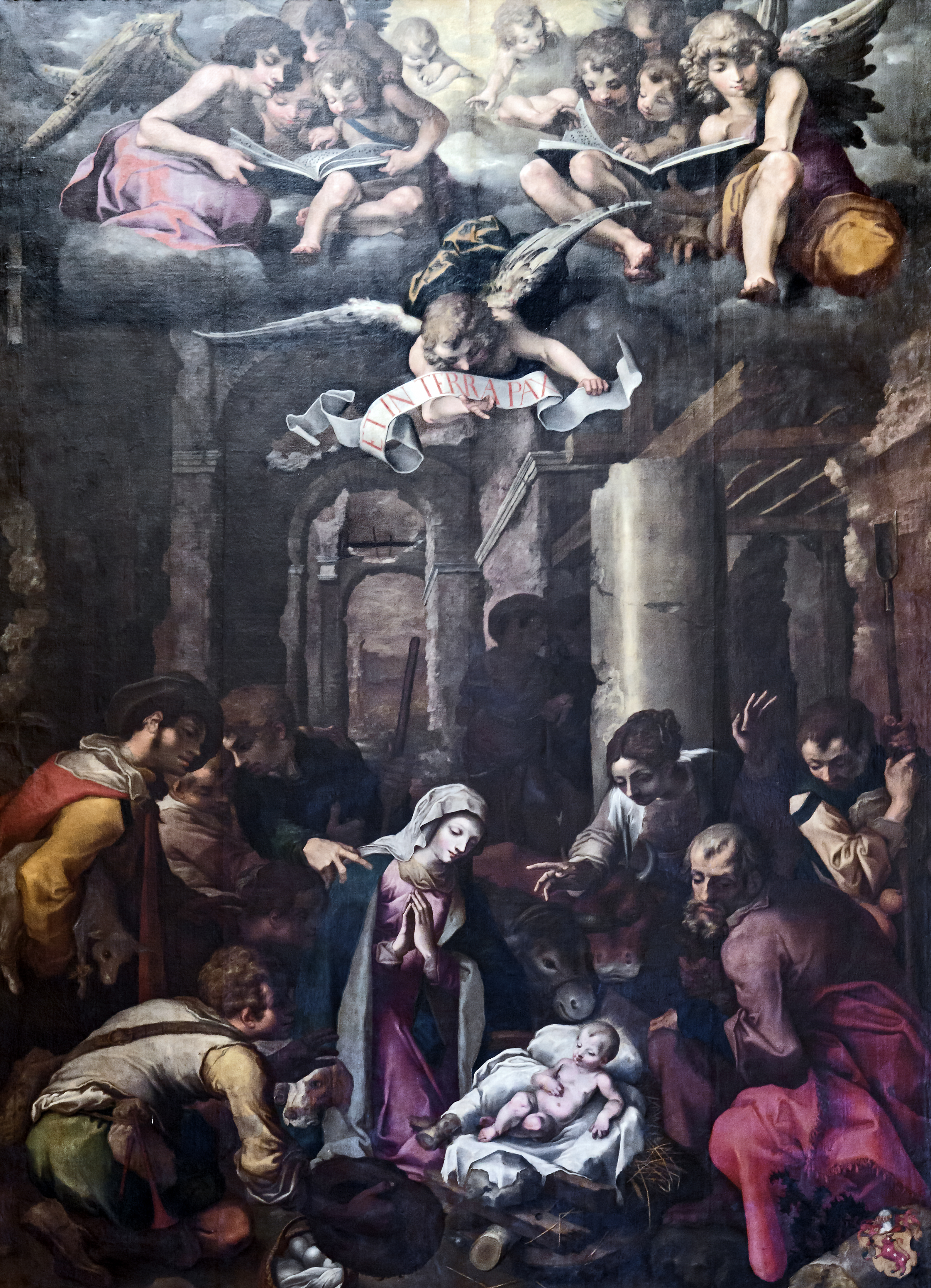
Autel de la paroisse - La Sainte Famille.

La chapelle Notre-Dame-des-Anges.
Érigée sous l'épiscopat de Jean d'Orléans au début du XVIe siècle, la chapelle a depuis été dédiée à la Vierge comme en témoigne la clef de voûte qui la représente. Le retable en bois doré représentant l’Assomption a été détruit. La chapelle a été restaurée de 1872 à 1873 sous la direction de l'architecte Edmond Chambert. Elle recevra un groupe sculpté par Mathieu (élève de Falguière) la Vierge entourée d'Ange, il a également réalisé l'autel et le tabernacle néogothique.
L'ancienne chapelle Saint-Laurent
Elle sert de passage vers la cour Sainte-Anne.
La chapelle Saint-Vincent-de-Paul
Cette chapelle commencée sous l’épiscopat de Bertrand de l'Isle a été terminée dans la première moitié du XIVe siècle. La clef de voûte porte effigie de saint Dominique la chapelle lui était initialement dédiée. Après le concordat elle a été dédiée à saint Vincent de Paul en souvenir de son séjour toulousain : il a étudié la théologie de 1597 à 1604 à l'Université de Toulouse. Le tableau du retable peint par Jean-François Fauré (1750-1824) représente Saint Vincent de Paul instituant des filles de la charité, huile sur toile datée de 1820 et inscrite au titre des monuments historiques. Cette chapelle contient les reliques de Jeanne de Toulouse.
La chapelle Saint-Augustin
Dédiée initialement à sainte Catherine dont l'image est sur la clef de voûte de la chapelle. On la retrouve au-dessous de l'Annonciation sur le vitrail avec la palme du martyre et l'image de la roue de son supplice. Au-dessus de l'autel deux copies de toiles du Pérugin du Musée des Augustins représentant saint Augustin et de saint Jean. Sur le côté gauche le buste en marbre de Mgr Jean-Augustin Germain, archevêque de Toulouse de 1899 à 1928, classé aux monuments historiques.
La chapelle Sainte-Germaine
Initialement dédiée à saint Nicolas, qui figure sur la clef de voûte de la chapelle, elle a été dédiée au XVIIIe siècle à saint François de Paule, dont le vitrail retrace la vie. Enfin elle a été dédiée en 1876 à sainte Germaine de Pibrac. Lors de la dernière restauration de la chapelle en 1878 cinq panneaux peints par Bernard Benézet illustrant la vie de la sainte ont été mis en place.
Dans cette chapelle ont été inhumés les deux inquisiteurs, chanoines de Saint-Étienne, tués en 1242 à Avignonet par les cathares de Montségur.
Sur la partie gauche de la chapelle la statue grandeur nature du cardinal Florian Desprez, par le sculpteur Henri Maurette signée et datée de 1898, classée aux monuments historiques .
La chapelle de la Sainte-Croix
La chapelle a été restaurée en 1879. Le reliquaire date de cette époque ; il est en métal peint et est inscrit au titre des monuments historiques.

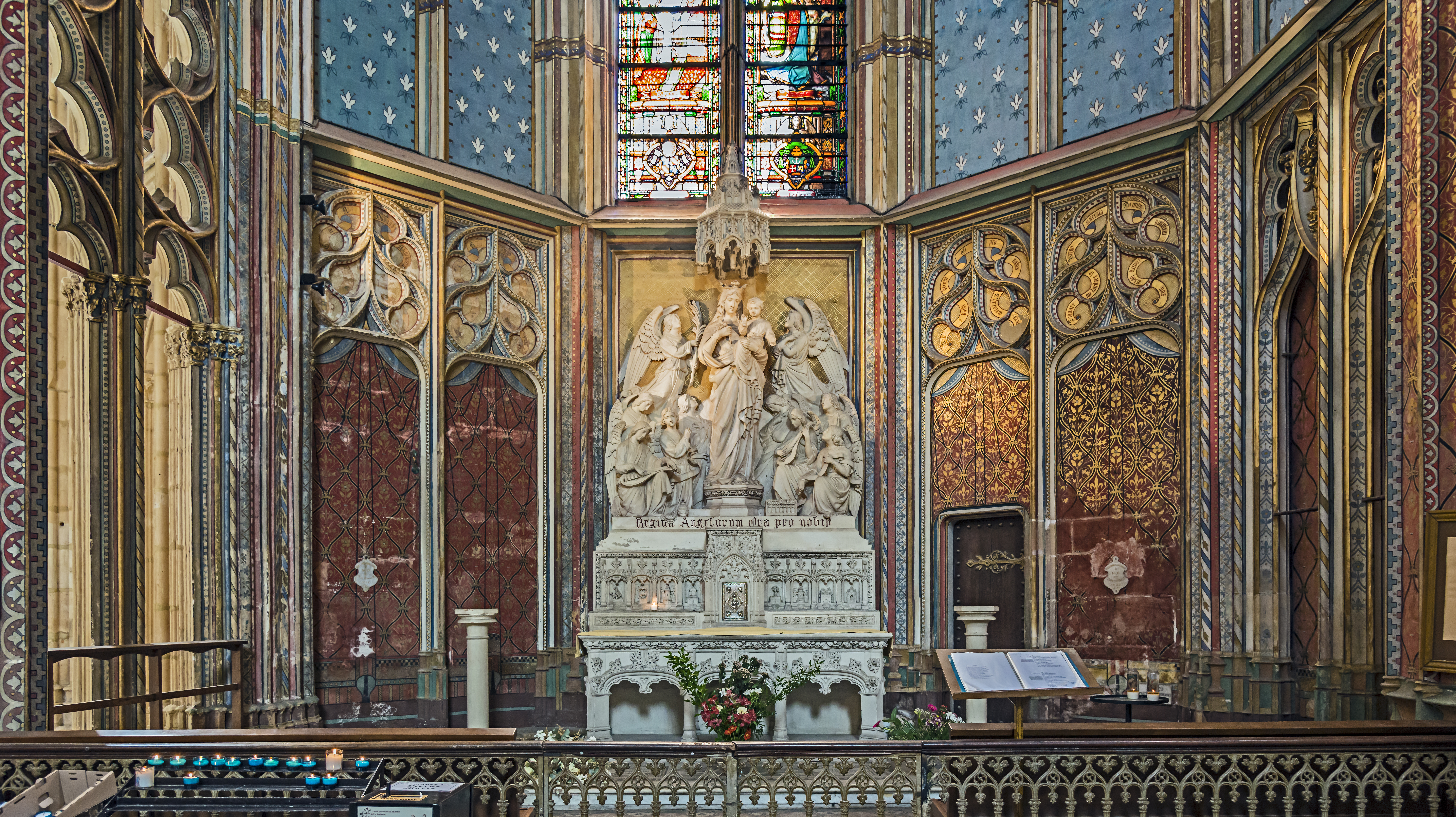
Chapelle Notre-Dame-des-Anges.
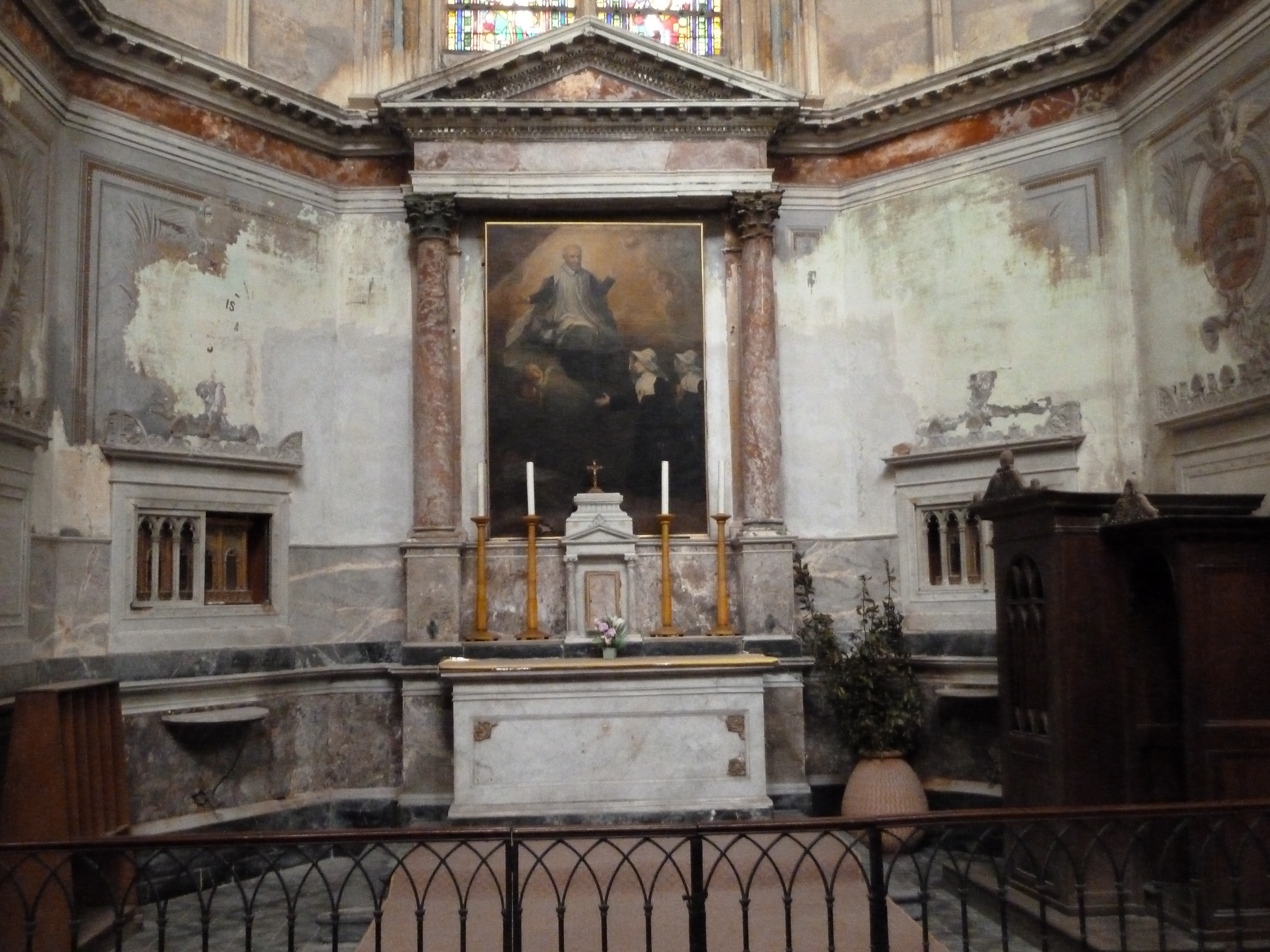
Chapelle Saint-Vincent-de-Paul, reliques de Jeanne de Toulouse.
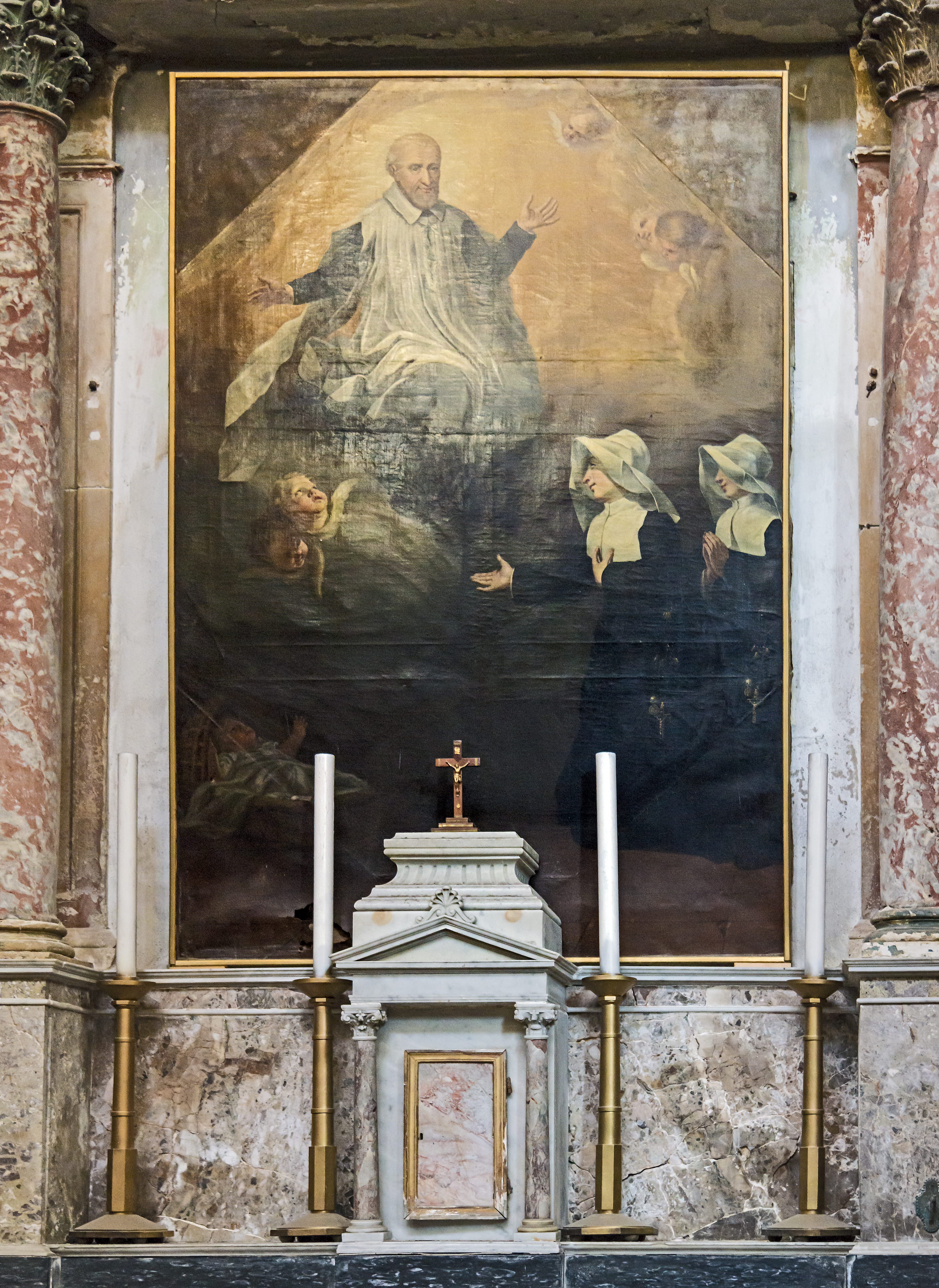
Saint Vincent de Paul instituant des filles de la charité par Fauré.
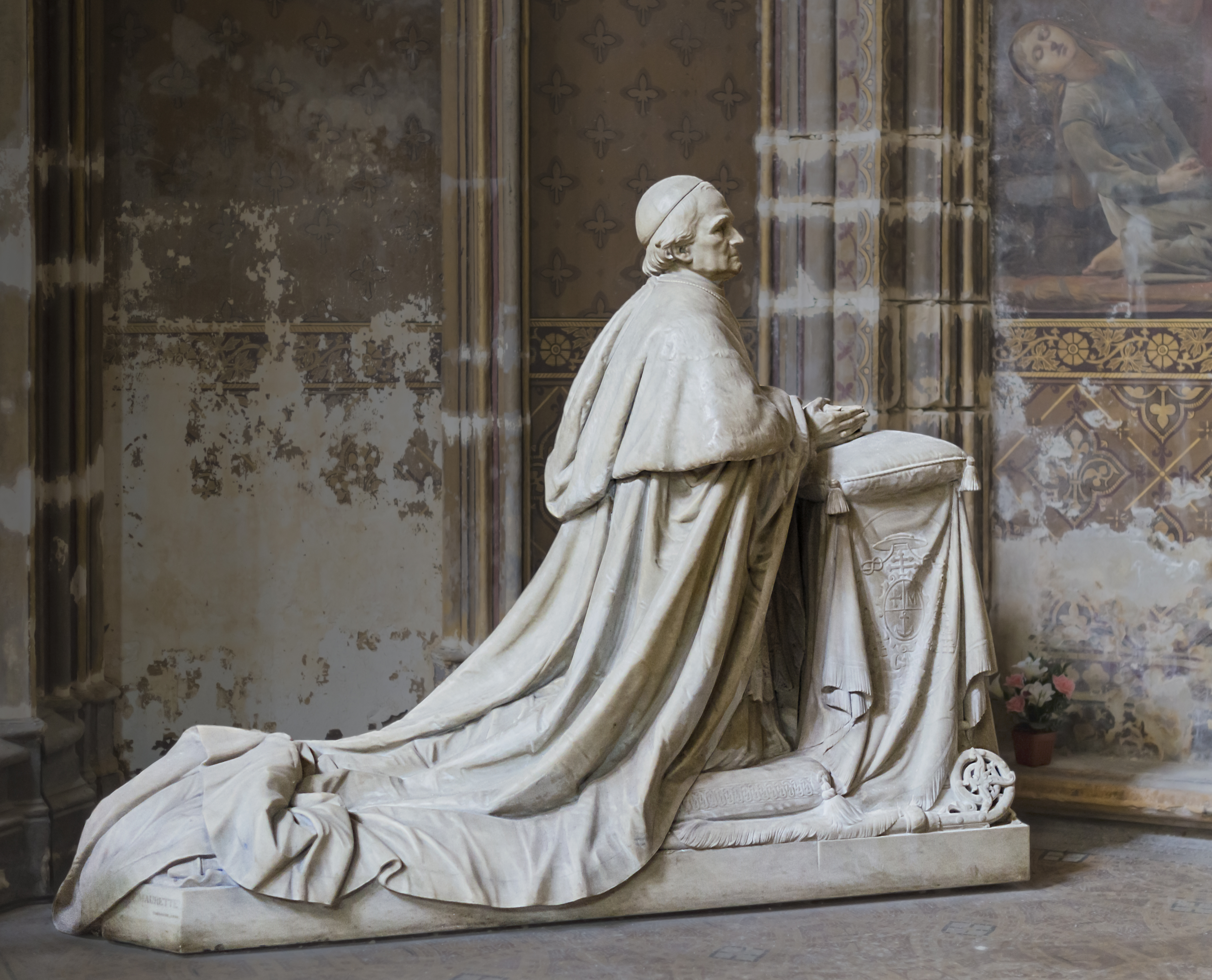
Cardinal Desprez par Henri Maurette.
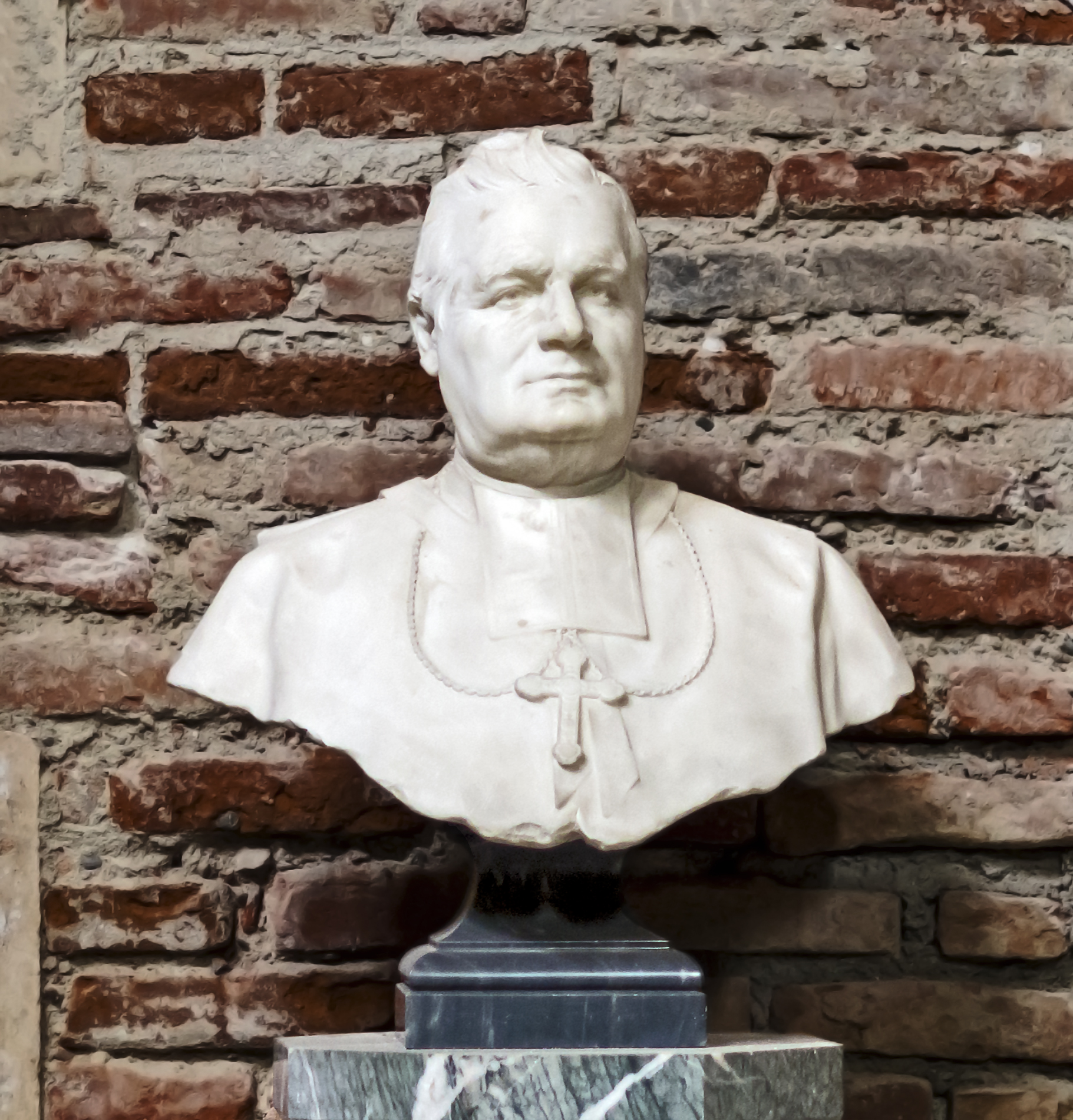
Buste de Jean-Augustin Germain.
Vitrail de la chapelle Sainte-Croix.
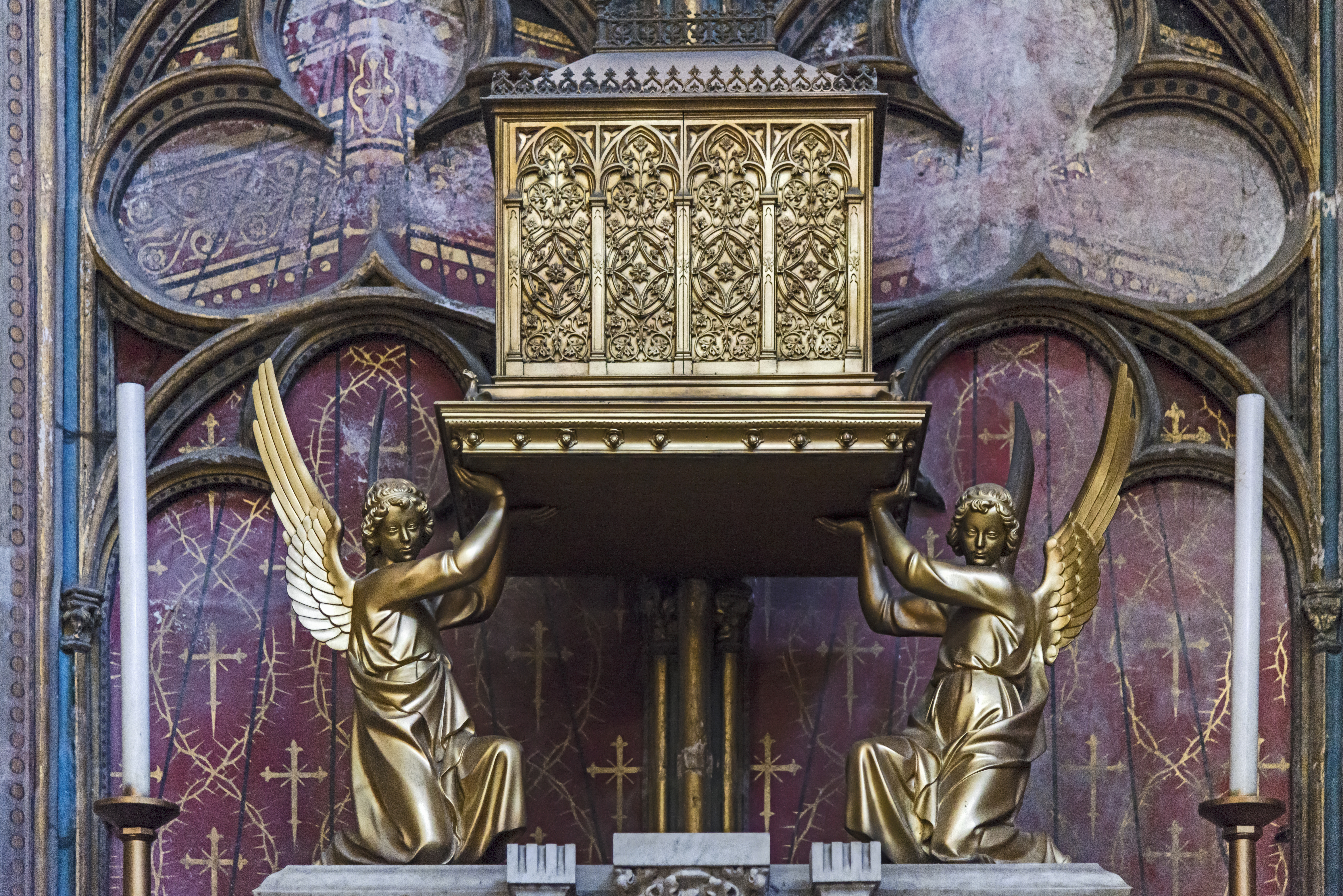
Reliquaire de la Sainte-Croix.

- Les chapelles absidiales

La chapelle des reliques
Elle a bénéficié de 1842 à 1847 d'une restauration par les soins de l'architecte Auguste Virebent, qui a créé un décor gothique en terre cuite, et a disposé des niches fermées de grilles en bronze qui contiennent les reliques de différents saints. Le confessionnal en bois de chêne du XVIIe siècle est classé au titre des monuments historiques.
La chapelle Saint-Joseph
La chapelle du Sacré-Cœur (chapelle d'axe)
Ancienne chapelle de Notre-Dame des Brassiers, édifiée par l’archevêque Bernard de Rousergue au XVIe siècle, puis dédiée au Sacré-Cœur et modifiée entre 1850 et 1856 par Jacques-Jean Esquié. La clef de voûte de la première chapelle aux armes de Bernard de Rousergue est conservée au Musée des Augustins de Toulouse.
La chapelle de Saint-François-de-Sales
La chapelle de passage vers la sacristie.
Cette chapelle terminée vers 1279, était initialement dédiée au Corps du Christ. L'évêque Jean d'Orléans fit construire une sacristie à laquelle on accède par cette ancienne chapelle. Du côté droit le mur est orné d'un tableau de Jean-Baptiste Despax : Salomon tenant le plan de Jérusalem. Au milieu une œuvre de Jean-Jacques Courtin (1707) une huile du toile repentant Saint Paul ressuscitant Eutype, tombé du toit (classée au titre des monuments historiques ). Sur le mur de droite Zacharie visité par l'ange qui lui annonce la venu de son fils Jean également de Despax. Les toiles de Despax formaient autrefois deux des caissons du plafond de la chapelle des pénitents noirs, elles sont toutes les deux classées.
Les portes en chêne de la sacristie datant de la limite entre le XVe et le XVIe siècle sont classées.

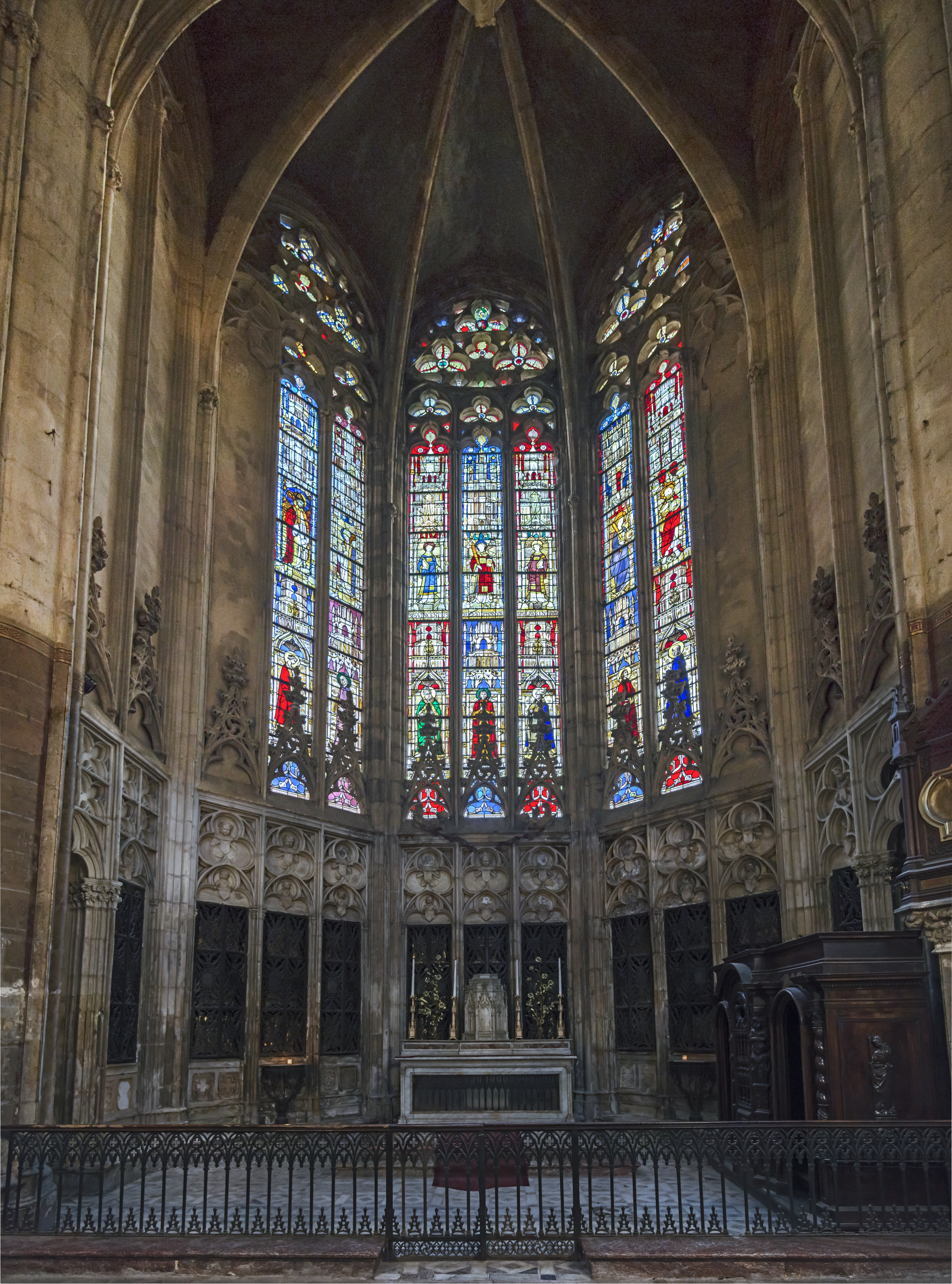
La chapelle des reliques.
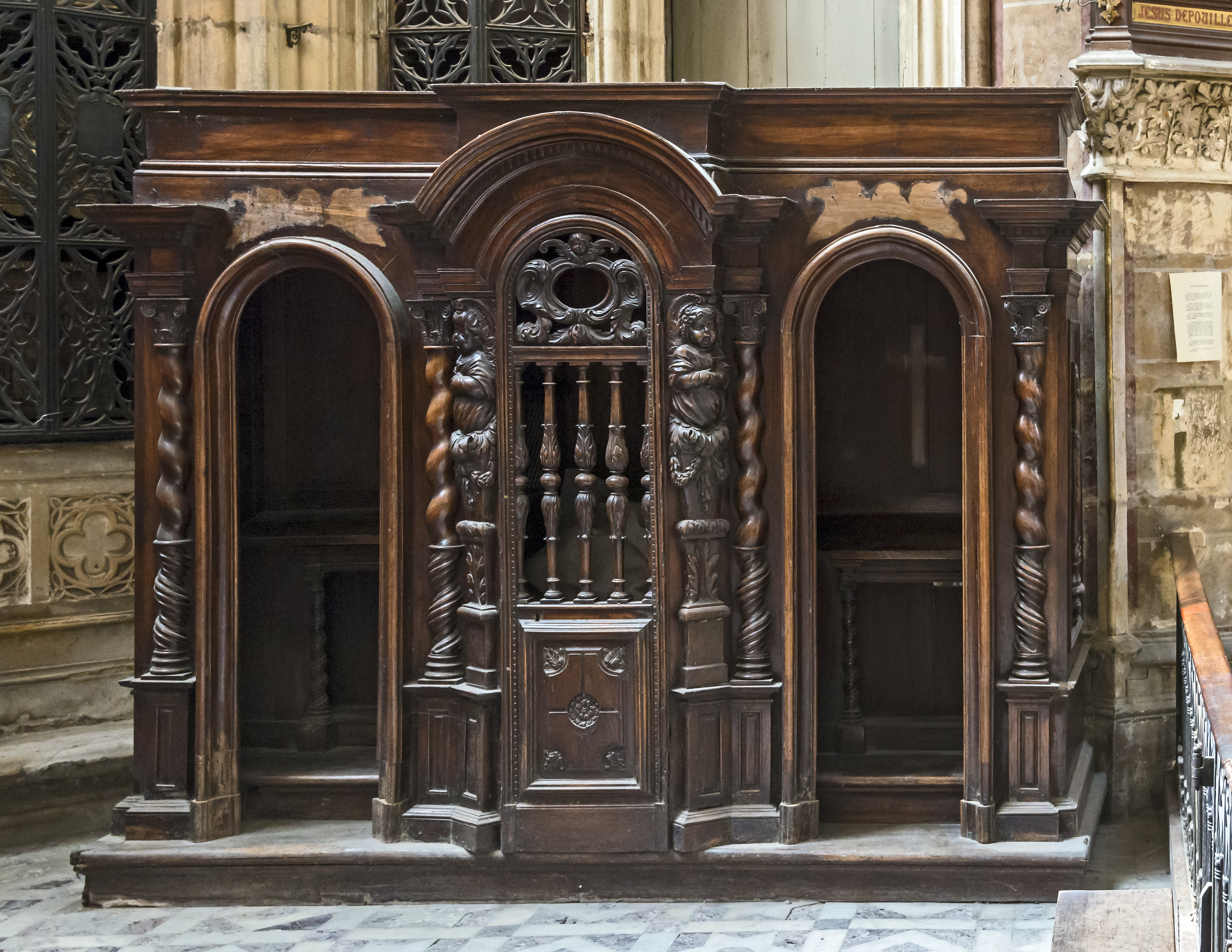
Confessionnal de la chapelle des reliques.
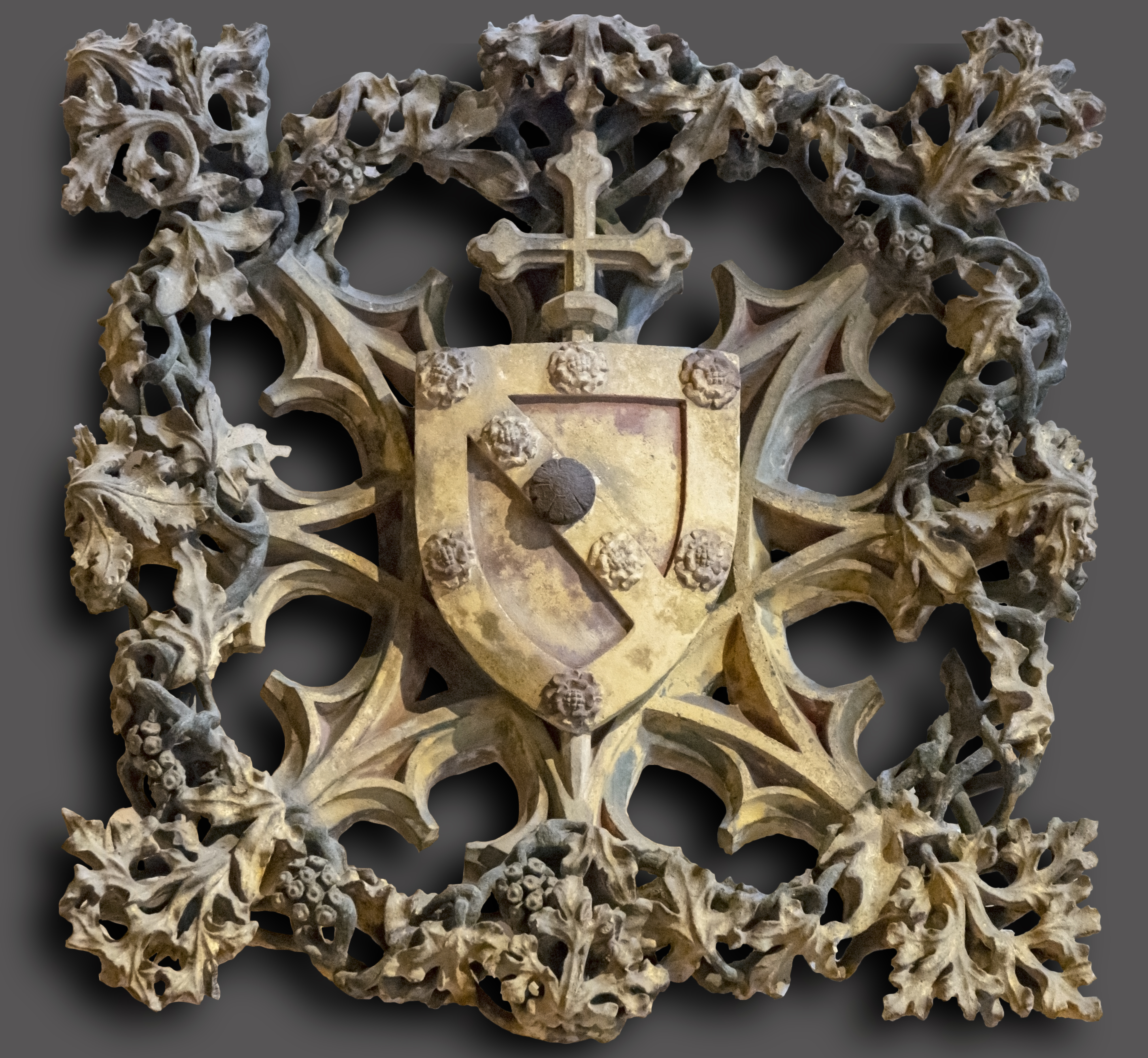
Clef de voûte aux armoiries de Bernard de Rousergue.
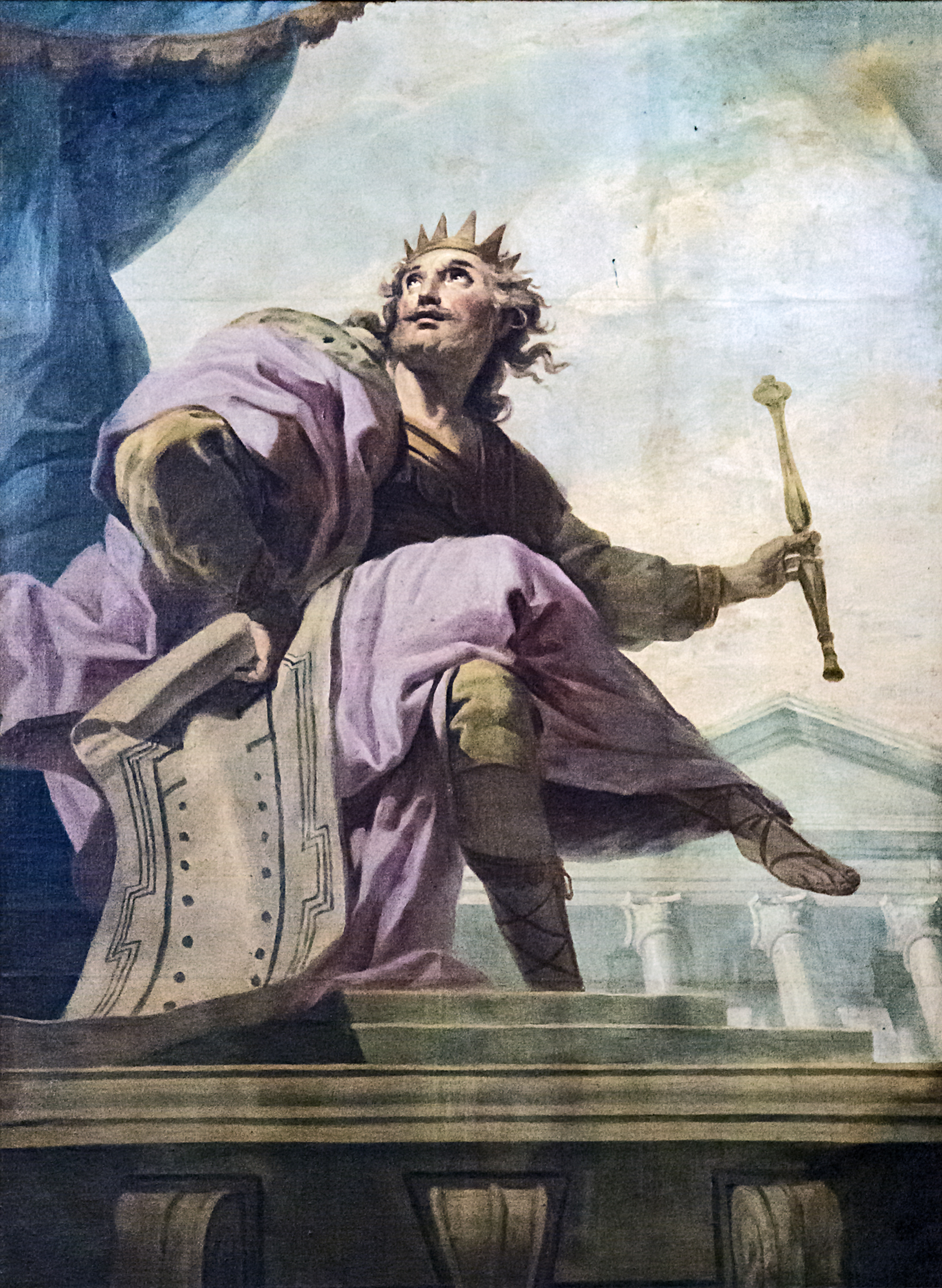
Salomon tenant le plan de Jérusalem par Jean-Baptiste Despax.
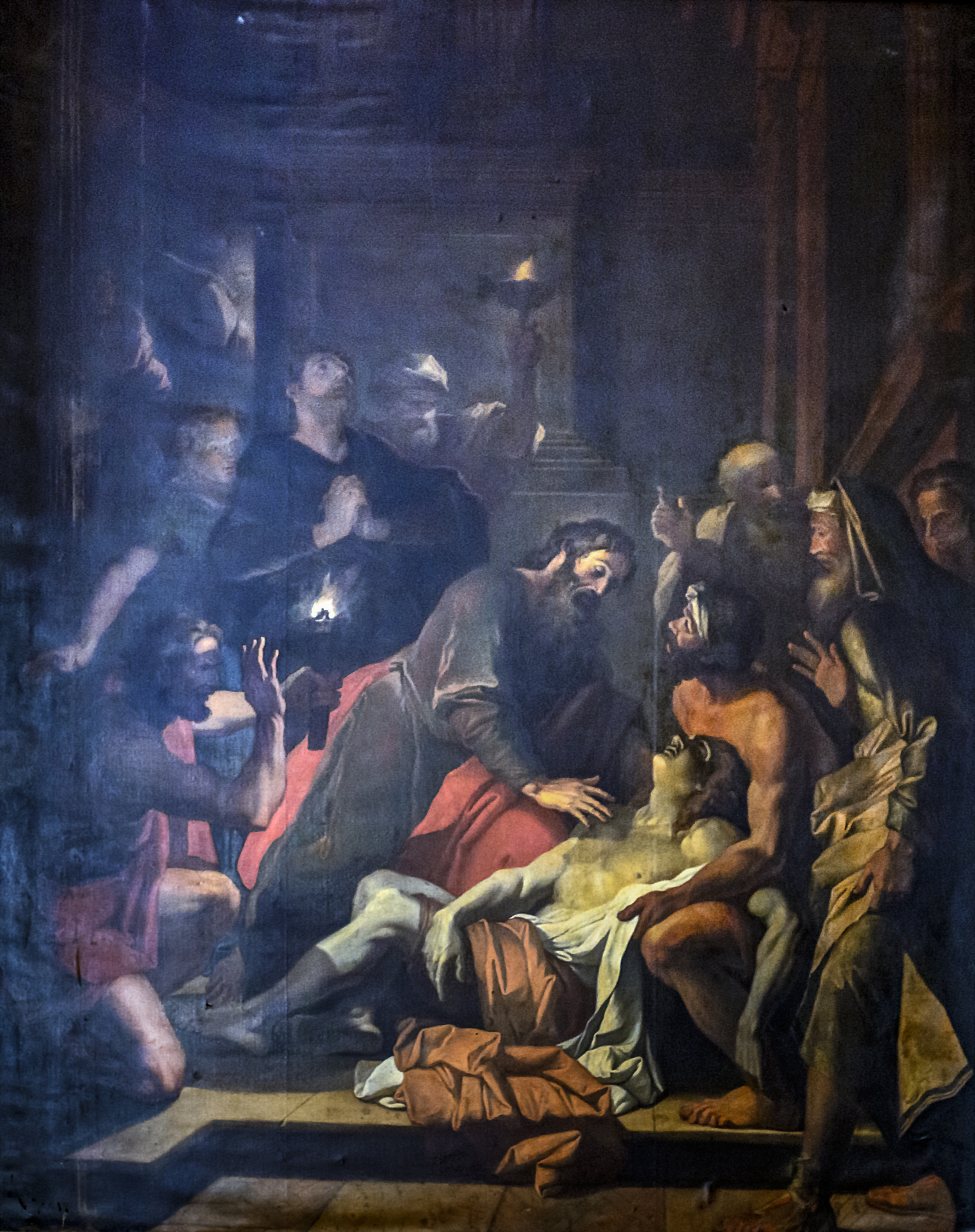
Saint Paul ressuscitant Eutyque par Jean-Jacques Courtin.
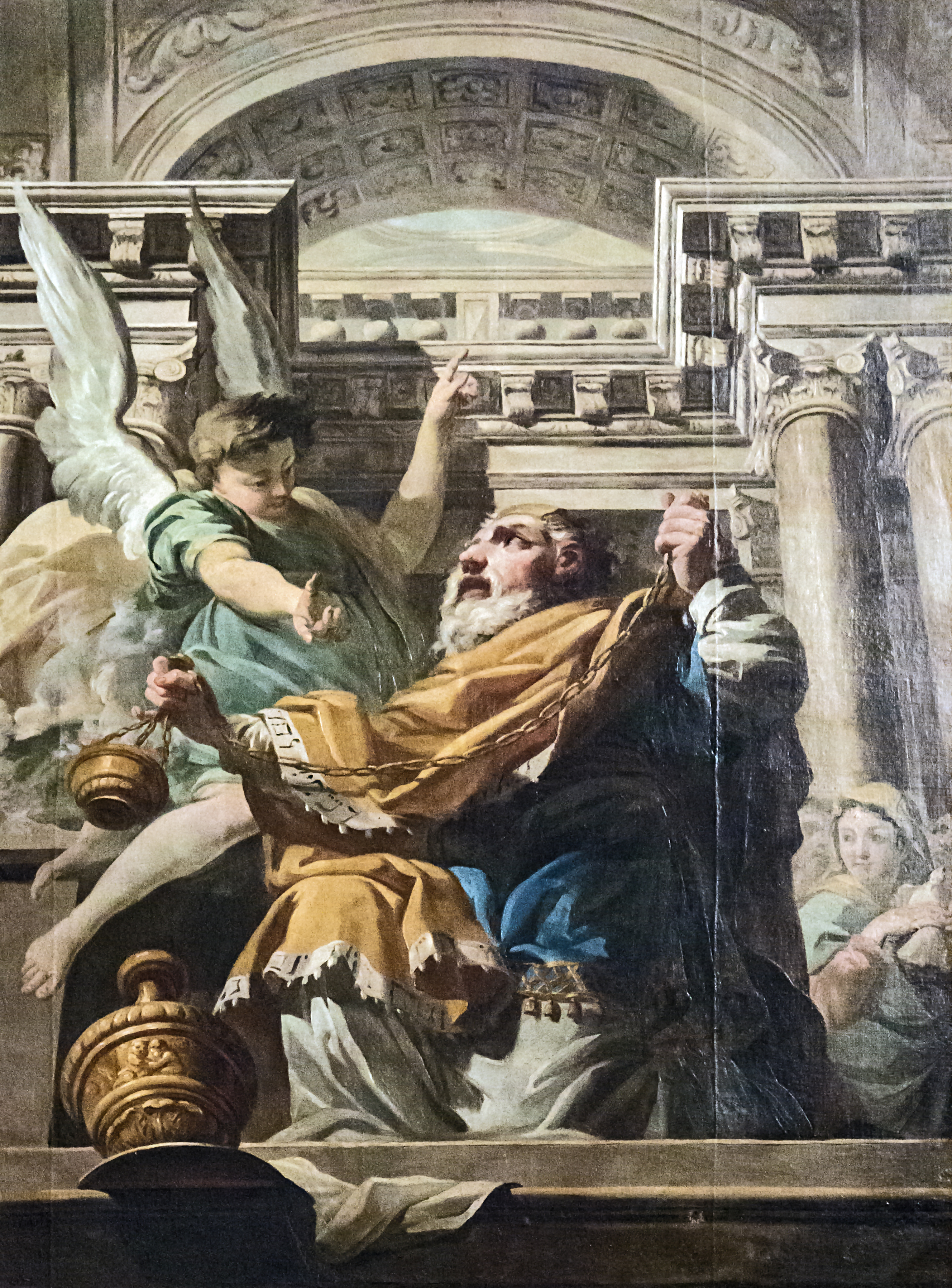
Zacharie visité par l'ange qui lui annonce la venue de son fils Jean par Jean-Baptiste Despax.
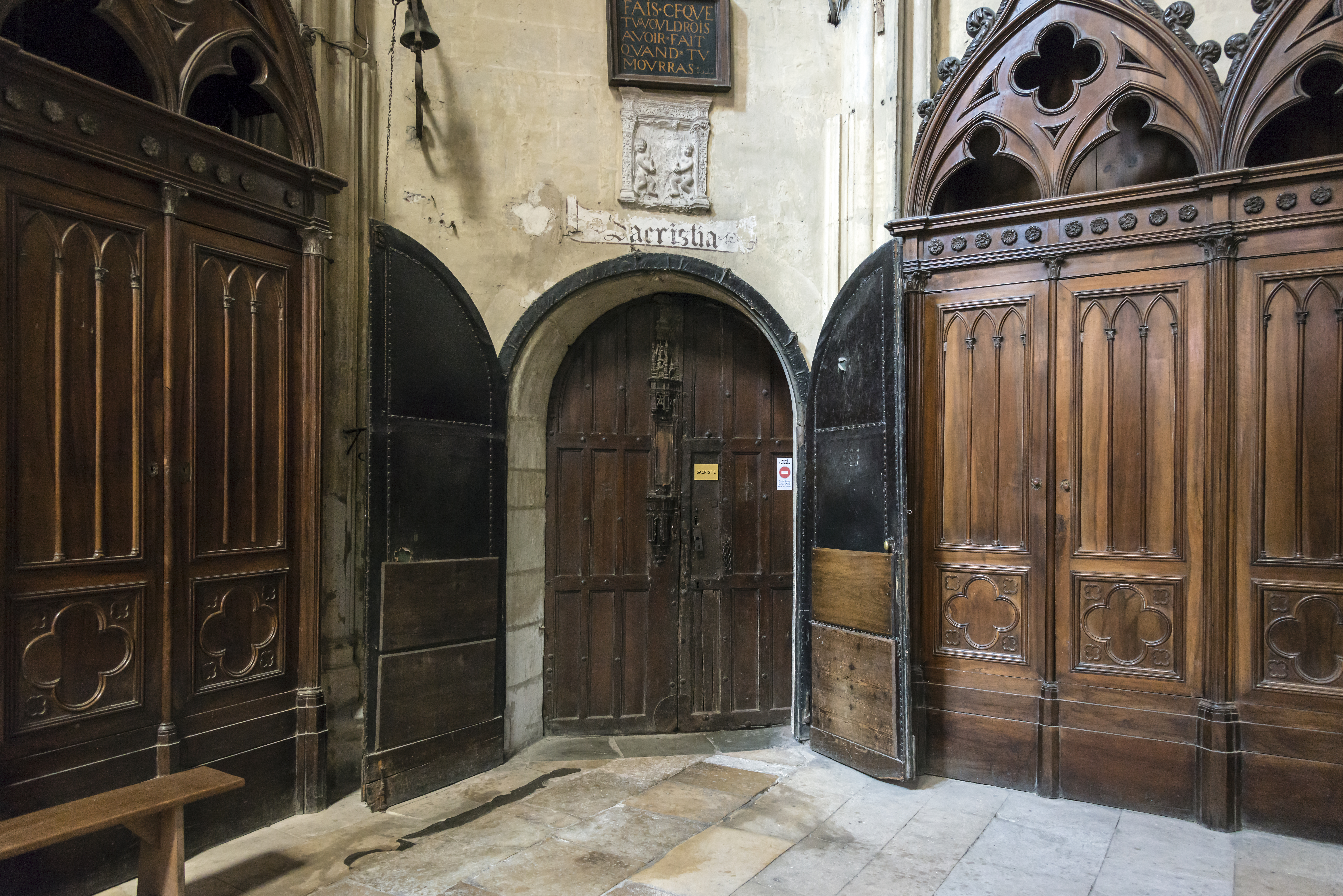
Les portes en chêne de la sacristie.

- Les chapelles de gauche (à partir de la sacristie)

La chapelle de sainte Jeanne d'Arc
Cette chapelle date de 1279. Le décor actuel date de 1922 après sa canonisation en 1920. Elle est devenue un mémorial pour les soldats de la paroisse tombés en 14-18. À droite une statue de sainte Clotilde et à gauche de sainte Geneviève.
La chapelle Saint-François-Xavier
Terminée en 1279, était initialement dédiée à saint Martin qui est toujours présent sur la clef de voûte. Remaniée et restaurée de 1843 à 1846 la chapelle est alors consacrée à saint François-Xavier. Au XIXe siècle un tableau de Fauré représentant Saint François-Xavier prêchant aux Indiens. Cette œuvre est inscrite au titre des monuments historiques.
Chapelle Saint-Roch
Cette chapelle contient le cénotaphe de Joseph et Jean François Sylvestre Roux de Puyvert. Œuvre en marbre polychrome du sculpteur François Lucas 3e quart du XVIIIe siècle.
Du côté gauche une huile sur toile attribuée au peintre Bertrand François (1756-1805) par Maurice Prin. Elle représente Saint François de Sales remet la règle à sainte Jeanne de Chantal. Le tableau est classé au titre des monuments historiques.
La chapelle Saint-Pierre
Terminée en 1286 est le siège de 24 chanoines dont le groupe a été créé en 1259. Le retable date du XVIIIe siècle et montre une toile représentant Saint Pierre guérissant un paralytique. Le retable et le tableau du XVIIe siècle sont inscrits au titre des monuments historiques.
Chapelle Saint-Jacques

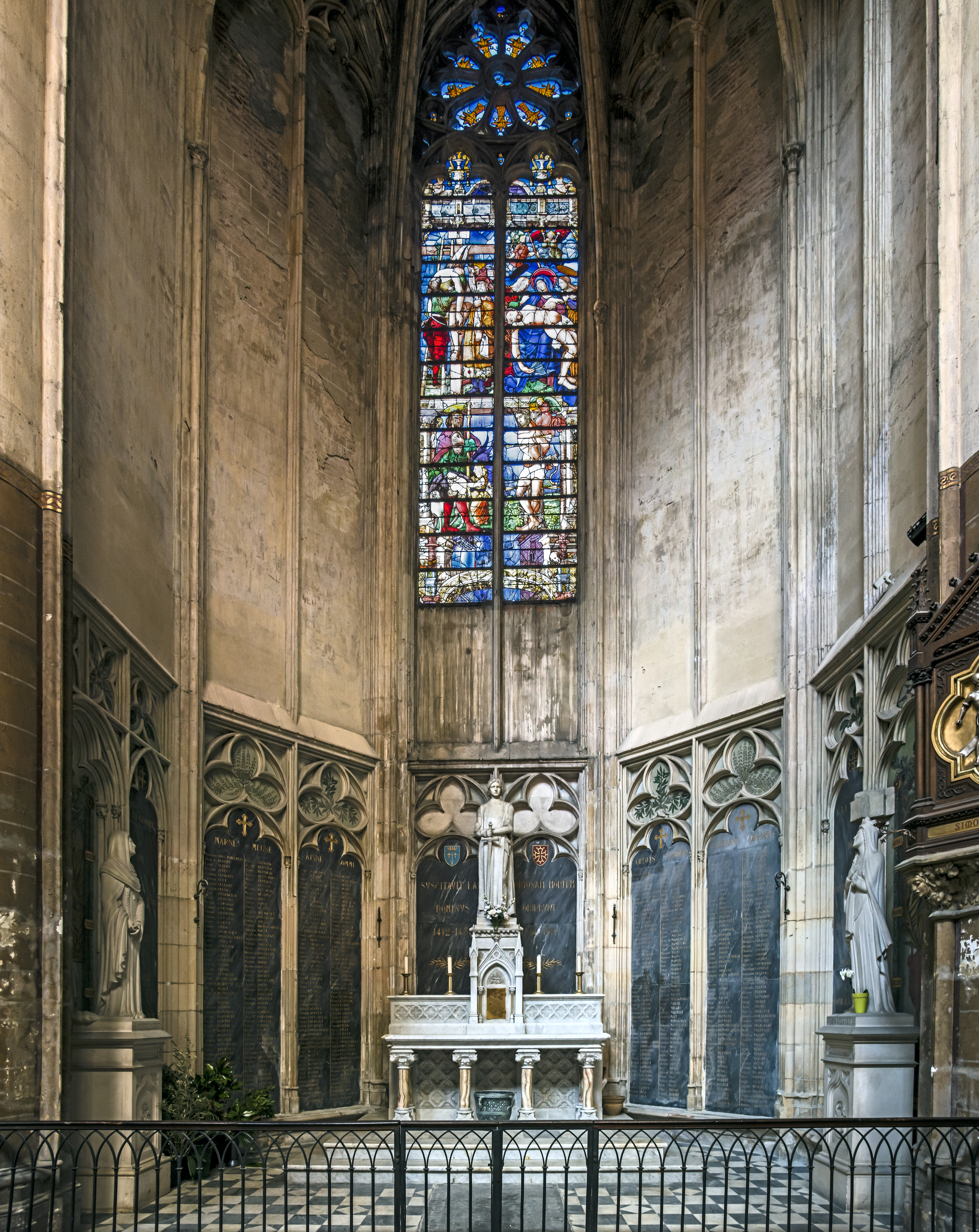
La chapelle de sainte Jeanne-d'Arc.
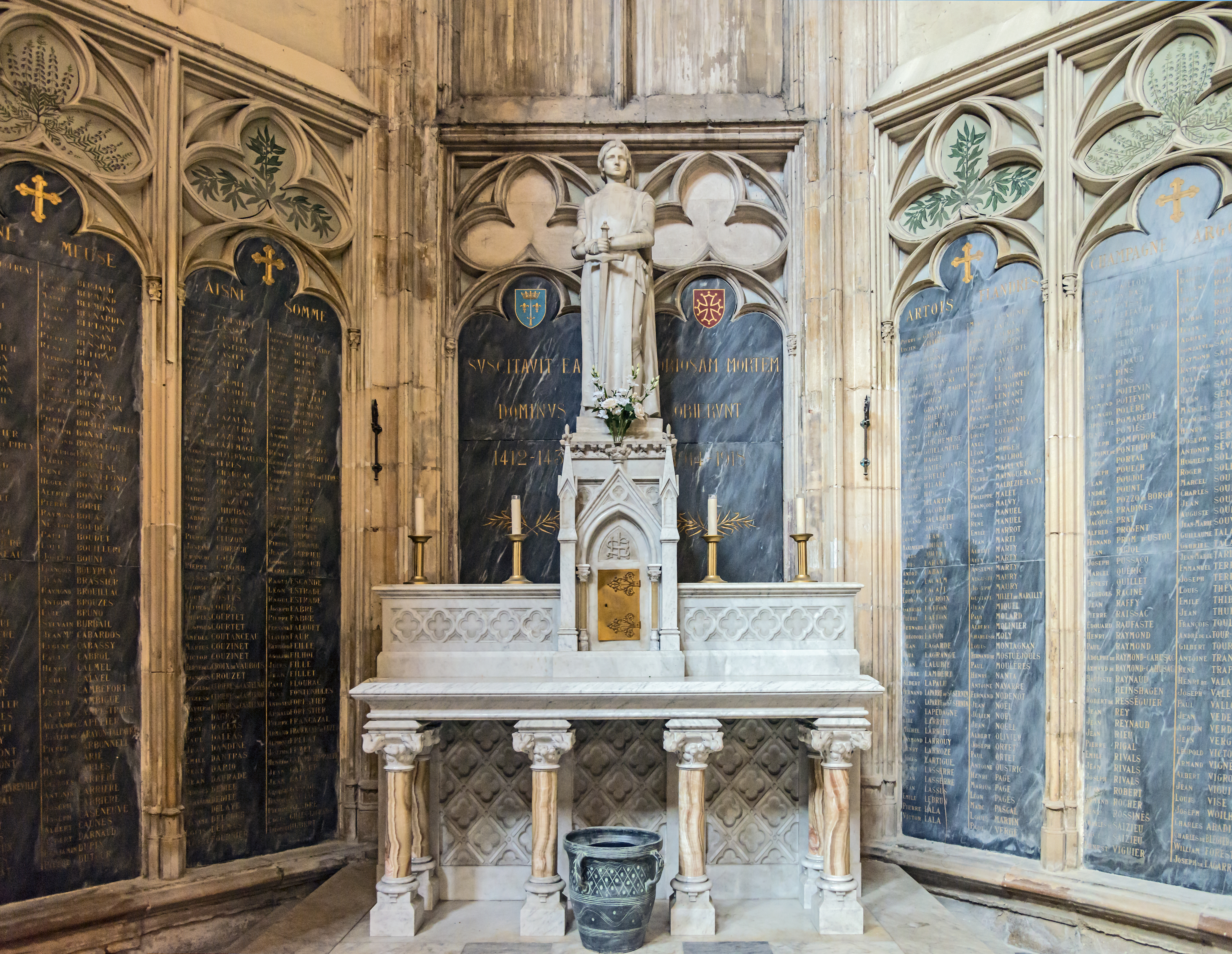
Autel de la chapelle de sainte Jeanne-d'Arc.
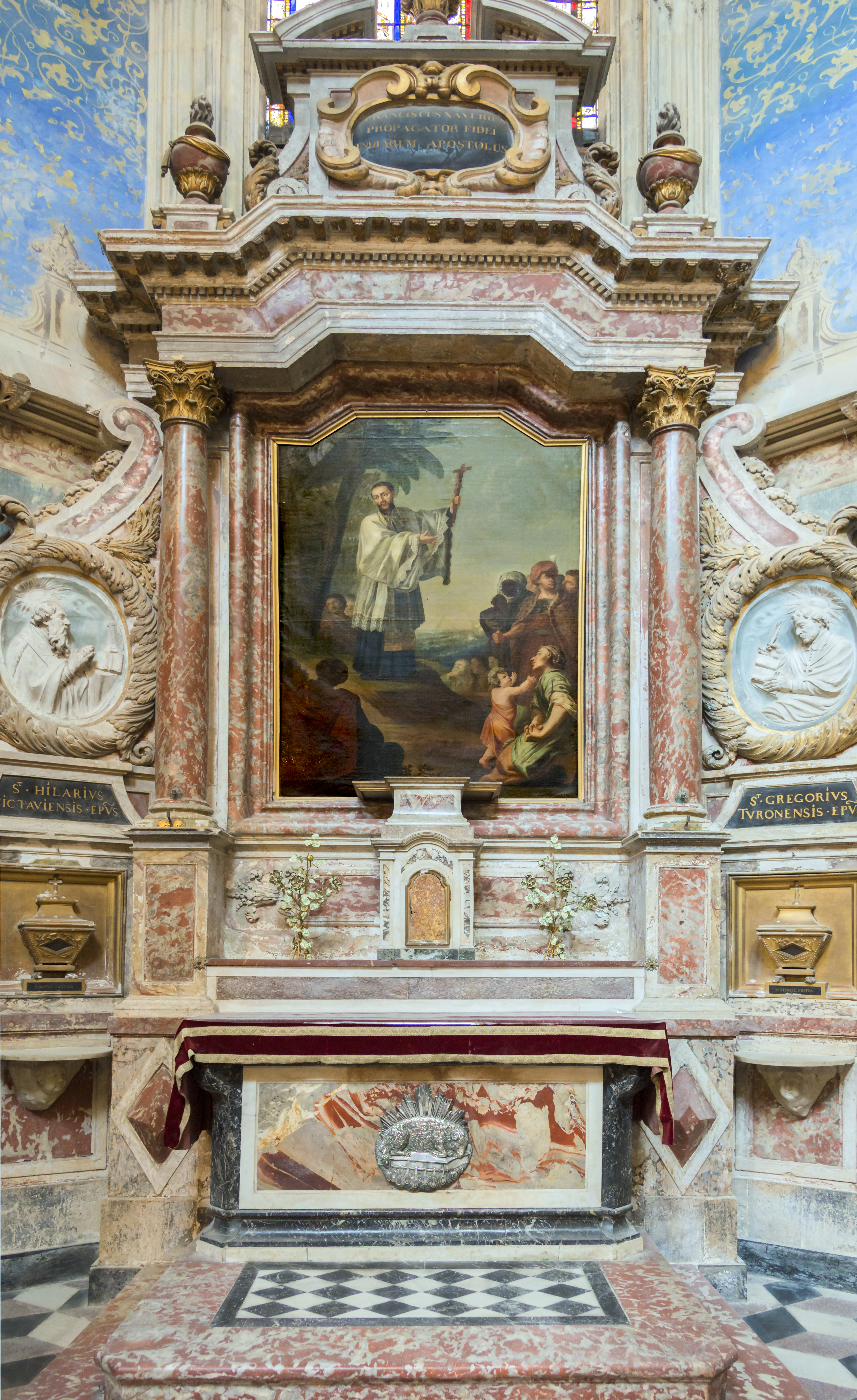
Retable de la chapelle saint François Xavier.
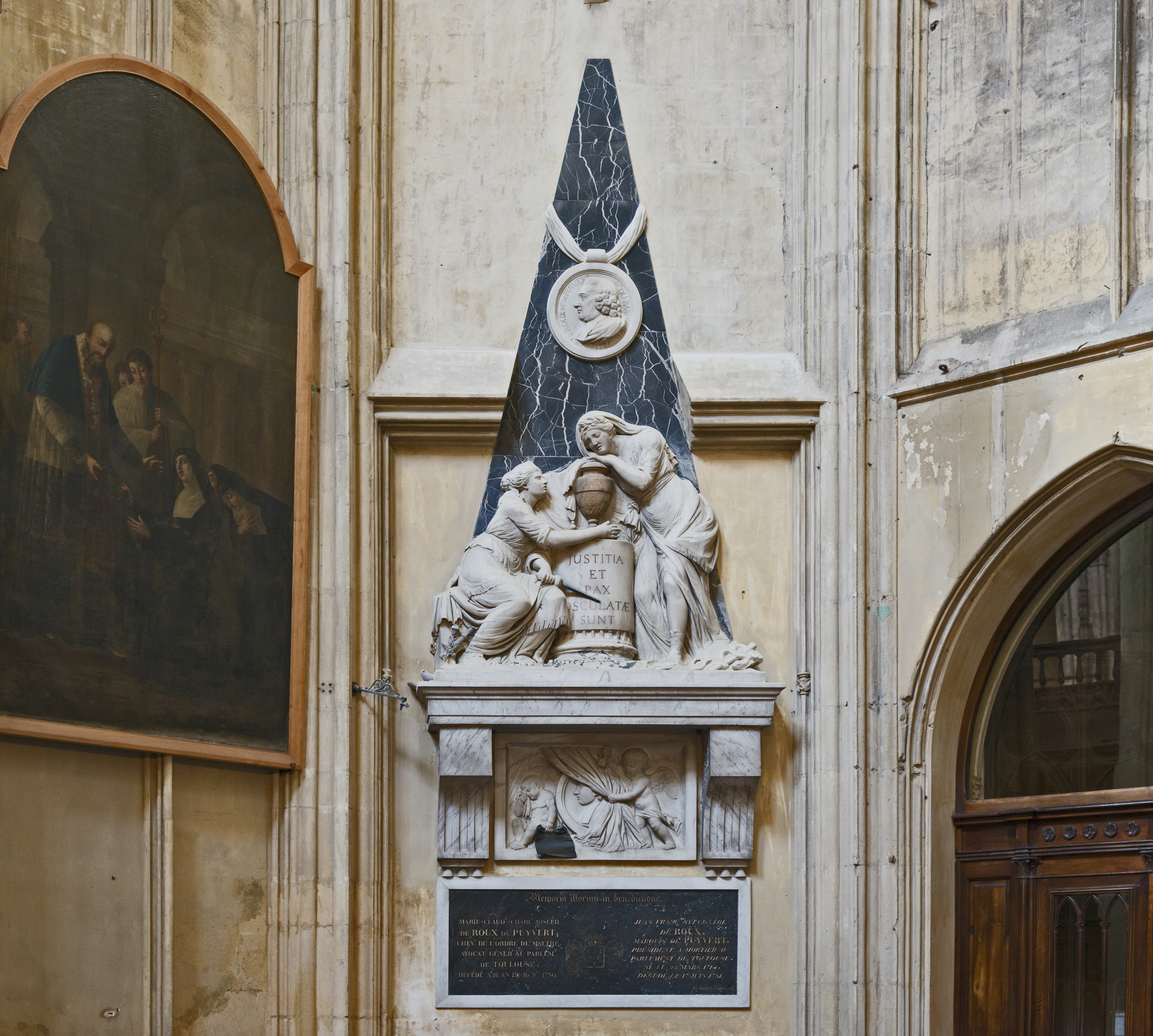
Cénotaphe Joseph et Jean François Sylvestre Roux de Puyvert.
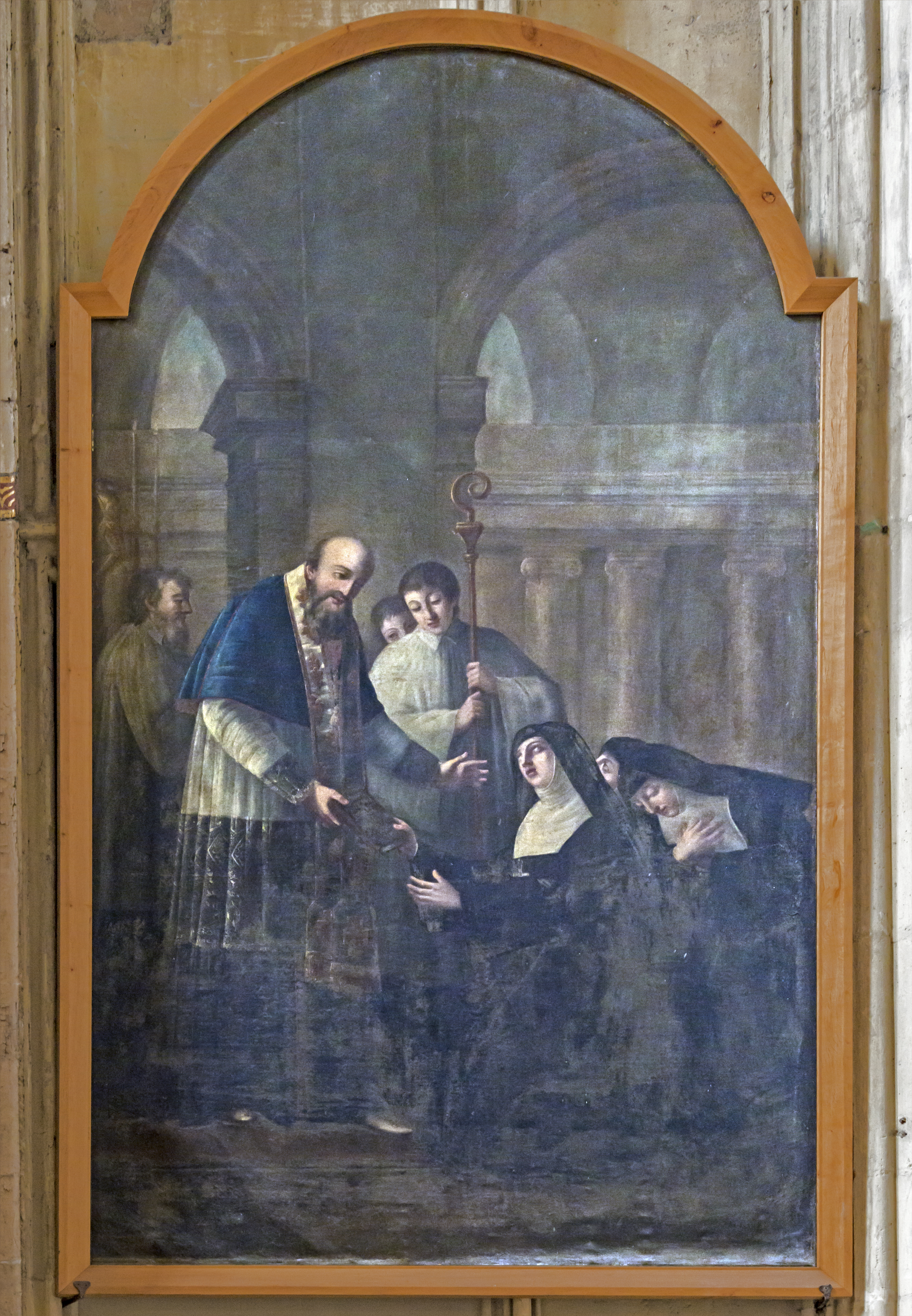
Saint François de Sales remet la règle à sainte Jeanne de Chantal.
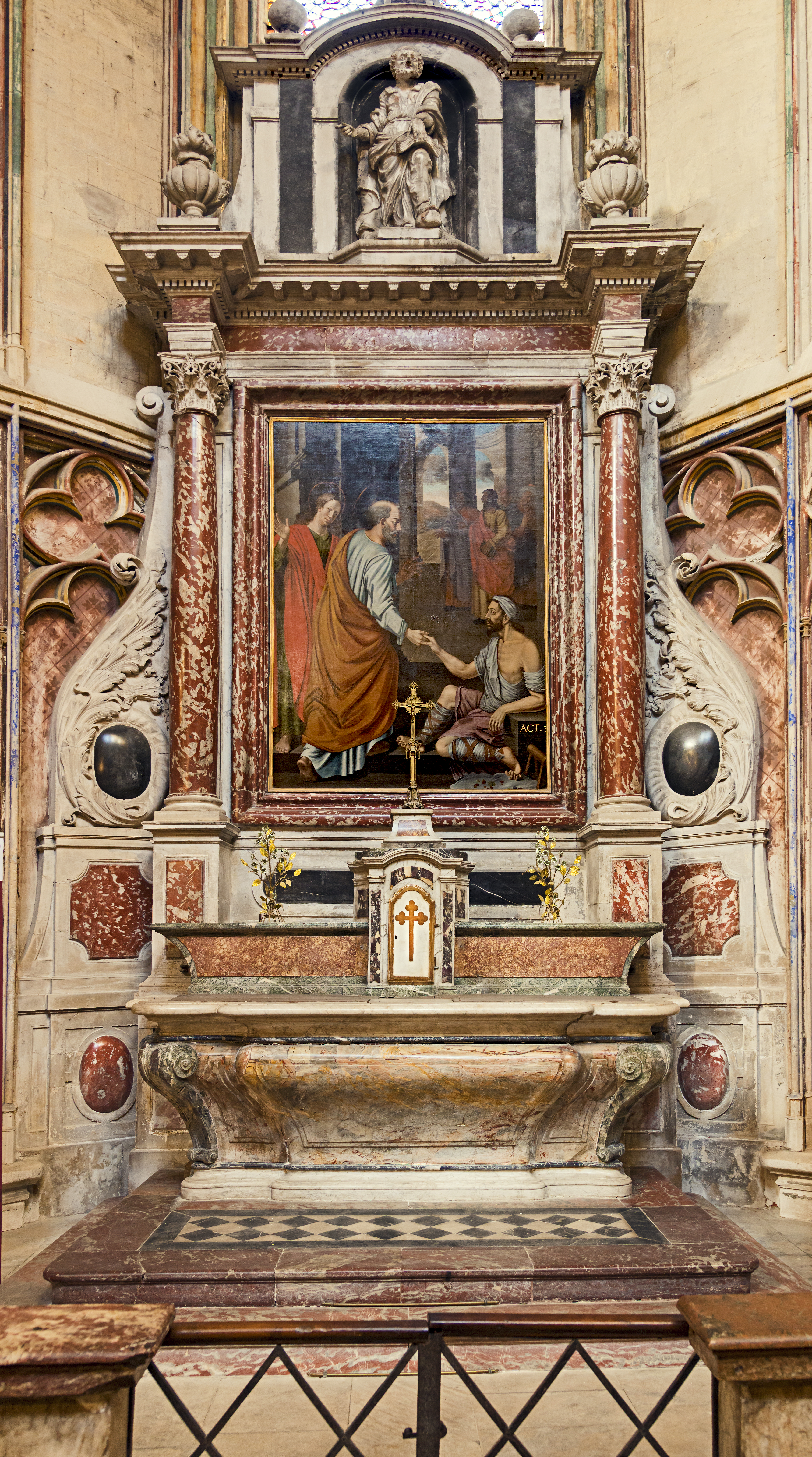
Retable de la chapelle Saint-Pierre.

#### Le déambulatoire
Il enserre le chœur et dessert les chapelles.
Monument d'Henri de SpondeDerrière l'autel principal il permet de voir le buste, et le monument sépulcral d'Henri de Sponde, ancien évêque de Pamiers.
Monument d’Antoine de LestangInitialement dans le chœur le tombeau qui encadre le portail du déambulatoire droit, c’est vu déplacé dans le déambulatoire. En  face de la statue de Lestrang il devait y avoir celle de son épouse ( Honorée de la Chaluppie), elle a été remplacée par une Vierge à l’Enfant du même auteur.

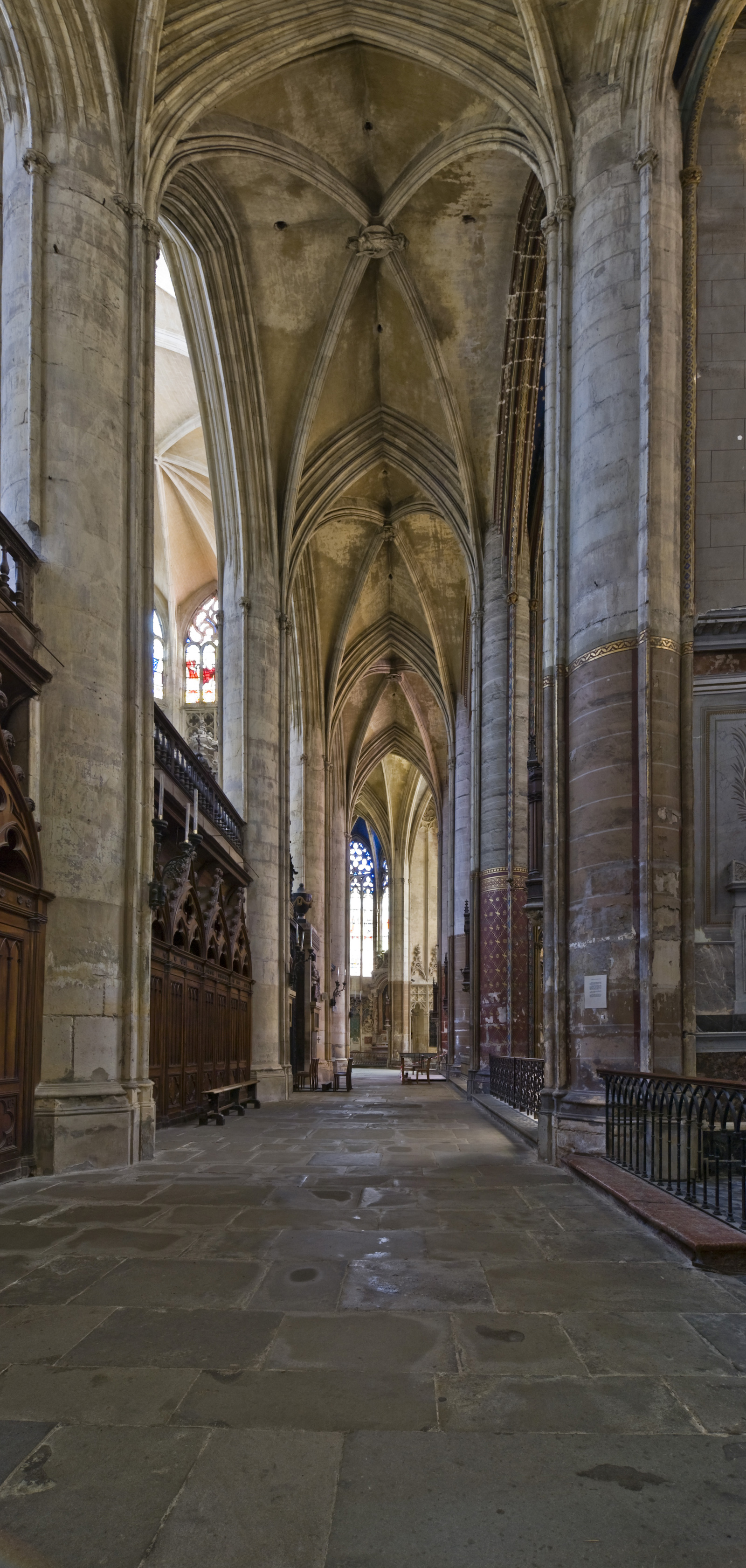
Le déambulatoire sud.
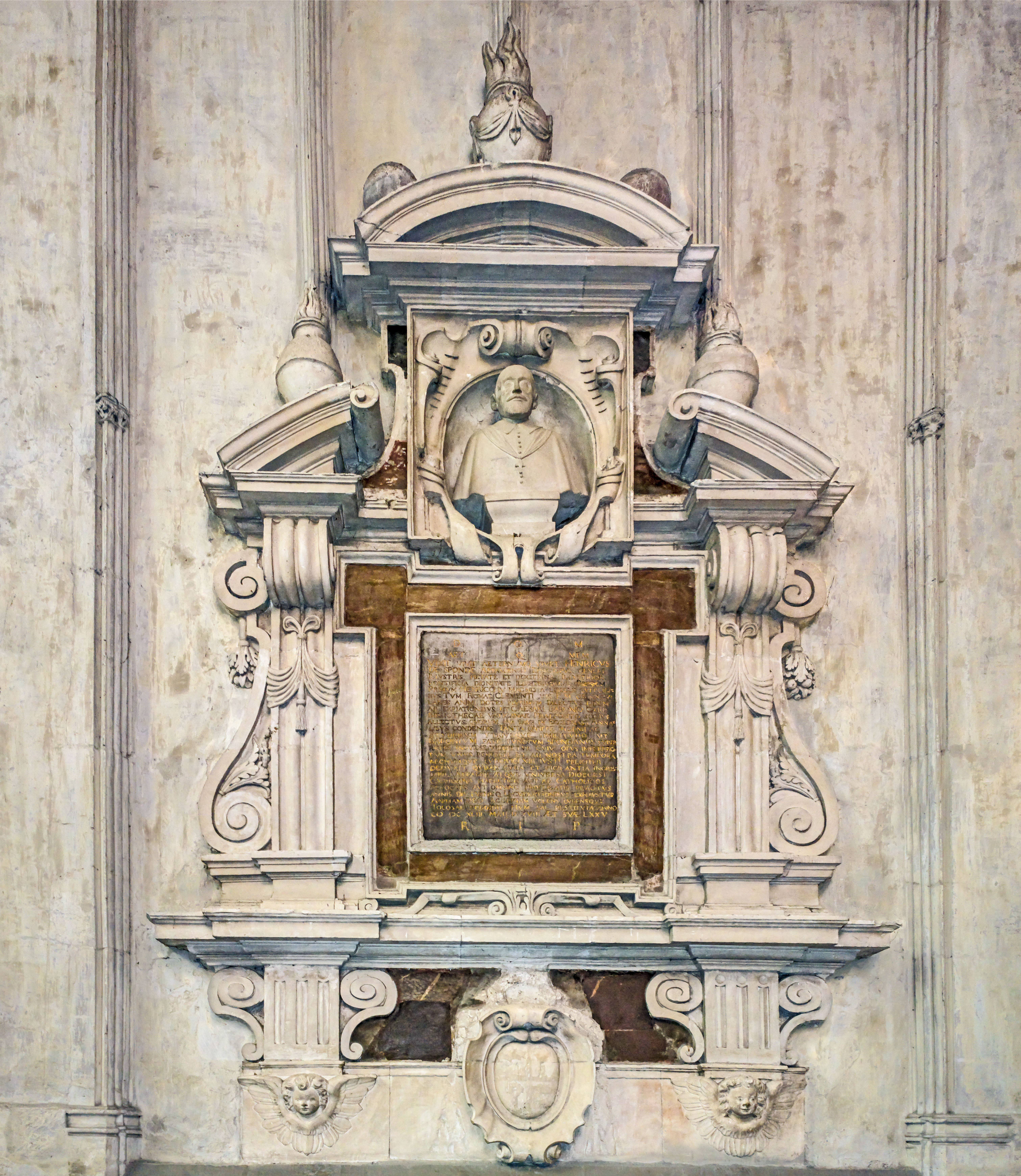
Monument funéraire d'Henri de Sponde.
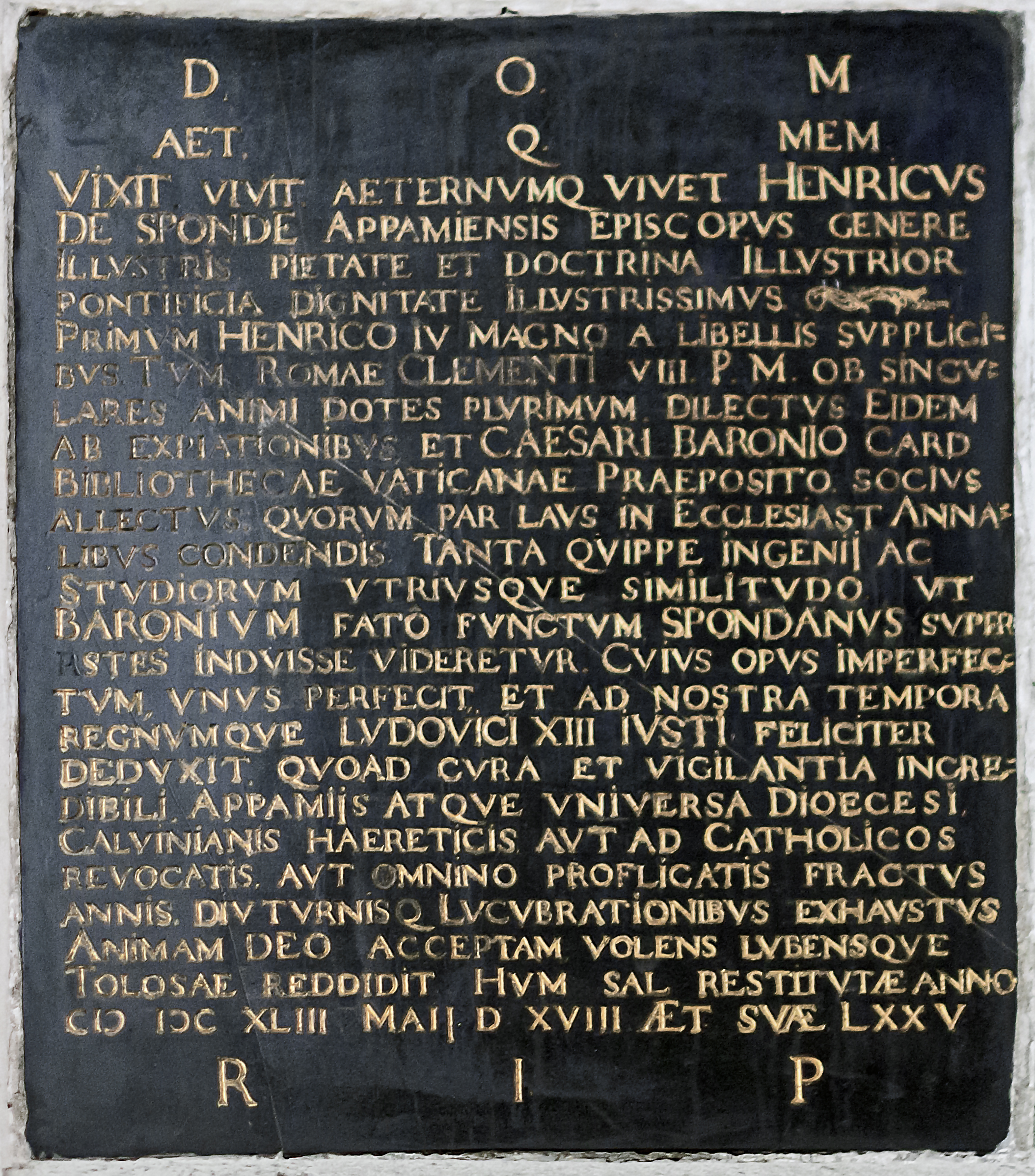
Plaque funéraire d'Henri de Sponde.
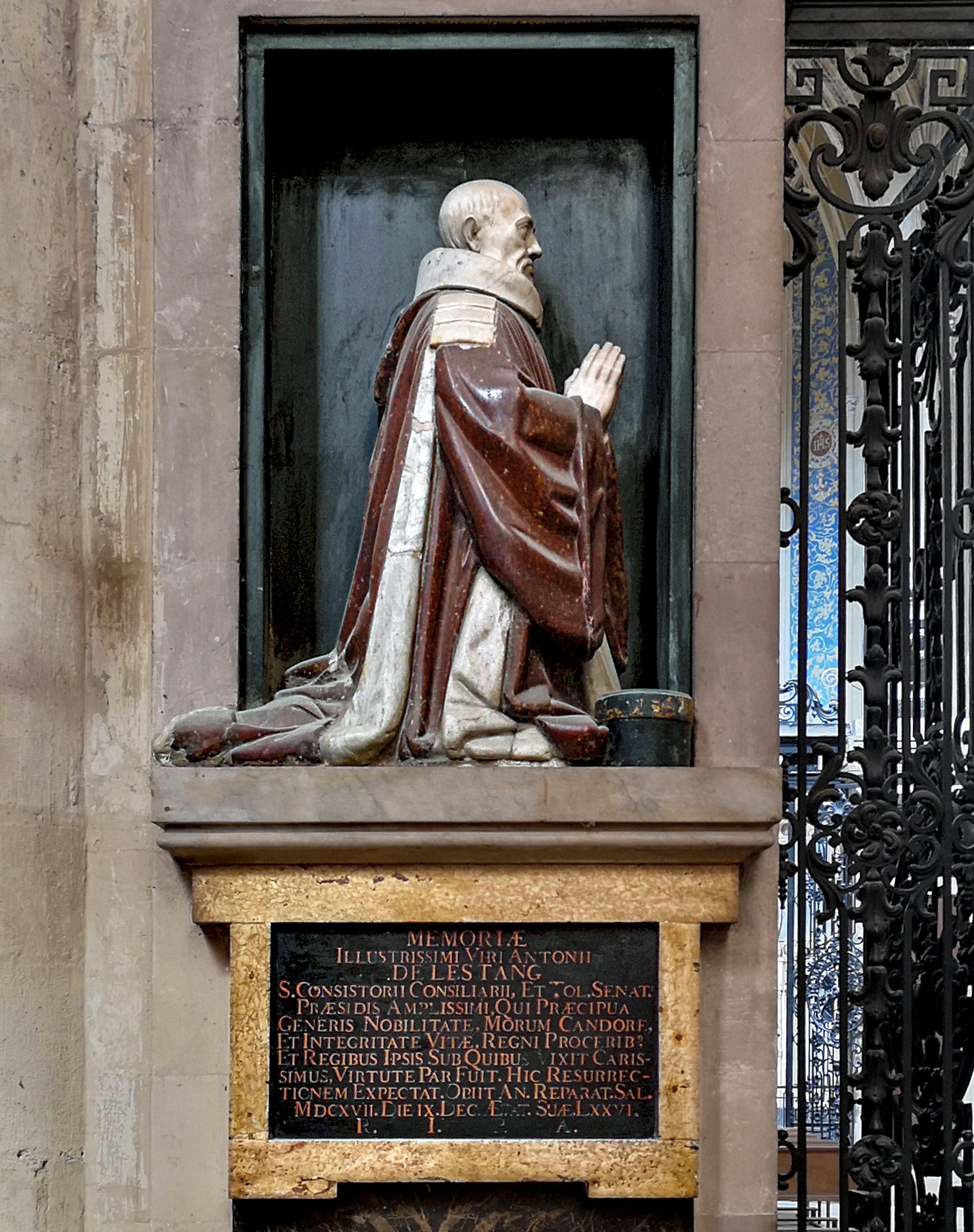
Le tombeau d'Antoine de Lestang par Arthur Legoust.
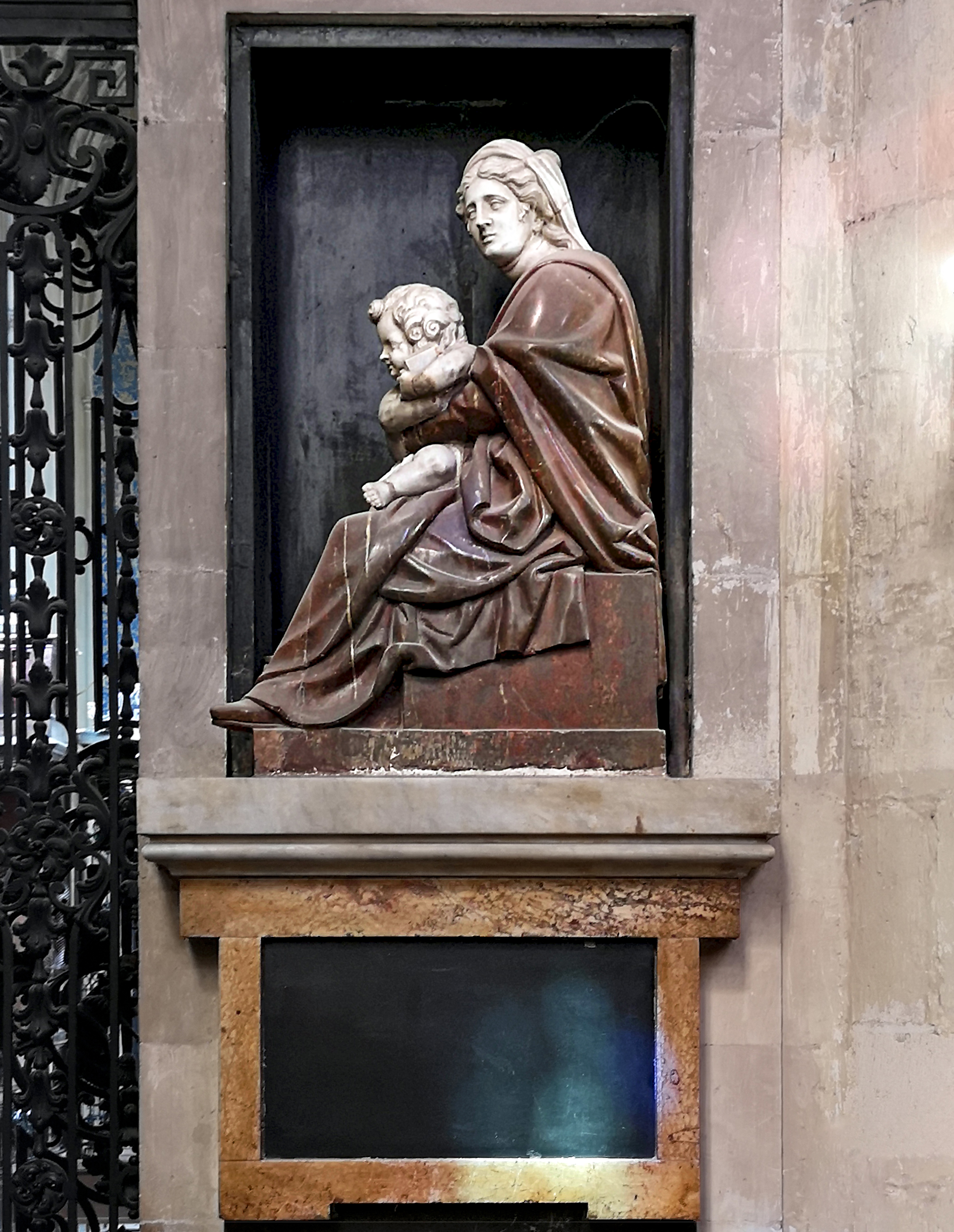
Vierge à l'Enfant par Arthur Legoust.

## Les orgues
Les deux orgues sont situés dans la partie gothique.

### Orgue de tribune

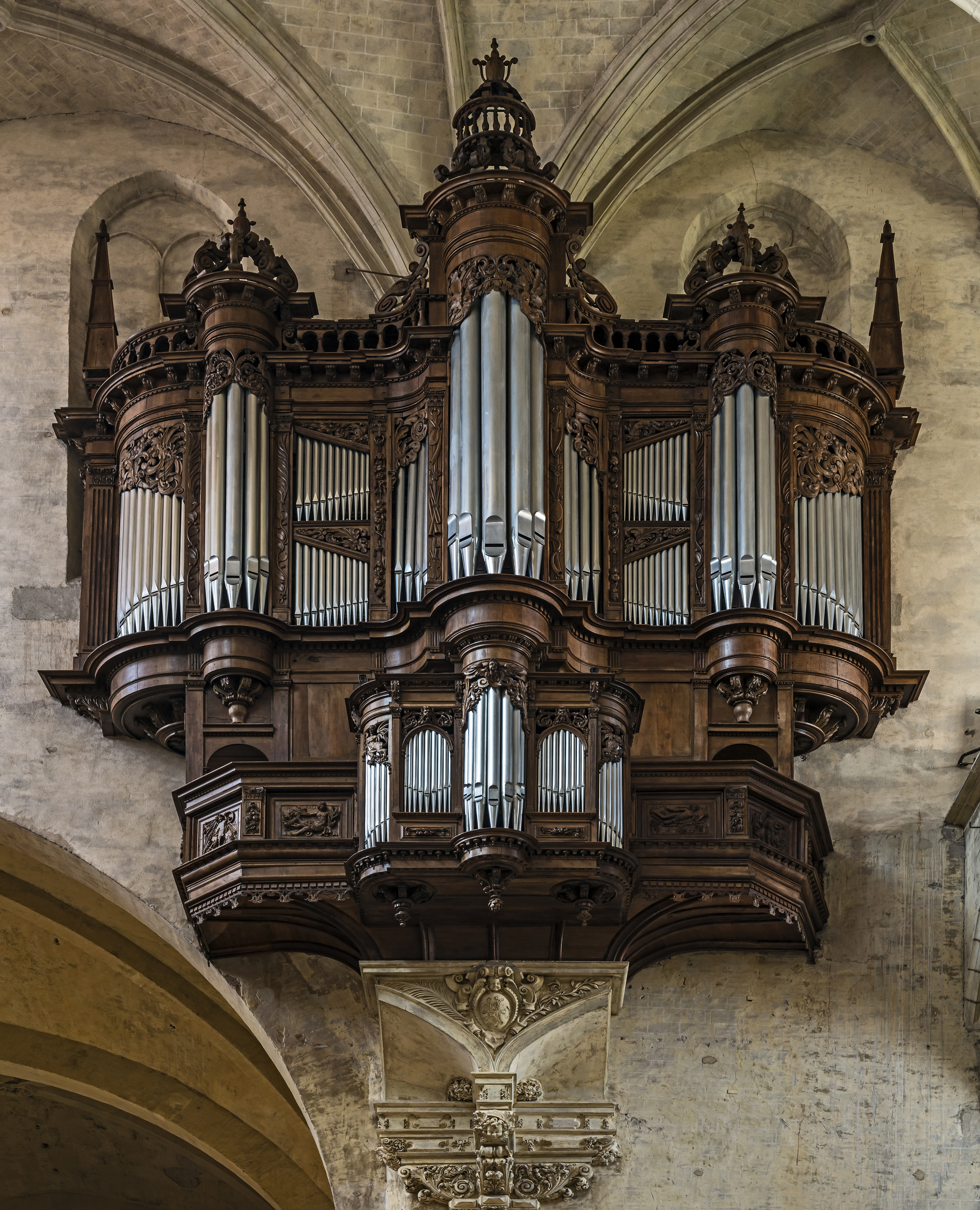
L'orgue de tribune.

L'orgue initial date de 1612. Les boiseries sont d'Antoine Lefèbvre 1612 ; augmenté en 1677 par Jean de Joyeuse, puis en 1738 par Pierre de Montbrun ; restauration en 1761 Jean-François L'Epine, et Jean-Baptiste Micot en  1772, Grégoire Rabiny 1787.
L'orgue de tribune de la Cathédrale pèse environ treize tonnes. il est haut de 12 mètres et large de dix. Il n'est pas posé sur un support, mais accroché sur une paroi verticale "en nid d'hirondelle".
La partie instrumentale a fait l'objet d'une reconstruction conservatrice par Aristide Cavaillé-Coll en 1852 : il réutilise notamment une grande partie de la tuyauterie ancienne, installe une soufflerie et une mécanique neuves.
Restauration complète par Alfred Kern en 1977 et Jean Férignac (pour le buffet). Il a été classé Monument Historique.
L'orgue possède 47 jeux sur 4 claviers manuels et pédalier. Les transmissions des claviers et des jeux sont mécaniques.
Composition
| Positif de dos 56 notes |
| Montre 8'               |
| Bourdon 8'              |
| Prestant 4'             |
| Flûte à cheminée 4'     |
| Nasard 2' 2/3           |
| Doublette 2'            |
| Tierce 1' 3/5           |
| Larigot 1' 1/3          |
| Plein-jeu V-VI          |
| Trompette 8'            |
| Cromorne 8'             |

| Grand-Orgue 56 notes  |
| Montre 16'            |
| Bourdon 16'           |
| Montre 8'             |
| Bourdon 8'            |
| Viole de gambe 8'     |
| Prestant 4'           |
| Flûte 4'              |
| Nasard 2' 2/3         |
| Quarte de nasard 2'   |
| Tierce 1' 3/5         |
| Cornet V              |
| Grosse fourniture II  |
| Petite fourniture III |
| Cymbale IV            |
| 1ère trompette 8'     |
| 2ème trompette 8'     |
| Clairon 4'            |
| Tremblant             |

| Récit expressif 56 notes |
| Flûte à cheminée 8'      |
| Salicional 8'            |
| Prestant 4'              |
| Doublette 2'             |
| Sifflet 1'               |
| Cornet III               |
| Trompette 8'             |
| Hautbois 8'              |
| Voix humaine 8'          |

| Echo en fenêtre 37 notes |
| Bourdon 8'               |
| Flûte 4'                 |
| Cornet III               |
| Trompette 8'             |

| Pédale 30 notes      |
| Flûte 16'            |
| Flûte 8'             |
| Gros nasard 5' 1/3   |
| Flûte 4'             |
| Grosse tierce 3' 1/5 |
| Bombarde 16'         |
| Trompette 8'         |
| Clairon 4'           |

### Organistes titulaires
- Stephanus Goujat (date inconnue-1525)
- Jehan Gorgion (1525-1559)
- Charles de Hedinton (1560-1561)
- Pierre Martiny (1561-1566)
- Ramond de Persin (1566-1568)
- Salvy Bardon (1568-1575)
- Pierre Bras (1575-1577)
- Monsieur de Bertrand (1576-1578)
- Torret (1578)
- Audinet Chaumont (1579)
- Guillaume Mazet (1579-1583)
- Robert Moncuit (1583-1598)
- Antoine Lefebvre (1598-1651)
- Guillaume Lanes (1651-1682)
- Mathieu Lanes (1683-1725)
- Bequé (1725)
- Desforat (1725-1747, neveu de Mathieu Lanes)
- Desforat (1747-1763, fils du précédent)
- Combettes (1763)
- Jacques Nicolas Philippe Valois (1763-1775)
- Salvador (1777-1787)
- Antoine Baumel (1788-1791)
- Lauzet (1792-1793)
- Escoube (1803-1804)
- Causse (1804-1828)
- Cadaux (1828-1843)
- Jean-Auguste Montlezun (1843-1844)
- Joseph Leybach (1845-1891)
- Joseph Fritz Büsser (1891)
- Louis Courtade (1891-1915)
- Chaubet (1918-1925)
- Massot (1925-1946)
- Renée Darasse-Laroyenne (1946-1986, mère de l'organiste, directeur de conservatoire et pédagogue Xavier Darasse)
- Philippe Bachet (1986-2004, prêtre capucin)
- Stéphane Bois (1997-2004, co-titulaire)
- Pierre Barthez (depuis 2004)

### Orgue de chœur

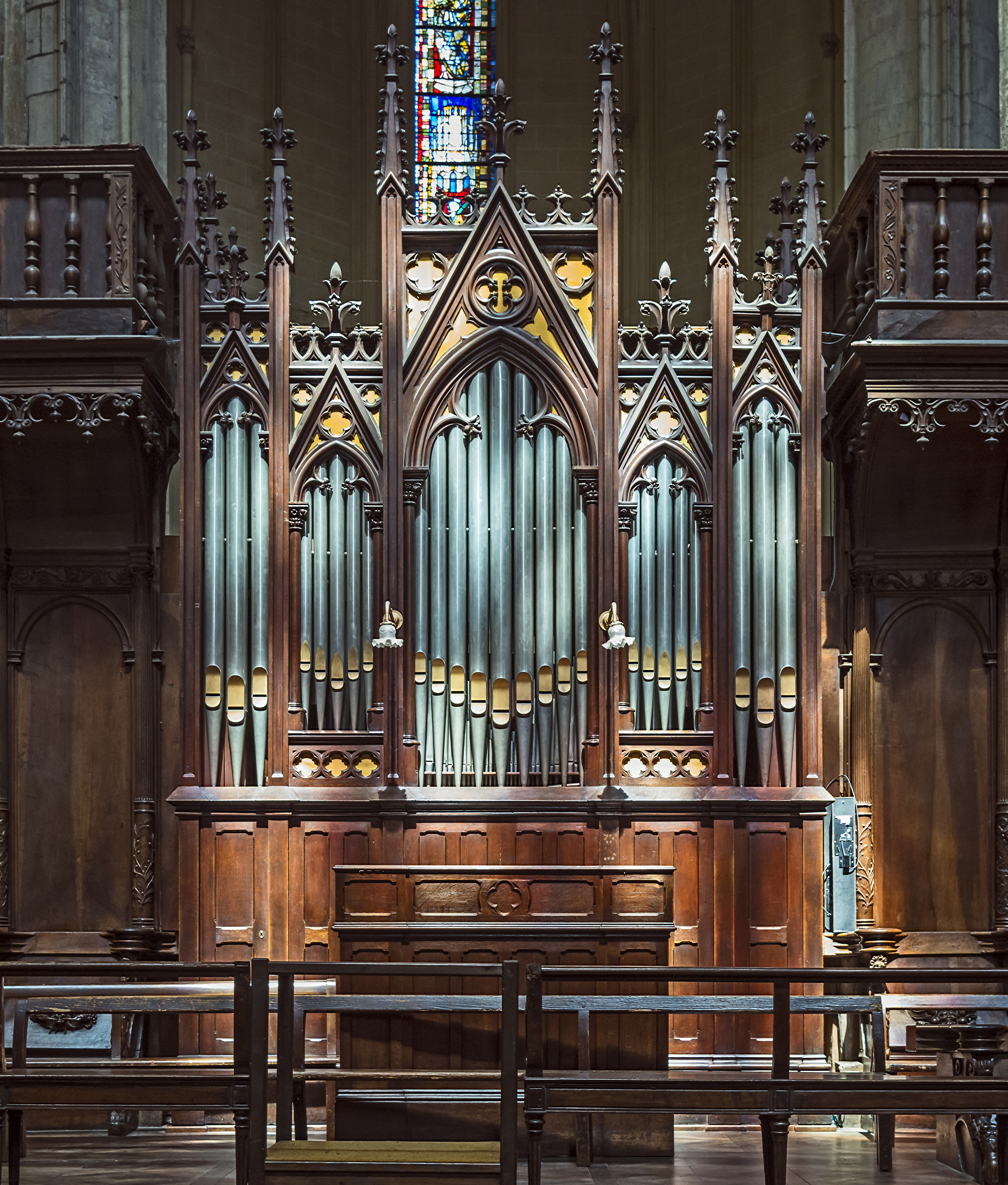
L'orgue de chœur.

L'orgue de chœur par Aristide Cavaillé-Coll date de 1868 il est classé au titre des Monuments Historiques. Il possède 12 jeux sur deux claviers manuels et pédalier, les transmissions sont mécaniques.
Composition
| Grand-Orgue 56 notes |
| Bourdon 16'          |
| Montre 8'            |
| Flûte harmonique 8'  |
| Salicional 8'        |
| Prestant 4'          |
| Plein jeu II-IV      |

| Récit expressif 56 notes |
| Gambe 8'                 |
| Voix céleste 8'          |
| Flûte octaviante 4'      |
| Basson 16'               |
| Trompette 8'             |
| Voix humaine 8'          |

| Pédale 30 notes      |
| Soubasse 16' (GO)    |
| Trompette 8' (Récit) |
| Basson 16' (Récit)   |

## Musique

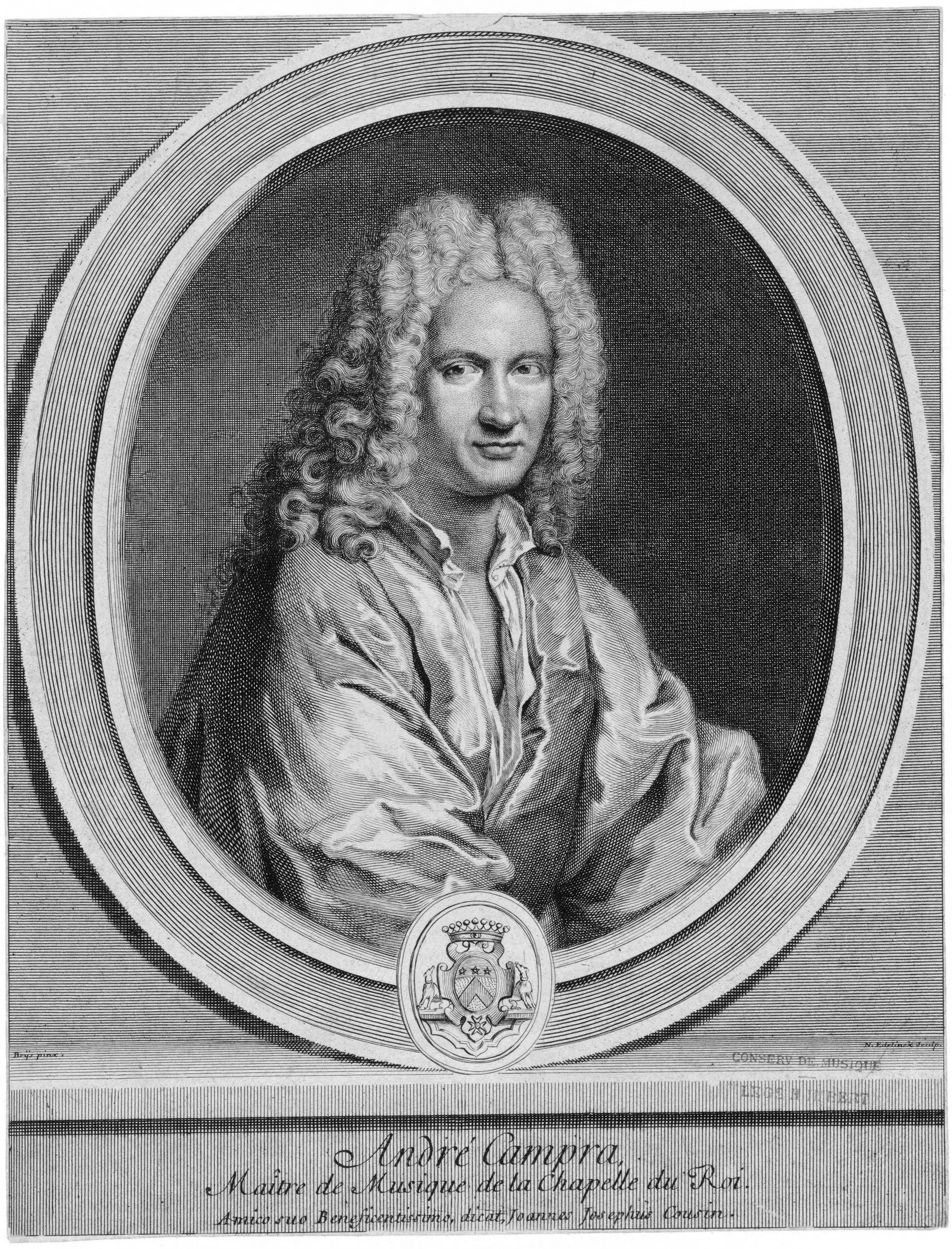
André Campra, maître de musique.

- André Campra est nommé maître de musique de la cathédrale en 1683
- Jean Gilles est nommé maître de musique en 1697

## Particularité

### Les Tentures murales de la vie de saint Étienne

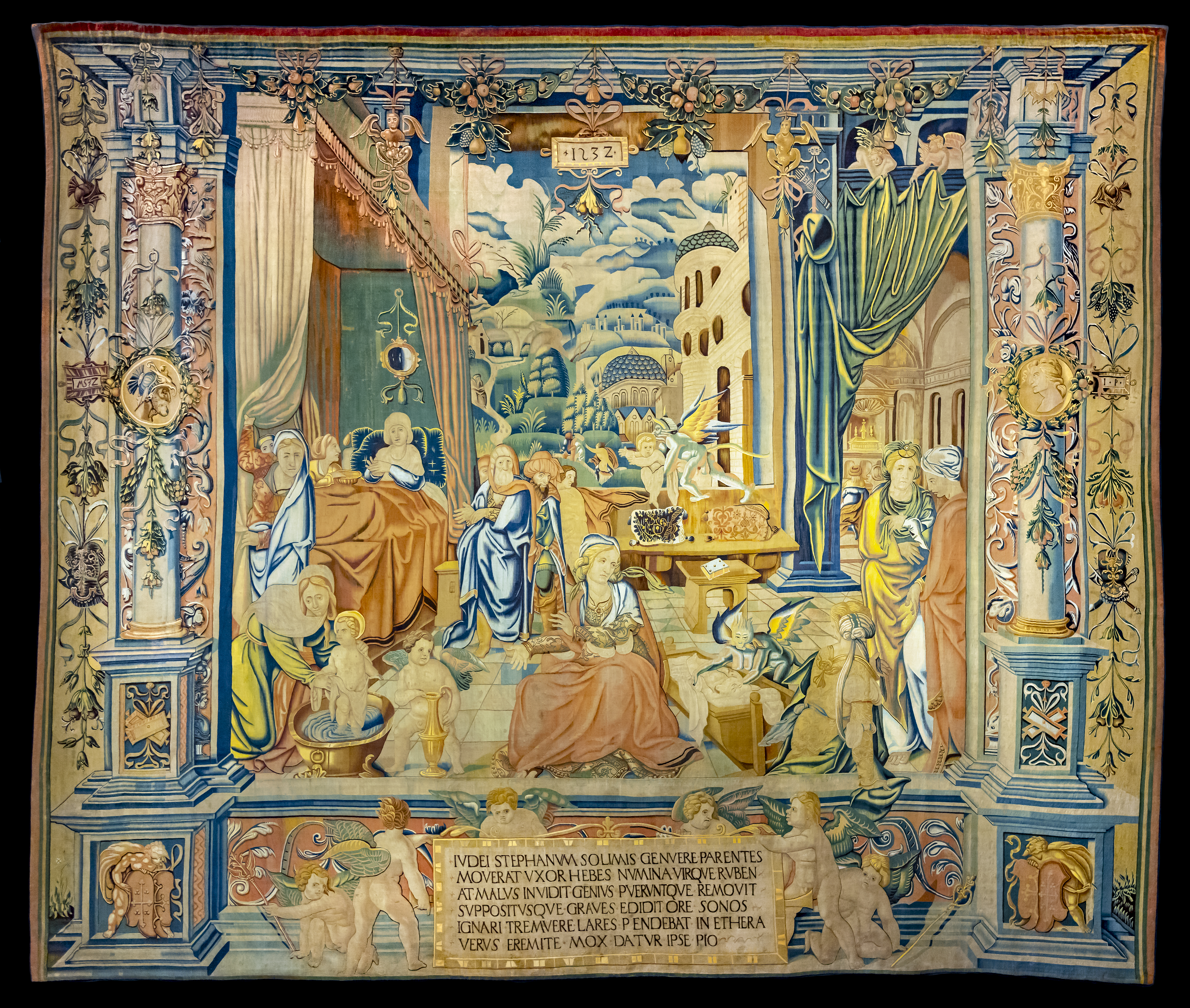
La naissance de saint Étienne, Jean Pechault (1532).

Quatre tapisseries actuellement conservées et représentant : La Lapidation de saint Étienne, la naissance de saint Étienne, une scène de baptême (saint Étienne baptisant son père ?) et un Baptême. Travail de Jean Péchault de 1532 à 1534. Œuvres classées .
Il s'agit des vestiges d'une Tenture de l'histoire de Saint Etienne, patron de la cathédrale, commandée par le chapitre vers 1532-34 auprès du licier Jehan Péchaut, sur les cartons de Charles et Cômes Pinfault. Elle fut augmentée par une commande de Jean Daffis, prévôt du chapitre, et tissée entre 1608 et 1661 par Jean Dumazet. Cet ensemble était destiné à orner l'espace au-dessus des lambris des stalles.

### Tombes et cénotaphes
- Pierre-Paul Riquet, promoteur du canal du midi.
- Louis de Froidour, défenseur de la forêt pyrénéenne, est enterré dans la cathédrale.
- Joseph Roux de Puyvert, avocat général au parlement de Toulouse, mort en 1780 et Jean-François Sylvestre de Roux, marquis de Puyvert, président du parlement, mort en 1781 ont un cénotaphe dans la chapelle Saint-Roch, œuvre en marbre polychrome du sculpteur François Lucas (3e quart du XVIIIe siècle), classé au titre des monuments historiques [42].
- Jean Gilles, compositeur et maître de musique de la cathédrale, mort à Toulouse le 5 février 1705, y est inhumé le lendemain « au cloître dans le tombeau destiné pour les enfants du chœur »[43].
- Jules-Géraud Saliège (1870-1956), cardinal, archevêque de Toulouse (1928-1956) fait Compagnon de la Libération le 07 août 1945, et nommé Juste parmi les Justes au Mémorial de Yad Vashem. Sa tombe est située dans le caveau nord du chœur gothique à gauche du maître-autel[44].

### Reliques de Saints
En 1805, les reliques de la bienheureuse Jeanne de Toulouse sont découvertes, lors de la destruction du couvent des Carmes, dans le mur de l'église, ainsi que des documents placés là en 1688 (et attestant de l'authenticité des reliques). Les reliques de la bienheureuse sont alors transférées dans la cathédrale, et placées dans la chapelle Saint Vincent de Paul. En 1893, à l'approche de sa béatification, les reliques sont à nouveau exhumées et placées dans un reliquaire installé au niveau du mur de la chapelle.

### Les Petits Chanteurs à la croix potencée
L'abbé Georges Rey crée, à la demande de Monseigneur Saliège, les chanteurs de Saint-Étienne en 1936. Ils sont environ quarante, ont entre 8 et 20 ans et chantent la messe et les vêpres. Ils portent une croix potencée, comme celle du chapitre.

panorama intérieur

panorama intérieur 360°